# Liste der Biografien/Kin
Liste der Biografien |
Portal Biografien |
Personensuche
# |
A |
B |
C |
D |
E |
F |
G |
H |
I |
J |
K |
L |
M |
N |
O |
P |
Q |
R |
S |
T |
U |
V |
W |
X |
Y |
Z |
?
 
Ka |
Kb |
Kc |
Kd |
Ke |
Kf |
Kg |
Kh |
Ki |
Kj |
Kl |
Km |
Kn |
Ko |
Kp |
Kr |
Ks |
Kt |
Ku |
Kv |
Kw |
Ky |
Kx |
Kz
 
Kia |
Kib |
Kic |
Kid |
Kie |
Kif |
Kig |
Kih |
Kii |
Kij |
Kik |
Kil |
Kim |
Kin |
Kio |
Kip |
Kir |
Kis |
Kit |
Kiu |
Kiv |
Kiw |
Kix |
Kiy |
Kiz
Die Liste der Biografien führt alle Personen auf, die in der deutschsprachigen Wikipedia einen Artikel haben. Dieses ist eine Teilliste mit 1154 Einträgen von Personen, deren Namen mit den Buchstaben „Kin“ beginnt.

## Kin
- Kin, Kakuei (1938–1985), japanischer Schriftsteller
- Kin, Sekihan (* 1925), japanischer Schriftsteller
- Kin, Yamei (1864–1934), chinesische Ärztin

### Kina
- Kina, Antoine (* 1996), belgischer Hockeyspieler
- Kina, Denis (* 1992), deutscher Fußballspieler
- Kina, Tetsuhiro (* 1976), japanischer Fußballspieler
- Kinach, Anatolij (* 1954), ukrainischer Politiker, Erster Vizepremierminister der Ukraine
- Kınacı, Zeynep (1972–1996), kurdische Selbstmordattentäterin der Arbeiterpartei Kurdistans
- Kinadon, Kopf eines Umsturzversuches in Sparta
- Kinahan, Daniel (* 1977), irischer Boxmanager und mutmaßlicher Krimineller
- Kinahan, George Henry (1829–1908), irischer Geologe
- Kinaithon, griechischer Dichter
- Kınalı, Didem (* 1986), Roma-stämmige türkische Bauchtänzerin, Sängerin und Model
- Kınalızâde Hasan Çelebi († 1604), osmanischer Jurist, Theologe und Dichter
- Kinalzik, Ulli, deutscher Schauspieler und Synchronsprecher
- Kinana ibn ar-Rabi' († 628), Gegner von Mohammed und Anführer des in Yathrib (Medina) ansässigen Stammes der Banu Nadir
- Kinard, Chris (* 1950), US-amerikanischer Badmintonspieler
- Kinard, Frank (1914–1985), US-amerikanischer American-Football-Spieler und -Trainer
- Kinard, Tori (* 1987), US-amerikanische Tennisspielerin
- Kinasewich, Ryan (* 1983), kanadisch-kroatischer Eishockeyspieler
- Kinash, Kirsten (* 1998), australische Synchronschwimmerin
- Kinast, Florian (* 1969), deutscher Moderator, Journalist und Autor
- Kinaszewska, Paulina (* 1976), polnische Schauspielerin
- Kinat, Georg Richard (1888–1973), deutscher Politiker (SPD), MdB
- Kinateder, Mathias Peter (1831–1917), deutscher Landwirt und Politiker
- Kinau, Gottfried Adolf (1814–1887), deutscher Pastor und Astronom
- Kinau, Jakob (1884–1965), deutscher Seemann, Unteroffizier der Kaiserlichen Marine, Schriftsteller, Herausgeber und Zollbeamter
- Kinau, Rudolf (1887–1975), deutscher SchriftstellerRudolf Kinau (1887–1975)

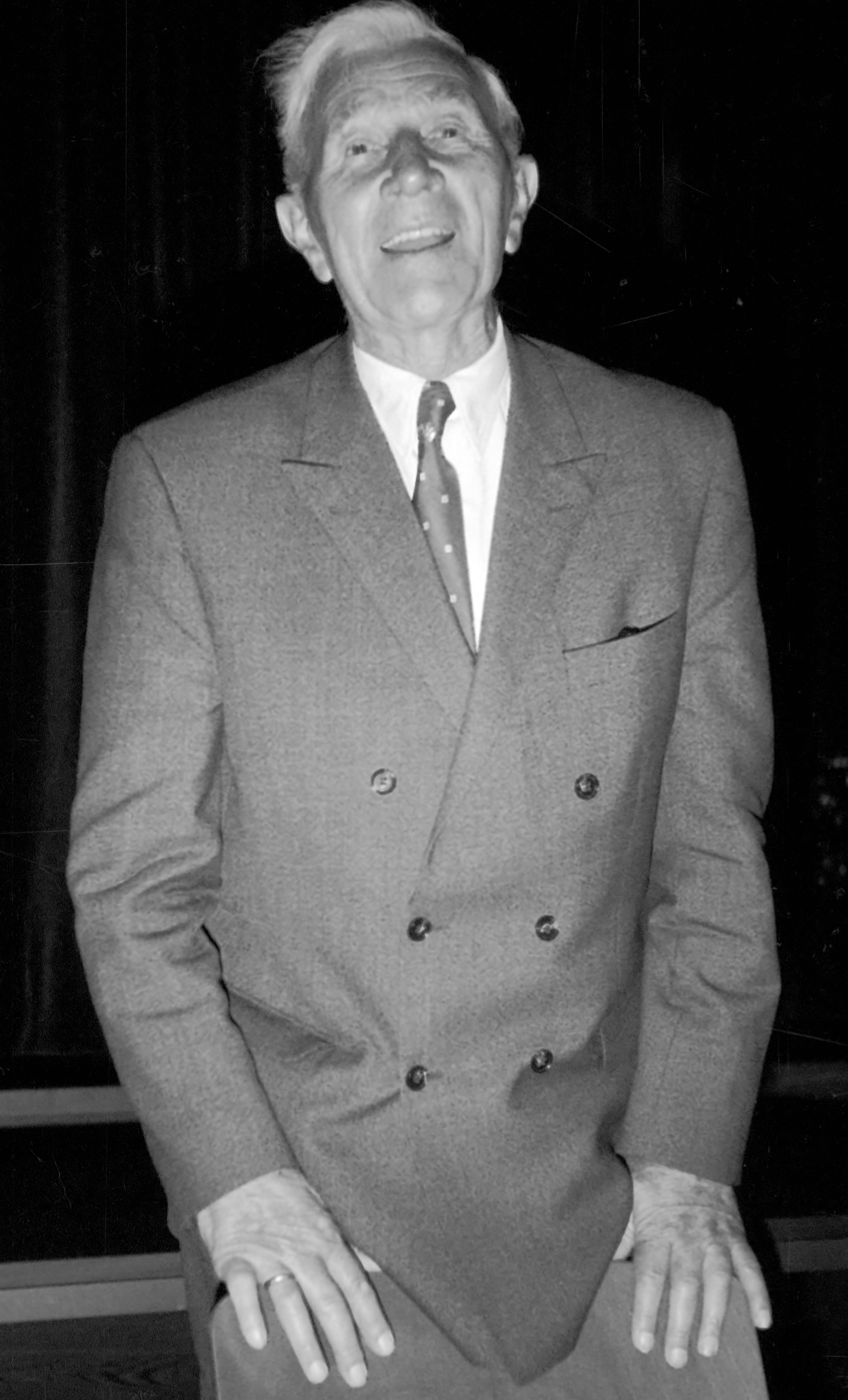
Rudolf Kinau (1887–1975)

- Kinauer, Peter F. (* 1939), österreichischer Experte für Erfolg und Motivation, Kolumnist, Berater, Redner und Buchautor
- Kinauer, Rudolf (1908–1979), österreichischer Kartographiehistoriker
- Kınay, Erdem (* 1978), türkischer Musikproduzent

### Kinb
- Kinberg Batra, Anna (* 1970), schwedische Politikerin (Moderata samlingspartiet)
- Kinberg, Johan Gustaf Hjalmar (1820–1908), schwedischer Zoologe
- Kinberg, Simon (* 1973), US-amerikanischer Drehbuchautor und FilmproduzentSimon Kinberg (* 1973)

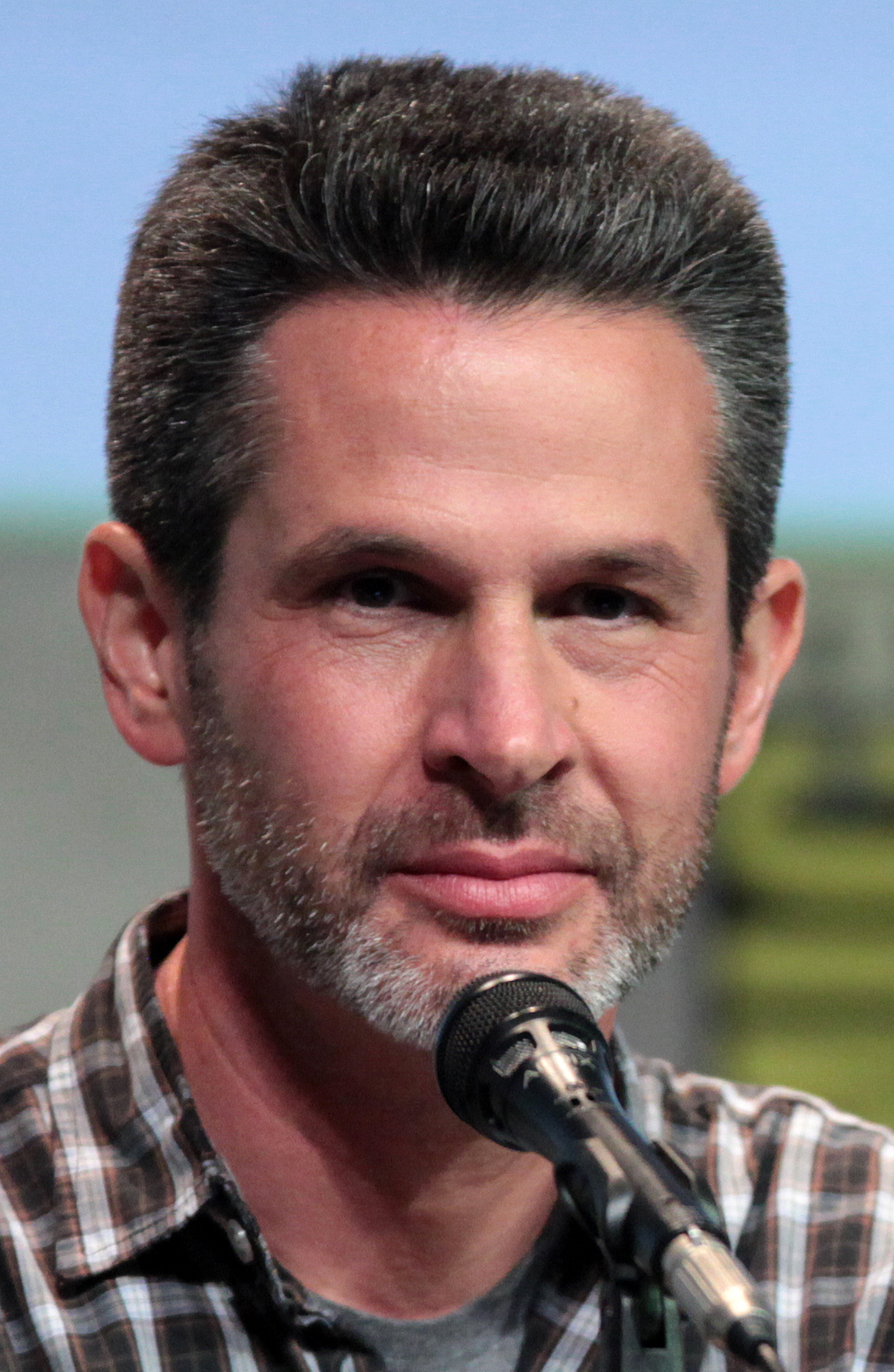
Simon Kinberg (* 1973)

- Kinberger, Thom (* 1973), österreichischer Autor, Politiker und Musiker

### Kinc
- Kincade, John (* 1946), britischer Schlagersänger
- Kincaid, Aron (1940–2011), US-amerikanischer Schauspieler und Synchronsprecher
- Kincaid, Bradley (1895–1989), US-amerikanischer Old-Time- und Folk-Musiker
- Kincaid, Dalton (* 1999), US-amerikanischer American-Football-Spieler
- Kincaid, Harrison R. (1836–1920), US-amerikanischer Journalist, Verleger und Politiker (Republikanische Partei)
- Kincaid, Jamaica (* 1949), amerikanische Schriftstellerin
- Kincaid, John (1791–1873), US-amerikanischer Politiker
- Kincaid, Tim (* 1944), US-amerikanischer Regisseur und Filmproduzent
- Kincaid, William (1895–1967), US-amerikanischer Flötist
- Kincaid, William (* 1992), US-amerikanischer Langstreckenläufer
- Kincaide, Deane (1911–1992), US-amerikanischer Jazz-Saxophonist, Klarinettist, Arrangeur und Komponist
- Kinch, Arturo (* 1956), costa-ricanischer Wintersportler
- Kinch, Beverly (* 1964), britische Sprinterin und Weitspringerin
- Kinch, Edwin Roy (1918–2003), kanadischer römisch-katholischer Priester
- Kinch, Karl Frederik (1853–1921), dänischer Klassischer Philologe und Klassischer Archäologe
- Kinch, Matt (* 1980), kanadischer Eishockeyspieler und -scout
- Kinch, Soweto (* 1978), britischer Jazzmusiker
- Kinch, Steve (* 1955), britischer RockbassistSteve Kinch (* 1955)

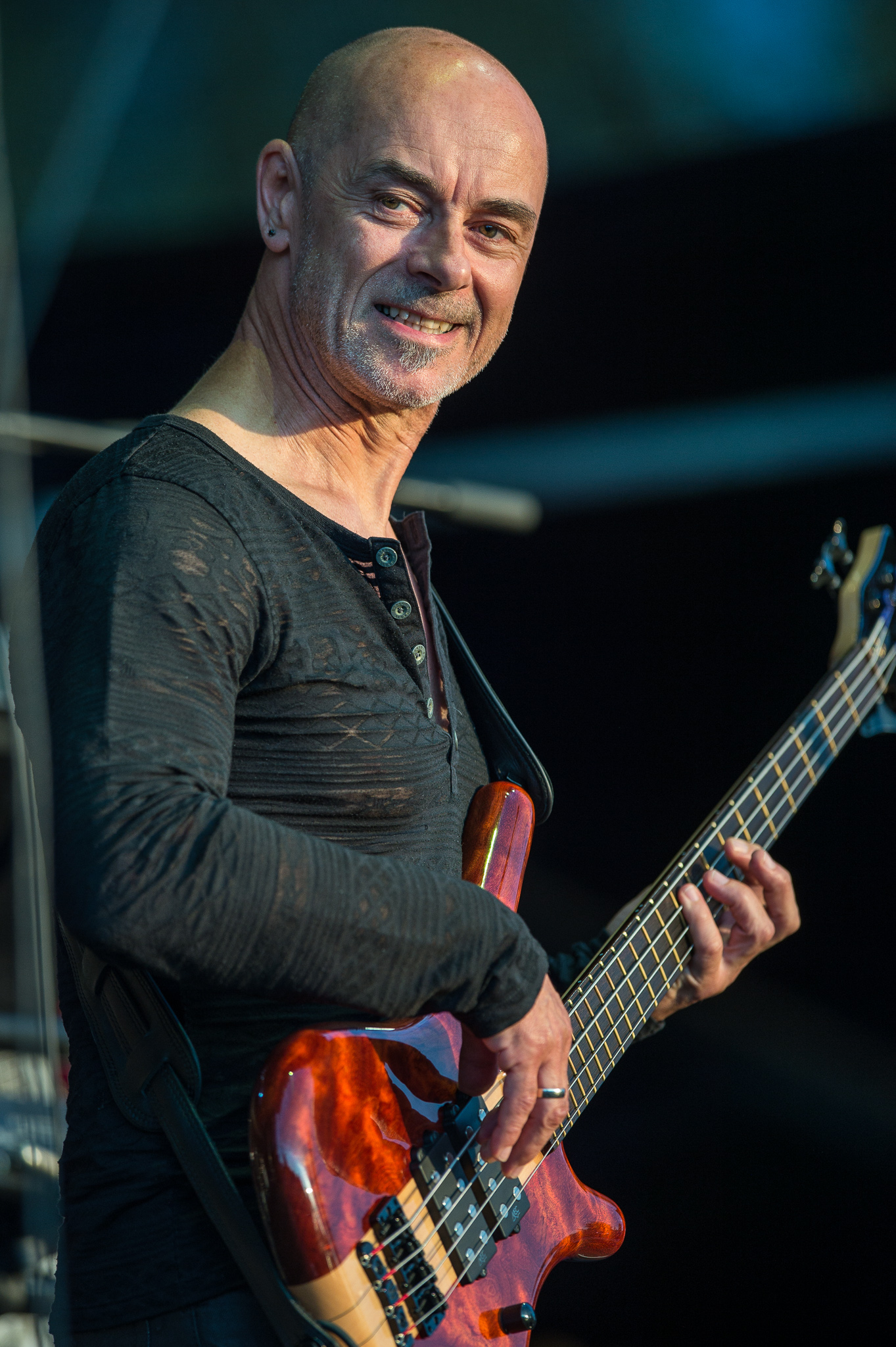
Steve Kinch (* 1955)

- Kincheloe, David Hayes (1877–1950), US-amerikanischer Jurist und Politiker
- Kincheon, Sylvester (* 1964), US-amerikanischer Basketballspieler
- Kinchin, Vincent (1967–2010), britischer Bahnsportler
- Kinck, Hans E. (1865–1926), norwegischer Schriftsteller
- Kinckel, August Wolfgang von (1710–1768), Rechtskonsulent des Ritterkantons Odenwald in Heilbronn
- Kinckel, Georg August Heinrich von (1741–1827), königlich-bayerischer Kämmerer und Generalleutnant
- Kinckel, Heinrich August von (1747–1821), niederländischer Marineoffizier und Diplomat
- Kincl, František (* 1941), tschechoslowakischer Politiker und Innenminister
- Kincl, Marek (* 1973), tschechischer Fußballspieler
- Kincses, Tibor (* 1960), ungarischer Judoka

### Kind
- Kind aus der Esterweger Dose, Moorleiche
- Kind, Adolfo (1848–1907), schweizerisch-italienischer Chemieingenieur Skipionier und
- Kind, August (1824–1904), deutscher Architekt und Beamter im Reichs-Postwesen
- Kind, Carl Gotthelf (1801–1873), deutscher Bergbautechniker
- Kind, Christian Immanuel (1818–1884), Schweizer reformierter Pfarrer und Historiker
- Kind, Claus-Joachim (* 1953), deutscher Prähistoriker, Spezialgebiet Steinzeit
- Kind, Dani (* 1980), kanadische SchauspielerinDani Kind (* 1980)

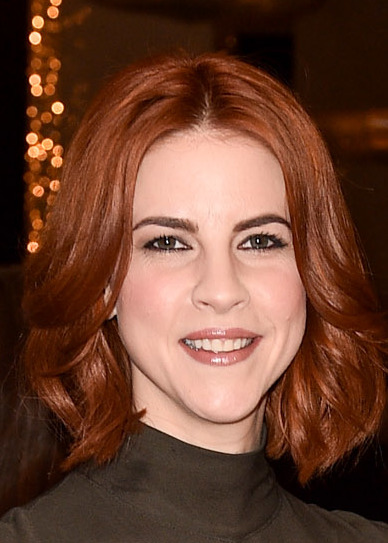
Dani Kind (* 1980)

- Kind, Dieter (1929–2018), deutscher Elektroingenieur
- Kind, Friedrich (1928–2000), deutscher Politiker (CDU der DDR), MdV, Mitglied des Staatsrates der DDR
- Kind, Gabriele (* 1946), deutsche Politikerin (SPD)
- Kind, Georg (1897–1945), deutscher Bildhauer
- Kind, Helmut (1920–2015), deutscher Buchwissenschaftler und Bibliothekar
- Kind, Hermann (1858–1927), Mitglied des Provinziallandtages der Provinz Hessen-Nassau
- Kind, Johann Adam Gottlieb (1747–1826), deutscher Rechtswissenschaftler, Richter und Hochschullehrer
- Kind, Johann Friedrich (1768–1843), deutscher SchriftstellerJohann Friedrich Kind (1768–1843)

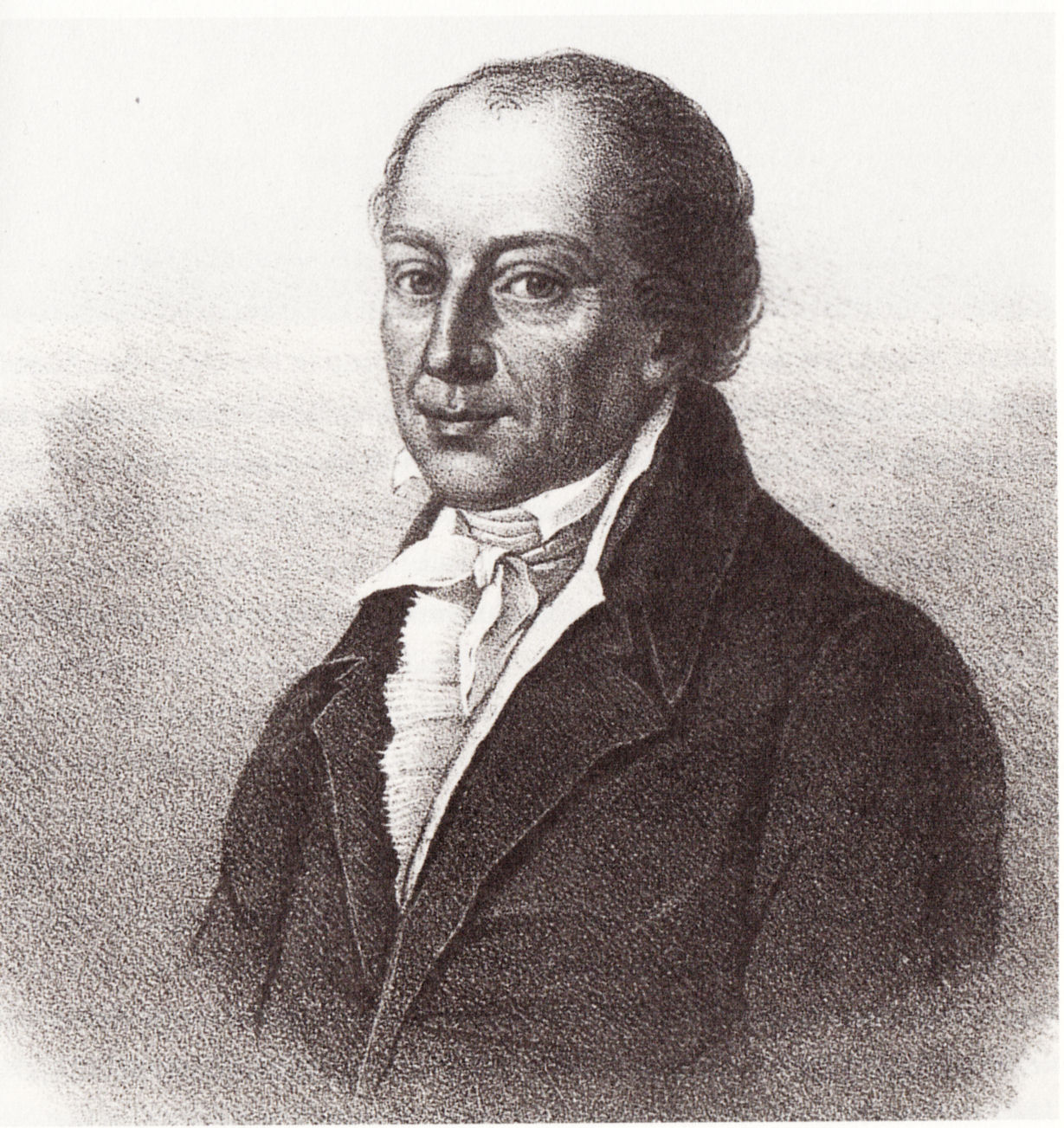
Johann Friedrich Kind (1768–1843)

- Kind, Ludwig Gotthilf (1830–1913), Schweizer reformierter Pfarrer
- Kind, Martin (* 1944), deutscher Unternehmer und Fußballfunktionär
- Kind, Michael (* 1953), deutscher Schauspieler
- Kind, Natalja Wladimirowna (1917–1992), sowjetische Geologin
- Kind, Otto (1868–1949), deutscher Politiker (DNVP), MdR
- Kind, Paolo (1880–1952), italienischer Skispringer und Skisprungfunktionär
- Kind, Paul (* 1950), liechtensteinischer Radsportler und Radsportfunktionär
- Kind, Paul Gottlob (1822–1893), Schweizer reformierter Pfarrer
- Kind, Paul Hieronymus (1847–1922), Schweizer reformierter Pfarrer
- Kind, Paul Theodor (1861–1898), Schweizer reformierter Geistlicher
- Kind, Paulus der Ältere (1734–1802), Schweizer reformierter Pfarrer
- Kind, Paulus der Jüngere (1783–1875), Schweizer reformierter Pfarrer
- Kind, Rainer (* 1943), deutscher Geophysiker
- Kind, Richard (* 1956), US-amerikanischer Schauspieler und SynchronsprecherRichard Kind (* 1956)

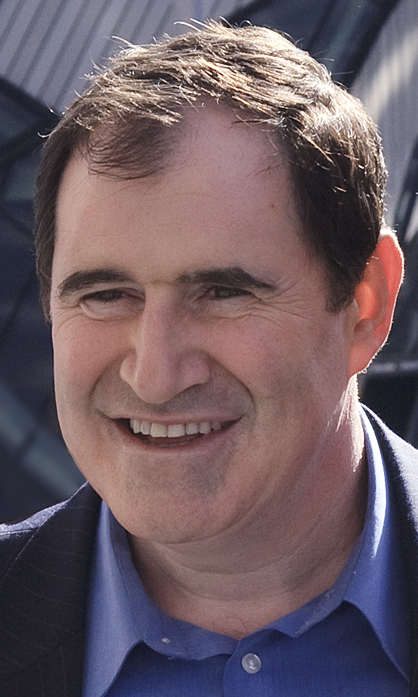
Richard Kind (* 1956)

- Kind, Ron (* 1963), US-amerikanischer Politiker
- Kind, Roslyn (* 1951), US-amerikanische Sängerin und Schauspielerin
- Kind, Steffen (* 1952), deutscher Bauingenieur und Hochschullehrer
- Kind, Theodor (1799–1868), deutscher Jurist, Philhellene und Neogräzist
- Kind, Thomas (* 1966), deutscher Politiker (Die Linke), MdL
- Kind, Tommy (* 1992), deutscher Fußballspieler
- Kind-Barkauskas, Friedbert (* 1940), deutscher Architekt und Sachbuchautor
- Kind-Hasenclever, Antje (1909–1985), deutsche Widerstandskämpferin gegen den Nationalsozialismus
- Kinda, Chris (* 1999), namibischer Läufer und paralympischer Athlet
- Kinda, Gadi (1994–2025), israelischer Fußballspieler
- Kindaichi, Kyōsuke (1882–1971), japanischer Linguist und Ethnologe
- Kindattu, König von Elam
- Kindberg, Helene (* 1998), dänische Handballspielerin
- Kindberg, Nils Conrad (1832–1910), schwedischer Pädagoge und Bryologe
- Kindborn, Ken (* 1995), schwedisch-thailändischer Eishockeyspieler
- Kinde, Per (1887–1924), schwedischer Sportschütze
- Kindel, Fritz (1874–1928), württembergischer Oberamtmann
- Kindel, George J. (1855–1930), US-amerikanischer Politiker
- Kindel, Jeremy (* 2004), deutscher Hörspiel- und Synchronsprecher
- Kindel, Josef (1912–1948), deutscher Unterscharführer der SS
- Kindel, Manfred (* 1954), deutscher Pädagoge, Komponist, Autor, Interpret, Sänger und Kinderchor-Leiter
- Kindelán, Mario (* 1971), kubanischer Boxer
- Kindelberger, James Howard (1895–1962), US-amerikanischer Manager in der Flugzeugindustrie
- Kindell, Freddy (1892–1961), britischer Autorennfahrer
- Kinder, Arvid (* 1980), deutscher Volleyball- und Beachvolleyballspieler
- Kinder, Christian (1897–1972), deutscher Kirchenjurist
- Kinder, Claude William (1852–1936), britischer Eisenbahningenieur
- Kinder, Ernst (1910–1970), deutscher Theologe und Professor
- Kinder, Hannes (* 1985), deutscher Musiker und Komponist
- Kinder, Hans (1900–1986), deutscher Maler
- Kinder, Hermann (1944–2021), deutscher Schriftsteller und Literaturwissenschaftler
- Kinder, Horst (1919–2011), deutscher Brigadegeneral
- Kinder, Johannes (1843–1914), deutscher Jurist, Bürgermeister und Heimatforscher
- Kinder, Johannes (1912–1976), deutscher Kriegsverbrecher und Stasi-Spitzel
- Kinder, Manfred (* 1938), deutscher Leichtathlet und Olympiamedaillengewinner
- Kinder, Nino (* 2001), deutscher Eishockeyspieler
- Kinder, Peter (* 1954), US-amerikanischer Politiker
- Kinder, Ralf (* 1966), deutscher Drehbuchautor
- Kinder, Rudolf (1881–1944), deutsch-litauischer Politiker
- Kinder, Sebastian (* 1974), deutscher Geograph
- Kinder, Vladimír (* 1969), slowakischer Fußballspieler
- Kinderfreund, Karl Joseph (1793–1869), österreichischer Schriftsteller, Komponist und Musikpädagoge
- Kinderis, Justinas (* 1987), litauischer Moderner Fünfkämpfer
- Kinderlehrer, David (* 1941), US-amerikanischer Mathematiker
- Kinderling, Andreas (1593–1664), deutscher Logiker und Physiker
- Kinderling, Franz (1820–1895), deutscher Vizeadmiral
- Kinderling, Hugo (1860–1943), deutscher Marineoffizier, zuletzt Vizeadmiral
- Kinderling, Johann Friedrich August (1743–1807), deutscher Philologe, Pfarrer, Liederdichter und Quellen-Sammler
- Kinderman, William (* 1952), US-amerikanischer Musikwissenschaftler und Pianist
- Kindermann von Schulstein, Ferdinand (1740–1801), Bischof von Leitmeritz
- Kindermann, Adolf (1899–1974), deutscher katholischer Theologe und Weihbischof
- Kindermann, Adolph Diedrich (1823–1892), deutscher Maler und Fotograf
- Kindermann, August (1817–1891), deutscher Opernsänger (Bass)
- Kindermann, Balthasar (1636–1706), deutscher Dichter
- Kindermann, Barbara (1955–2020), Schweizer Verlagsgründerin
- Kindermann, Carl, deutscher Jurist und Publizist, insbesondere zur Zeit der Deutschen Revolution 1848/1849
- Kindermann, Carl (1860–1938), deutscher Volkswirt
- Kindermann, Conrad (1842–1926), deutscher Fotograf
- Kindermann, Dominik (1739–1817), deutsch-böhmischer Maler
- Kindermann, Eberhard Christian, deutscher Amateurastronom und Mathematiker
- Kindermann, Edith (* 1962), deutsche Rechtsanwältin und Notarin
- Kindermann, Ferdinand (1805–1865), deutscher Hofgärtner
- Kindermann, Ferdinand (1848–1919), deutscher Industrieller, Begründer der Gemeinde Waldsieversdorf
- Kindermann, Franz, deutscher Turner
- Kindermann, Franz (1842–1921), böhmischer Arzt und Politiker
- Kindermann, Georg (1879–1946), deutscher Maler, Zeichner und Kunstpädagoge, Rugbyspieler und Mitbegründer von Hannover 96
- Kindermann, Gottfried-Karl (1926–2022), deutscher Politikwissenschaftler
- Kindermann, Günther (* 1935), deutscher Gynäkologe und Hochschullehrer
- Kindermann, Hans (1911–1997), deutscher Bildhauer
- Kindermann, Hans (1922–2018), deutscher Jurist
- Kindermann, Hans Gerhard (1916–2004), deutscher Fabrikant
- Kindermann, Harald (* 1949), deutscher Diplomat
- Kindermann, Heinz (1894–1985), österreichischer Theaterforscher, Literaturwissenschaftler und Kulturhistoriker
- Kindermann, Heinz (* 1942), deutscher Politiker (SPD), MdEP
- Kindermann, Helmo (1924–2003), deutscher Schauspieler und Synchronsprecher
- Kindermann, Johann Erasmus (1616–1655), deutscher Komponist
- Kindermann, Joseph Karl (1744–1801), österreichischer Kartograph und Geograph
- Kindermann, Klemens (* 1963), deutscher Journalist und leitender Redakteur
- Kindermann, Lena (* 1999), deutsche Volleyballspielerin
- Kindermann, Lydia (1892–1953), argentinische Opernsängerin (Mezzosopran/Alt)
- Kindermann, Manfred (* 1938), deutscher Volleyballspieler und -trainer
- Kindermann, Marian (* 1986), deutscher Schauspieler
- Kindermann, Otto (1843–1917), deutscher Hofgärtner
- Kindermann, Reinhard (* 1960), deutscher Fußballspieler
- Kindermann, René (* 1975), deutscher Journalist und FernsehmoderatorRené Kindermann (* 1975)

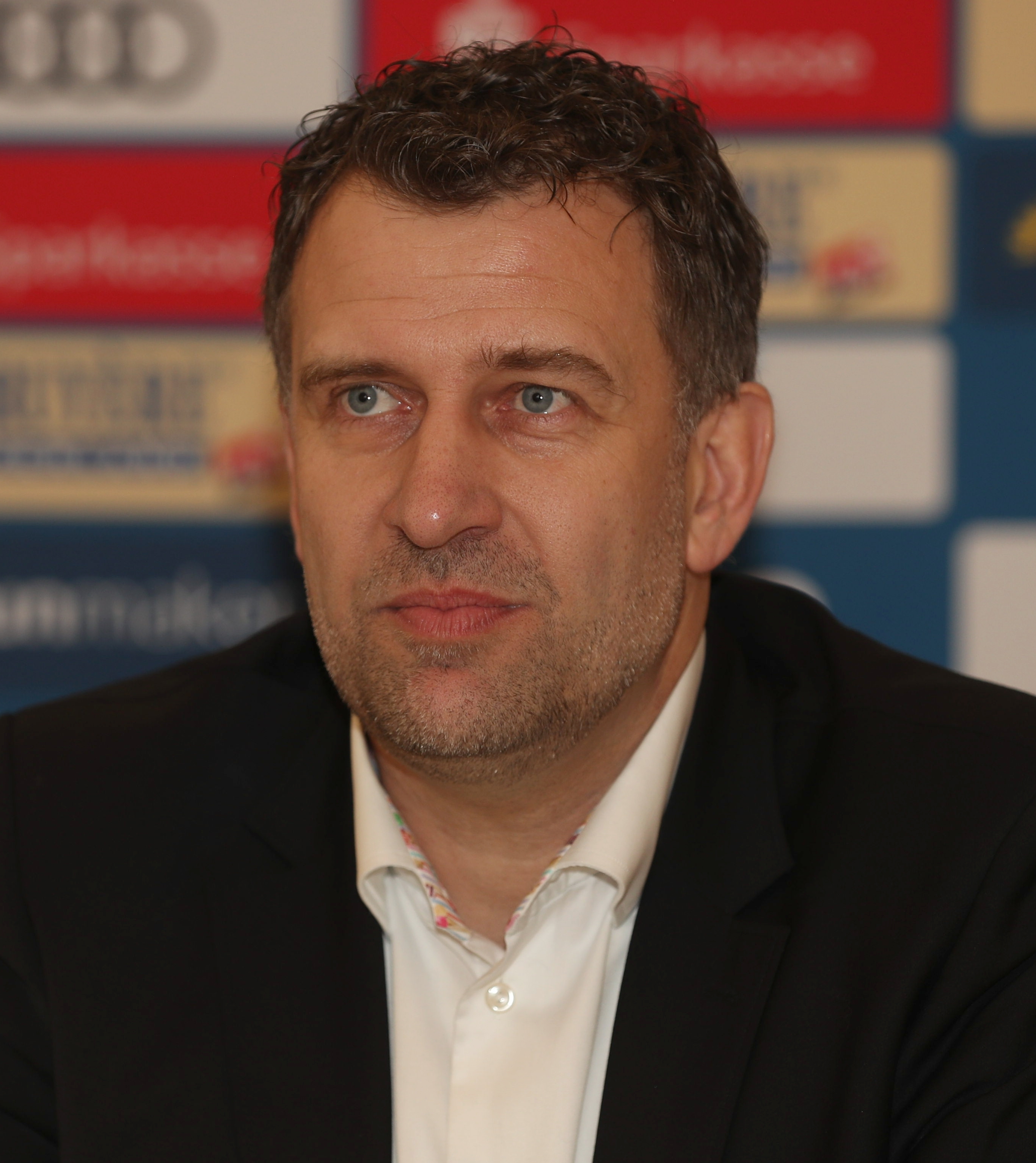
René Kindermann (* 1975)

- Kindermann, Stefan (* 1959), österreichischer Schachspieler
- Kindermann, Udo (* 1941), deutscher Mittellateinischer Philologe
- Kindermann, Wilfried (* 1940), deutscher Leichtathlet und Sportmediziner
- Kindermann, Wolfgang (* 1967), österreichischer Schriftsteller
- Kindersley, Robert, 3. Baron Kindersley (1929–2013), britischer Peer, Geschäftsmann und Politiker (parteilos)
- Kindervater, Christian Victor (1758–1806), deutscher Generalsuperintendent
- Kindervater, Christoph (* 1977), deutscher Kommunalpolitiker
- Kindervater, Ingo (* 1979), deutscher Badmintonspieler
- Kindervater, Jens (* 1974), deutscher DJ und Produzent
- Kindervater, Johann Heinrich (1675–1726), deutscher lutherischer Geistlicher, Theologe, Heimatforscher und Kirchenlieddichter
- Kindervater, Josef Wilhelm (1891–1968), deutscher Bibliothekar
- Kindervater, Jürgen (* 1945), deutscher Wirtschaftsmanager
- Kindervater, Max (* 1967), deutscher Basketballschiedsrichter
- Kindervater, Paul (* 1940), deutscher Fußballschiedsrichter
- Kindgen, Lars (* 1971), deutscher Fußballspieler
- Kindhäuser, Urs (* 1949), deutscher Jurist und Strafrechtler
- Kindī, al- († 873), arabischer Wissenschaftler, Mathematiker, Arzt und MusikerAl-Kindī († 873)

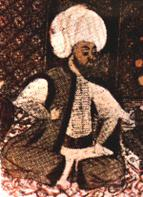
Al-Kindī († 873)

- Kindig, Thomas (* 1996), österreichischer Fußballspieler
- Kindinger, Jakob (1905–1986), deutscher Politiker, Gewerkschafter, Kommunist und NS-Widerstandskämpfer
- Kindl, Andreas (* 1964), deutscher Diplomat
- Kindl, Hans, deutscher Skeletonsportler
- Kindl, Helmut (* 1936), österreichischer Biochemiker
- Kindl, Ivana (* 1978), kroatische R&B-Sängerin
- Kindl, Jakub (* 1987), tschechischer Eishockeyspieler
- Kindl, Johann (* 1962), deutscher Rechtswissenschaftler und Hochschullehrer an der Westfälischen Wilhelms-Universität Münster
- Kindl, Manuel (* 1993), deutscher Eishockeyspieler
- Kindl, Martin (* 1977), deutscher Politiker (CDU)
- Kindl, Ulrike (* 1951), italienische Volkskundlerin (Südtirol)
- Kindl, Walter (* 1943), rumäniendeutscher Dirigent, Organist, Musikwissenschaftler und Domkapellmeister
- Kindl, Wilhelm (1917–1998), österreichischer Politiker (FPÖ), Abgeordneter zum Nationalrat
- Kindl, Wolfgang (* 1988), österreichischer Rennrodler
- Kindle, Edward Martin (1869–1940), US-amerikanischer Geologe (Sedimentologie) und Paläontologe
- Kindle, Edwin (1942–1989), liechtensteinischer Ingenieur
- Kindle, Elmar (* 1968), liechtensteinischer Politiker
- Kindle, Fidel (* 1850), deutscher Architekt liechtensteinischer Herkunft
- Kindle, Florian (1838–1909), liechtensteinischer Priester und Komponist
- Kindle, Florian (1907–1994), liechtensteinischer Politiker (VU) und Sportfunktionär
- Kindle, Fred (* 1959), liechtensteinischer Manager
- Kindle, Hermann (* 1935), liechtensteinischer Skirennläufer
- Kindle, Kenny (* 2003), liechtensteinischer Fussballspieler
- Kindle, Paul (1930–2016), liechtensteinischer Politiker
- Kindle, Rudolf (1923–2014), liechtensteinischer Politiker (VU) und Fussballfunktionär
- Kindle, Silvan (* 1936), liechtensteinischer Skirennläufer
- Kindle, Simon (* 1992), Schweizer Handballspieler
- Kindle-Kühnis, Marion, liechtensteinische Politikerin
- Kindleben, Christian Wilhelm (1748–1785), deutscher Theologe, Schriftsteller und Publizist
- Kindleberger, Charles P. (1910–2003), US-amerikanischer Nationalökonom und Wirtschaftshistoriker
- Kindler von Knobloch, Julius (1842–1911), anhaltischer Kammerherr und Hofmarschall, preußischer Oberstleutnant
- Kindler, Albert (1833–1876), deutscher Maler
- Kindler, Andy (* 1956), US-amerikanischer Komödiant
- Kindler, Arie (1920–2014), israelischer Hochschullehrer und Numismatiker
- Kindler, Christian Heinrich (1762–1845), deutscher Bürgermeister der Hansestadt Lübeck
- Kindler, Hans (1908–1994), deutscher Kapellmeister und Generalmusikdirektor in Bremerhaven
- Kindler, Heinrich (1909–1985), deutscher Ingenieur, Professor für Regelungstechnik
- Kindler, Helmut (1912–2008), deutscher Verleger und Autor
- Kindler, Jean-Philippe (* 1996), deutscher Autor und Poetry-SlammerJean-Philippe Kindler (* 1996)

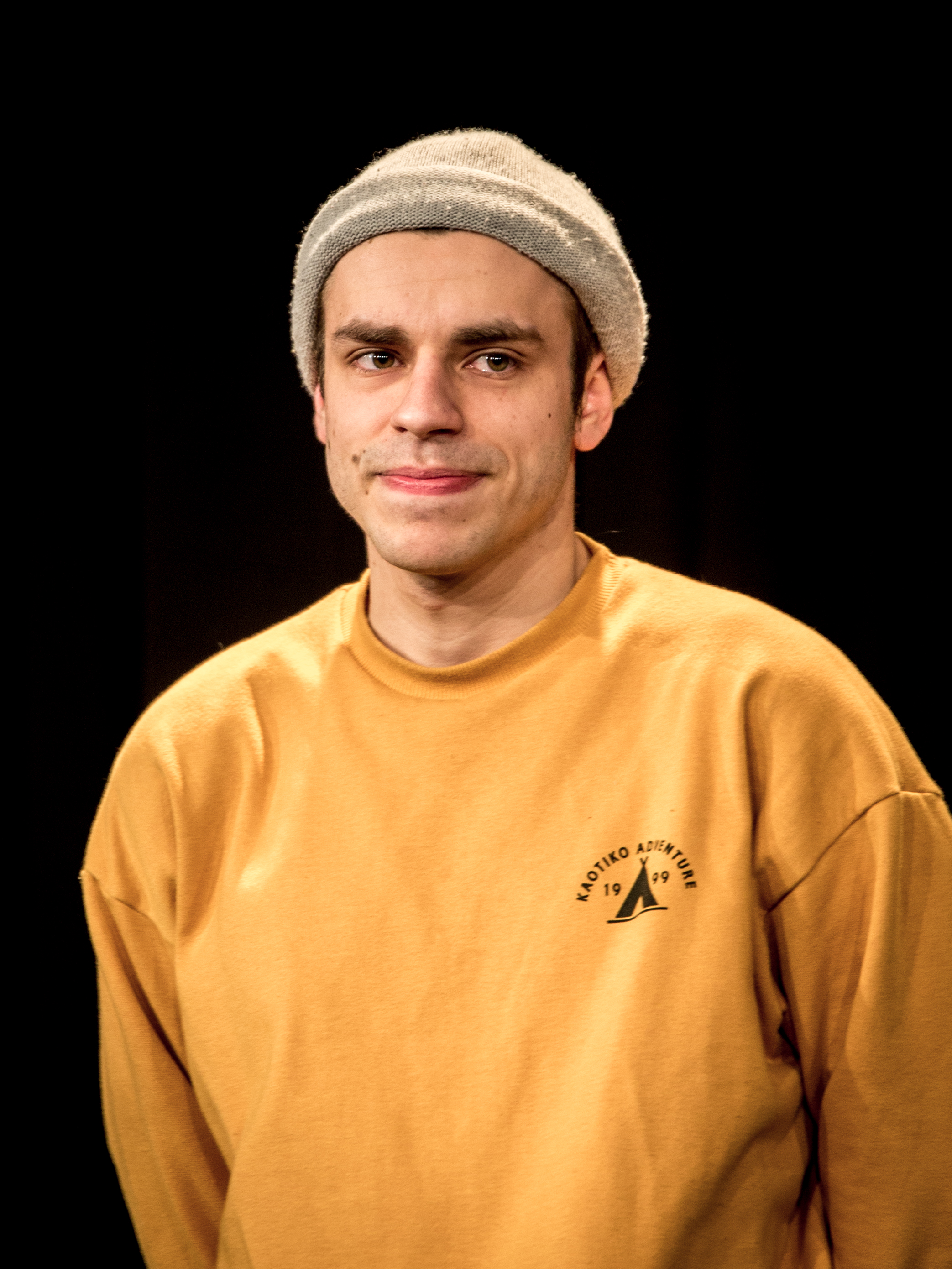
Jean-Philippe Kindler (* 1996)

- Kindler, Karl (1891–1967), deutscher Chemiker und Hochschullehrer
- Kindler, Klaus (1930–2001), deutscher Schauspieler und Synchronsprecher
- Kindler, Otto (1905–1962), deutscher Regisseur, Schauspieler und Schriftsteller
- Kindler, Peter (* 1960), deutscher Jurist und Professor an der Universität München
- Kindler, Robert (* 1978), deutscher Historiker
- Kindler, Sven-Christian (* 1985), deutscher Politiker (Bündnis 90/Die Grünen), MdB
- Kindler, Walter (* 1940), österreichischer Kameramann
- Kindler, Werner (1895–1976), deutscher HNO-Arzt, Hochschullehrer in Berlin und Heidelberg
- Kindler, Wolfgang (* 1948), deutscher Lehrer und Buchautor
- Kindler, Yanick (* 1995), Schweizer Unihockeyspieler
- Kindlimann, Lars (* 2000), schweizerischer Skispringer
- Kindlimann, Rea (* 2002), Schweizer Skispringerin und ehemalige Nordische Kombiniererin
- Kindlimann, Thomas (* 1967), Schweizer Skispringer
- Kindling, Angela, deutsche Radrennfahrerin
- Kindlinger, Nikolaus (1749–1819), deutscher Geschichtswissenschaftler
- Kindlinger, Nikolaus (1782–1847), nassauischer Politiker
- Kindlmann, Dieter (* 1982), deutscher TennisspielerDieter Kindlmann (* 1982)

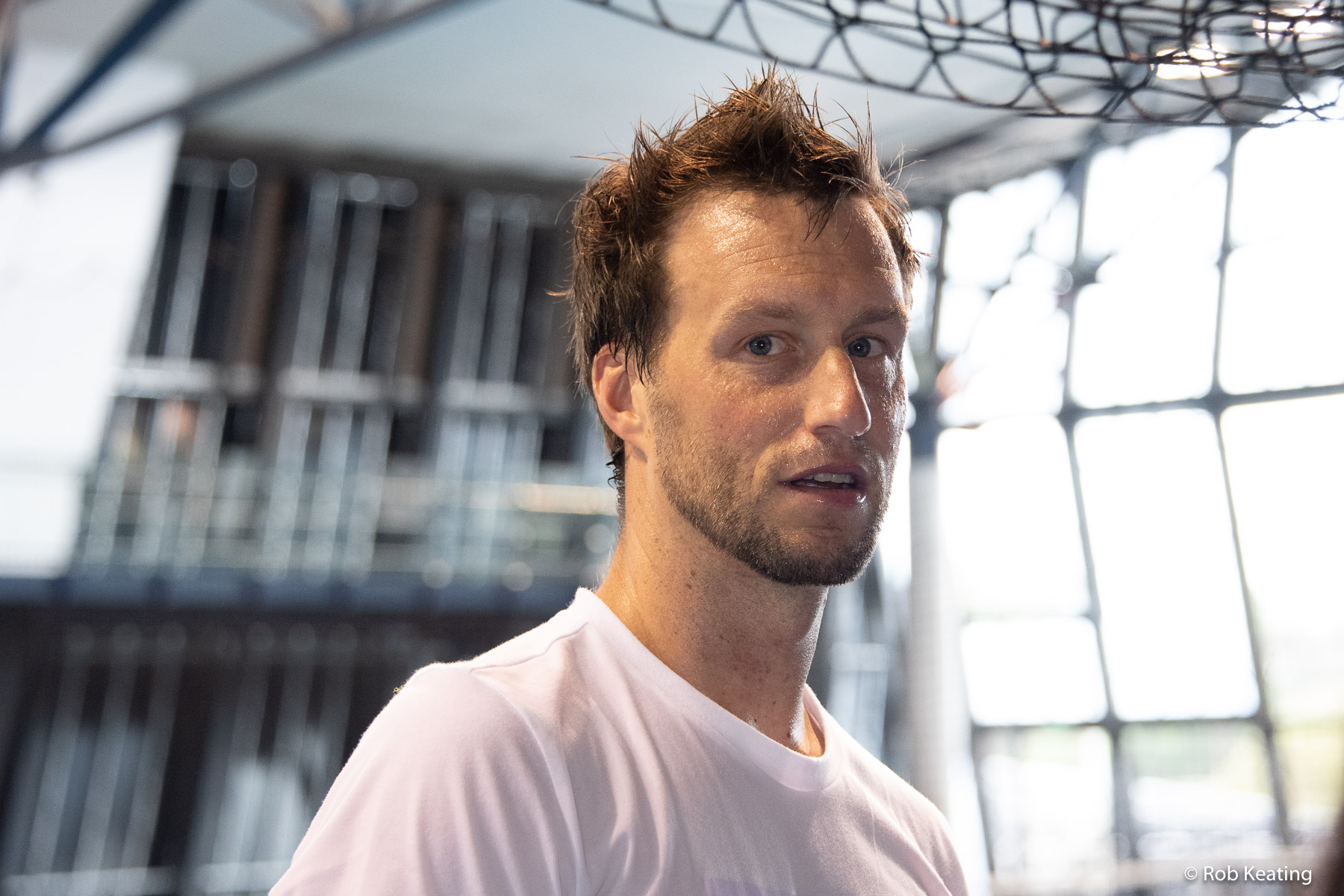
Dieter Kindlmann (* 1982)

- Kindlmann, Norbert (1944–2023), deutscher Ruderer
- Kindlund, Björn (* 1962), schwedischer Fußballspieler
- Kindness, Tom (1929–2004), US-amerikanischer Politiker
- Kindo, Michael (1947–2020), indischer Hockeyspieler
- Kindo, Victor (1947–2008), indischer Geistlicher, römisch-katholischer Bischof von Jashpur
- Kindrachuk, Orest (* 1950), kanadischer Eishockeyspieler
- Kindrachuk, Will (* 2000), US-amerikanischer Schauspieler
- Kindred, Bob (1940–2016), US-amerikanischer Jazzmusiker (Tenorsaxophon, Klarinette, auch Flöte)
- Kindred, John J. (1864–1937), US-amerikanischer Arzt, Jurist und Politiker
- Kindscher, Andreas († 1541), achter Abt der Reichsabtei Ochsenhausen
- Kindscher, Franz (1824–1905), deutscher Lehrer, Archivar und Historiker
- Kindscher, Louis (1800–1875), deutscher Organist und Komponist
- Kindschi, Hans-Luzi (* 1963), Schweizer Skilangläufer
- Kindschi, Jöri (* 1986), Schweizer Skilangläufer
- Kindschi, Simon (* 1996), Schweizer Eishockeyspieler
- Kindsgrab, Michael (* 1964), deutscher Diplomat
- Kindsmüller, Karl (1876–1955), deutscher Kirchenmusiker, Priester und Gymnasiallehrer
- Kindsvater, Benjamin (* 1993), deutscher Fußballspieler
- Kindt, Adèle (1804–1884), belgische Historien- und Genremalerin
- Kindt, Constantin (1822–1890), deutscher Jurist und Parlamentarier
- Kindt, David (1580–1652), deutscher Maler
- Kindt, Franz Friedrich (1786–1856), deutscher Apotheker und Naturforscher
- Kindt, Georg Christian (1793–1869), deutscher Apotheker und Naturforscher
- Kindt, Karl (1901–1959), deutscher Philosoph, evangelischer Theologe und Pädagoge
- Kindt, Otto (1909–2006), deutscher Architekt
- Kindt, Roger (1945–1992), belgischer Radrennfahrer
- Kindt, Rudolf (1873–1928), Landtagsabgeordneter im Volksstaat Hessen und Landesratsmitglied in Südwestafrika
- Kindt, Steffi (* 1973), deutsche Biathletin und Langläuferin
- Kindt, Tom (* 1970), deutscher germanistischer Literaturwissenschaftler
- Kindt, Werner (1898–1981), deutscher Journalist
- Kindt-Kiefer, Johann Jacob (* 1905), deutscher Publizist
- Kindten, Christian Erdmann (1752–1803), deutscher Orgelbauer
- Kindurys, Gintautas (* 1971), litauischer Forstbeamter und Politiker, Vizebürgermeister der Rajongemeinde Ignalina
- Kindvall, Kaj (* 1949), schwedischer Moderator
- Kindvall, Niclas (* 1967), schwedischer Fußballspieler, Journalist
- Kindvall, Ove (1943–2025), schwedischer FußballspielerOve Kindvall (1943–2025)

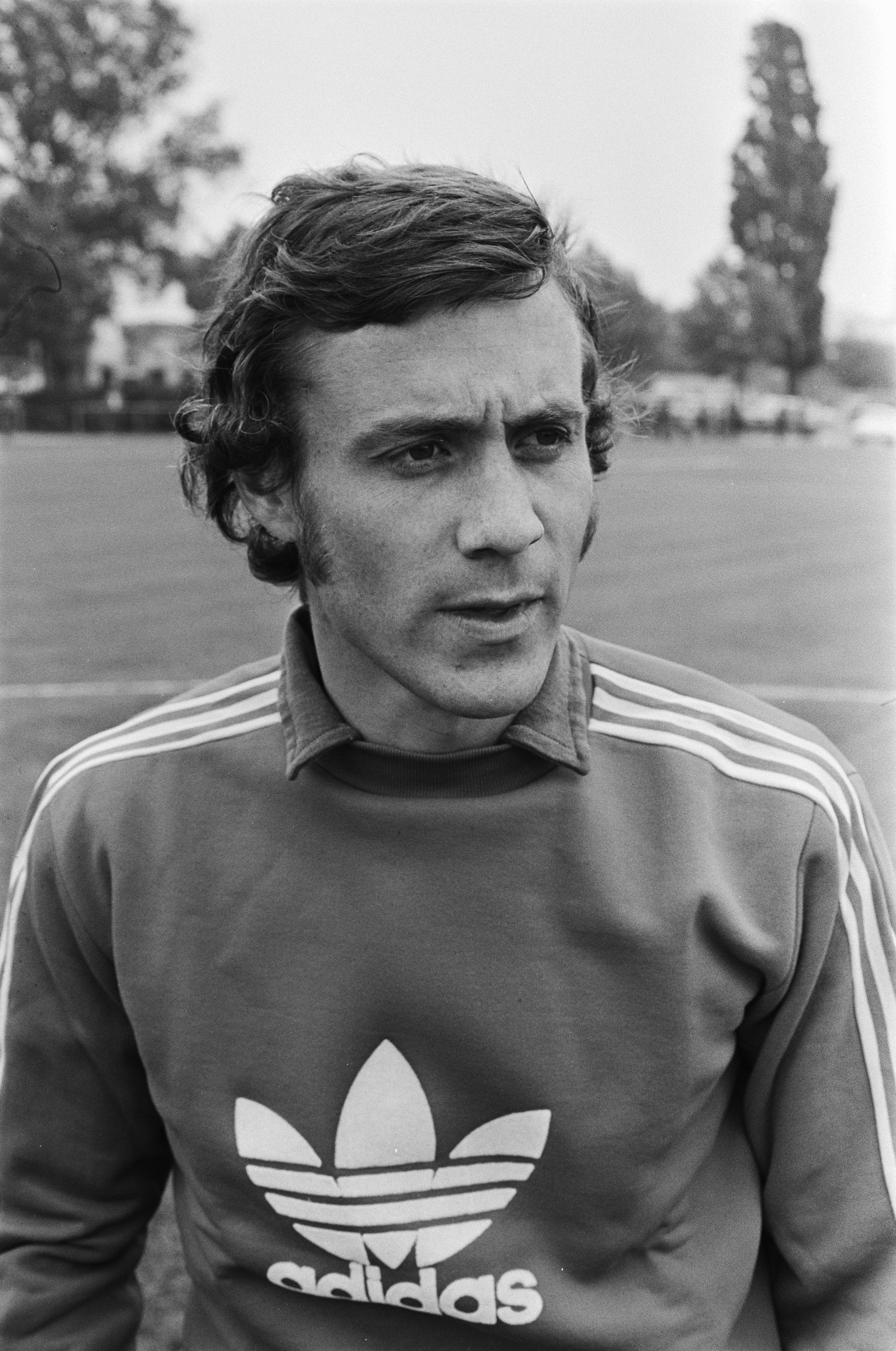
Ove Kindvall (1943–2025)

- Kindzeka, René (* 1995), deutscher Basketballspieler kamerunischer Herkunft
- Kindzerskaya, İrina (* 1991), ukrainisch-aserbaidschanische Judoka

### Kine
- Kineas, thessalischer Feldherr
- Kineas, Diplomat des Königs Pyrrhus
- Kinefuchi, Masami, japanischer Diplomat
- Kinel, Albert (1825–1911), deutscher Architekt und Eisenbahnbeamter
- Kineljow, Wladimir Georgijewitsch (* 1945), russischer Politiker und Wissenschaftler
- Kiner, Kevin (* 1958), US-amerikanischer Komponist
- Kineri, Kazue (* 1973), japanische Skeletonpilotin
- Kinert, Nina (* 1983), schwedische Sängerin
- Kines, Tom (1922–1994), kanadischer Folk-Sänger, Volksmusiksammler und Multiinstrumentalist
- Kinesias, griechischer Dithyrambendichter
- Kinew, Wab (* 1981), kanadischer Politiker, Musiker und Fernsehmoderator
- Kineya, Jōkan II. (1874–1956), japanischer Sänger und Komponist

### King

#### King A
- King África (* 1971), argentinischer PopsängerKing África (* 1971)

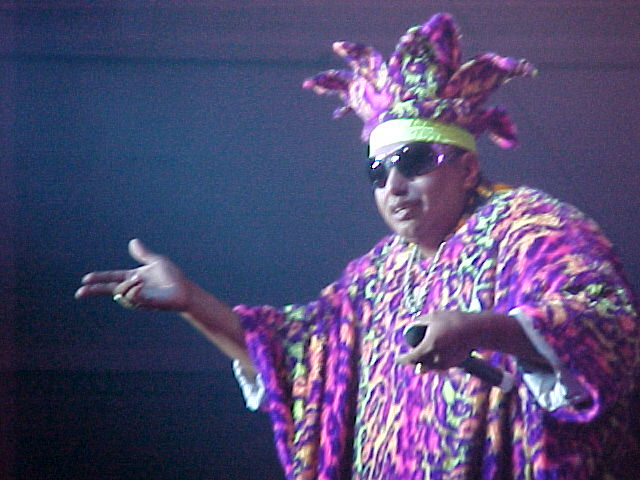
King África (* 1971)

#### King B
- King Bell (1839–1897), König des Douala-Volkes in Kamerun

#### King C
- King Curtis (1934–1971), US-amerikanischer R&B-Tenorsaxophonist

#### King D
- King Diamond (* 1956), dänischer MusikerKing Diamond (* 1956)

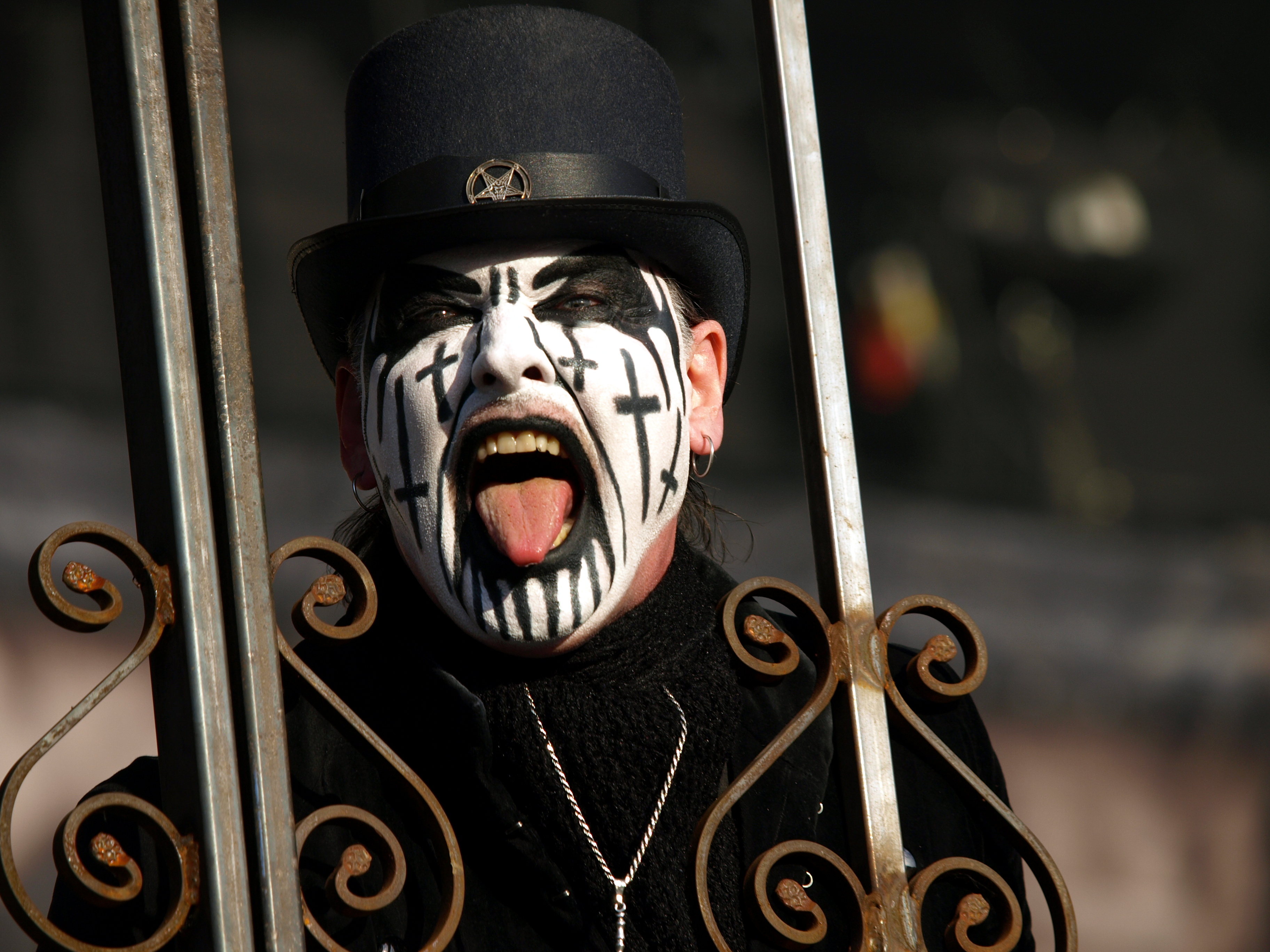
King Diamond (* 1956)

- King Dude, US-amerikanischer Folkmusiker

#### King E
- King Eazy (* 1995), deutscher Rapper
- King Ellicott, Elizabeth (1858–1914), US-amerikanische Suffragistin und Philanthropin

#### King G
- King Gurcharan Mall (* 1952), indischer Musiker

#### King J
- King Jammy (* 1947), jamaikanischer Musikproduzent

#### King K
- King Khalil, deutscher Rapper
- King Kong Bundy (1957–2019), US-amerikanischer Wrestler

#### King O
- King Orgasmus One (* 1979), deutscher Rapper und Pornoproduzent

#### King P
- King Payne († 1812), Seminolen-Häuptling
- King Princess (* 1998), US-amerikanische Musikerin

#### King R
- King Repp (1898–1968), deutscher Jongleur

#### King S
- King Stitt (1940–2012), jamaikanischer Musiker
- King Sunny Adé (* 1946), nigerianischer Musiker

#### King T
- King Tee (* 1968), US-amerikanischer Rapper
- King Tubby (1941–1989), jamaikanischer Reggae-Musiker

#### King V
- King Von (1994–2020), US-amerikanischer RapperKing Von (1994–2020)

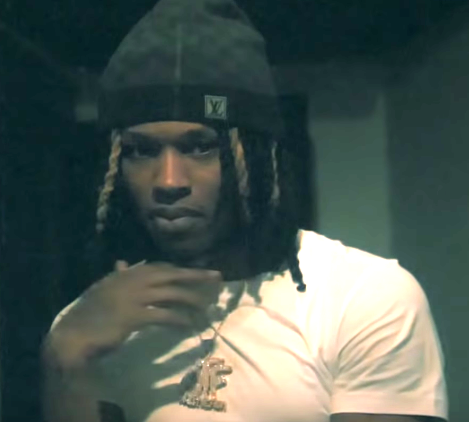
King Von (1994–2020)

#### King, A – King, Z

##### King, A
- King, Abraham Bradley (1774–1838), Oberbürgermeister von Dublin
- King, Adam (1783–1835), US-amerikanischer Politiker
- King, Adrienne (* 1960), US-amerikanische Schauspielerin
- King, Aja Naomi (* 1985), US-amerikanische Schauspielerin
- King, Al (1926–1999), US-amerikanischer Singer-Songwriter des West Coast Blues
- King, Alan (1927–2004), US-amerikanischer Komödiant und Schauspieler
- King, Alana (* 1995), australische Cricketspielerin
- King, Alastair (* 1968), britischer Vermögensverwalter
- King, Albert (1923–1992), US-amerikanischer Bluesmusiker
- King, Alberta Williams (1904–1974), US-amerikanische Bürgerrechtlerin
- King, Alex (* 1985), deutscher Basketballspieler
- King, Alexander (1909–2007), britischer Chemiker
- King, Alexander (* 1969), deutscher Politiker (BSW, Die Linke), MdA
- King, Alexander Campbell (1856–1926), US-amerikanischer Jurist und United States Solicitor General
- King, Alison (* 1973), britische Schauspielerin und Model
- King, Allan (1930–2009), kanadischer Filmregisseur
- King, Alveda (* 1951), amerikanische Aktivistin, Autorin und Abgeordnete
- King, Alvin Olin (1890–1958), US-amerikanischer Politiker
- King, Amanda, australische Produzentin und Regisseurin von Dokumentarfilmen
- King, Andrea (1919–2003), US-amerikanische Schauspielerin
- King, Andrew (1812–1895), US-amerikanischer Politiker
- King, Andrew (* 1942), britischer Musikmanager
- King, Andrew (* 1947), britischer Astrophysiker
- King, Andy (* 1988), walisischer Fußballspieler
- King, Angela (* 1951), britische Speerwerferin
- King, Angie Turner (1905–2004), US-amerikanische Mathematikerin, Chemikerin und Hochschullehrerin
- King, Angus (* 1944), US-amerikanischer PolitikerAngus King (* 1944)

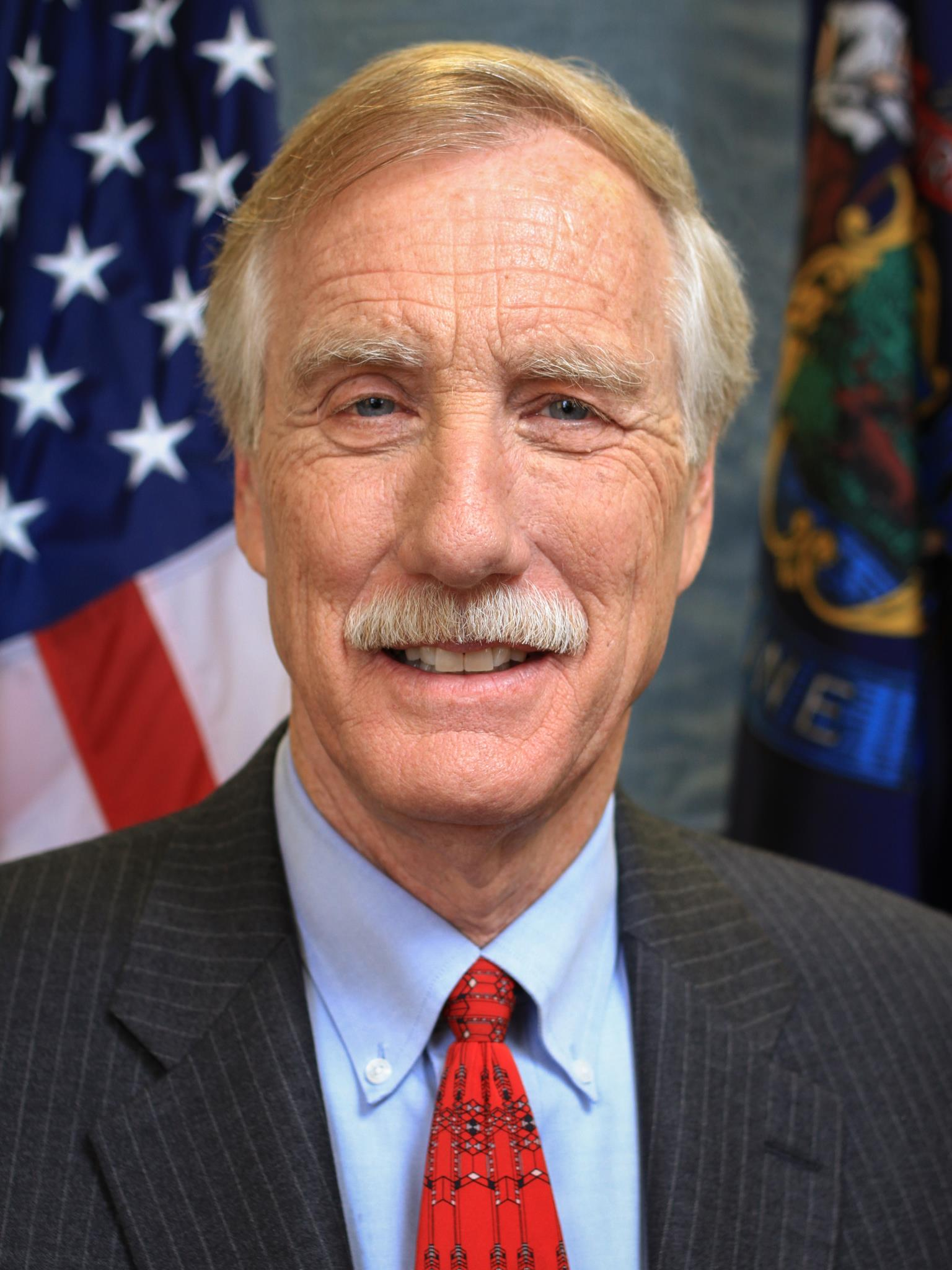
Angus King (* 1944)

- King, Anita (1884–1963), US-amerikanische Rennfahrerin, Stuntfrau und Schauspielerin
- King, Anna (1937–2002), US-amerikanische Soulsängerin
- King, Annette (* 1947), neuseeländische Politikerin und Diplomation, Ministerin, Abgeordnete
- King, Anthony (1934–2017), kanadisch-britischer Politikwissenschaftler und Hochschullehrer
- King, Anthony L. (* 1985), US-amerikanisch-zyprischer Basketballspieler
- King, Arthur Scott (1876–1957), US-amerikanischer Physiker und Astrophysiker
- King, Audrey Alice (* 2002), hongkong-chinesische Skirennläuferin
- King, Austin Augustus (1802–1870), US-amerikanischer Politiker

##### King, B
- King, B. B. (1925–2015), US-amerikanischer BluesmusikerB. B. King (1925–2015)

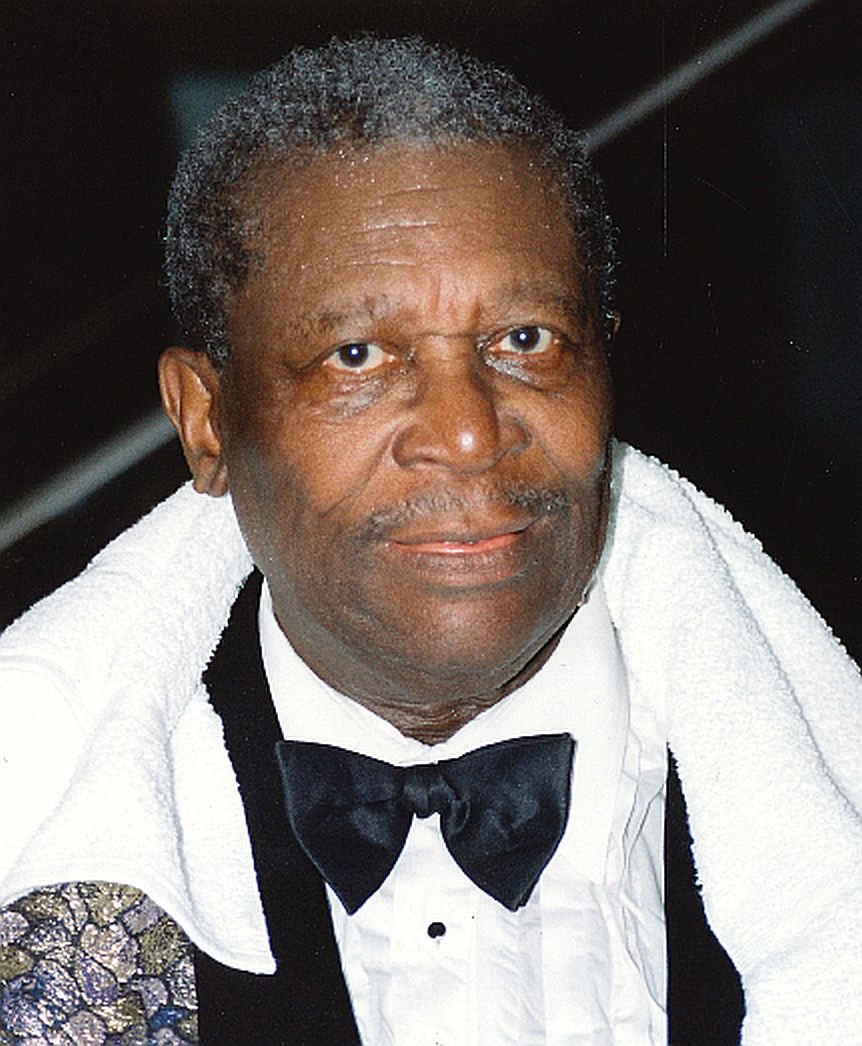
B. B. King (1925–2015)

- King, Barry (1945–2021), britischer Zehnkämpfer
- King, Ben (* 1989), US-amerikanischer Radrennfahrer
- King, Ben E. (1938–2015), US-amerikanischer Soulsänger
- King, Bernard (* 1956), US-amerikanischer Basketballspieler
- King, Bernice (* 1963), US-amerikanische Bürgerrechtlerin
- King, Billie Jean (* 1943), US-amerikanische Tennisspielerin
- King, Bob (1906–1965), US-amerikanischer Hochspringer
- King, Bobby (1941–1983), US-amerikanischer Blues-Gitarrist, Sänger und Songwriter
- King, Bobby (* 1944), US-amerikanischer Gospel-, R&B- und Soul-Sänger
- King, Brandon (* 1994), Cricketspieler der West Indies
- King, Bruce (1924–2009), US-amerikanischer Politiker
- King, Brynn (* 2000), US-amerikanische Stabhochspringerin

##### King, C
- King, Cammie (1934–2010), US-amerikanische Schauspielerin und Synchronsprecherin
- King, Candice (* 1987), US-amerikanische SchauspielerinCandice King (* 1987)

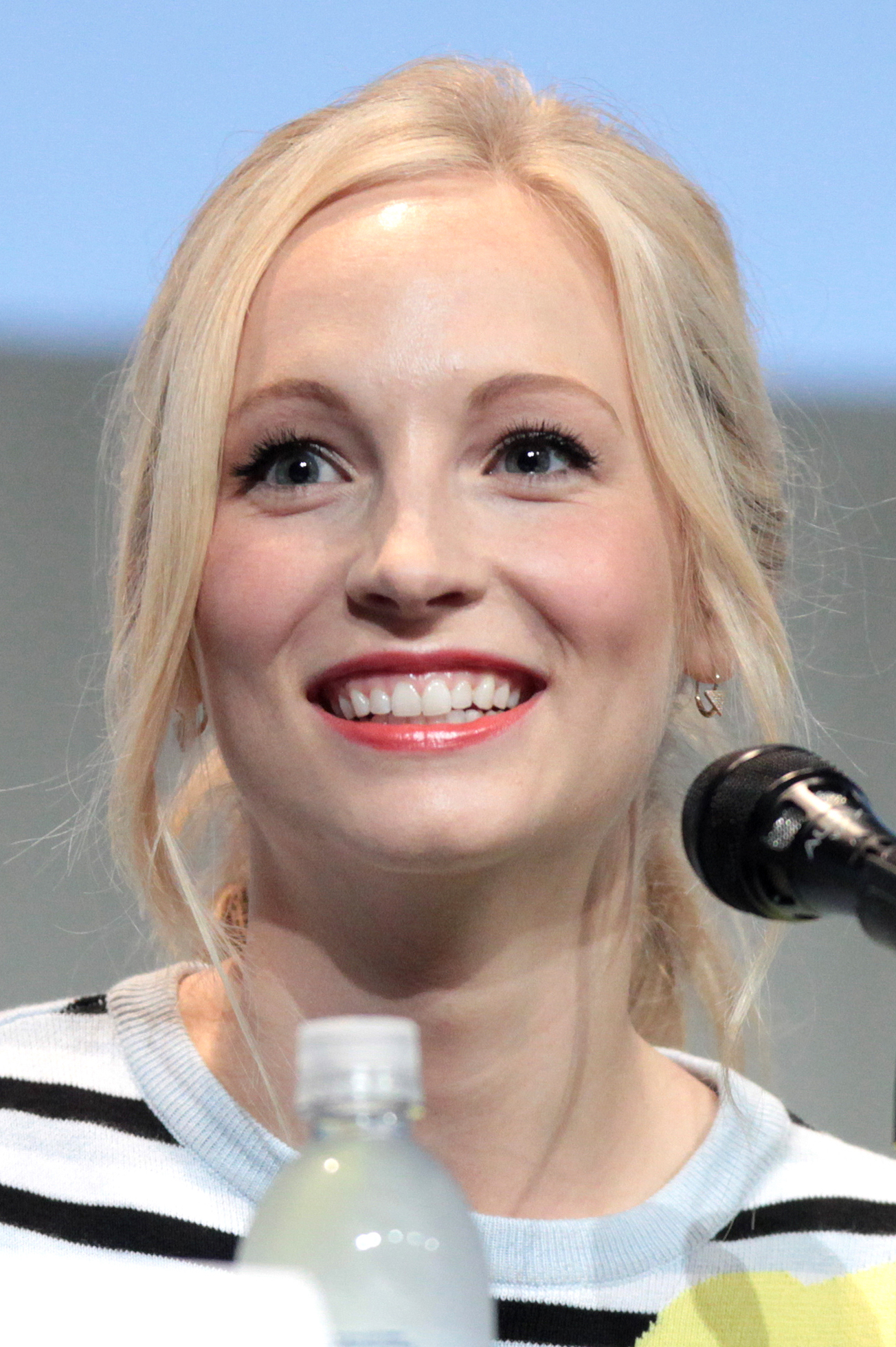
Candice King (* 1987)

- King, Carleton J. (1904–1977), US-amerikanischer Politiker
- King, Carole (* 1942), US-amerikanische Rock-/Pop-Musikerin
- King, Cecil R. (1898–1974), US-amerikanischer Politiker
- King, Charles († 1756), englischer Bildhauer, Hofbildhauer in Preußen
- King, Charles (1880–1958), US-amerikanischer Leichtathlet
- King, Charles (1886–1944), US-amerikanischer Schauspieler und Sänger
- King, Charles (1895–1957), US-amerikanischer Schauspieler
- King, Charles Bird (1785–1862), US-amerikanischer Porträtmaler
- King, Charles Brady (1868–1957), US-amerikanischer Automobilbauer und Erfinder
- King, Charles D., US-amerikanischer Filmproduzent
- King, Charles D. B. (1875–1961), Präsident von Liberia
- King, Charles Glen (1896–1988), US-amerikanischer Biochemiker
- King, Charles H. (1922–1948), US-amerikanischer Pilot (Berliner Luftbrücke)
- King, Charles Thomas (1911–2001), britischer Radrennfahrer
- King, Charles William (1818–1888), britischer Privatgelehrter und Gemmenforscher
- King, Charmion (1925–2007), kanadische Film- und Theaterschauspielerin
- King, Chris Thomas (* 1962), US-amerikanischer Blues-Musiker und Schauspieler
- King, Clarence (1842–1901), US-amerikanischer Geologe
- King, Claude (1923–2013), US-amerikanischer Country-Sänger
- King, Cleo (* 1962), US-amerikanische Schauspielerin
- King, Clyde (1898–1982), US-amerikanischer Ruderer und späterer Militär
- King, Clydie (1943–2019), US-amerikanische Soulsängerin
- King, Coretta Scott (1927–2006), US-amerikanische BürgerrechtlerinCoretta Scott King (1927–2006)

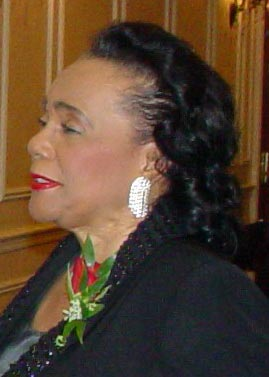
Coretta Scott King (1927–2006)

- King, Cyril E. (1921–1978), US-amerikanischer Politiker
- King, Cyrus (1772–1817), US-amerikanischer Politiker

##### King, D
- King, D. J. (* 1984), kanadischer Eishockeyspieler
- King, Daniel (* 1963), englischer Schachspieler und Schachautor
- King, Daniel P. (1801–1850), US-amerikanischer Politiker
- King, Darian (* 1992), barbadischer Tennisspieler
- King, Dave (* 1947), kanadischer Eishockeytrainer
- King, Dave (* 1953), amerikanischer Jazz- und Rock-Bassgitarrist
- King, Dave (* 1961), irischer MusikerDave King (* 1961)

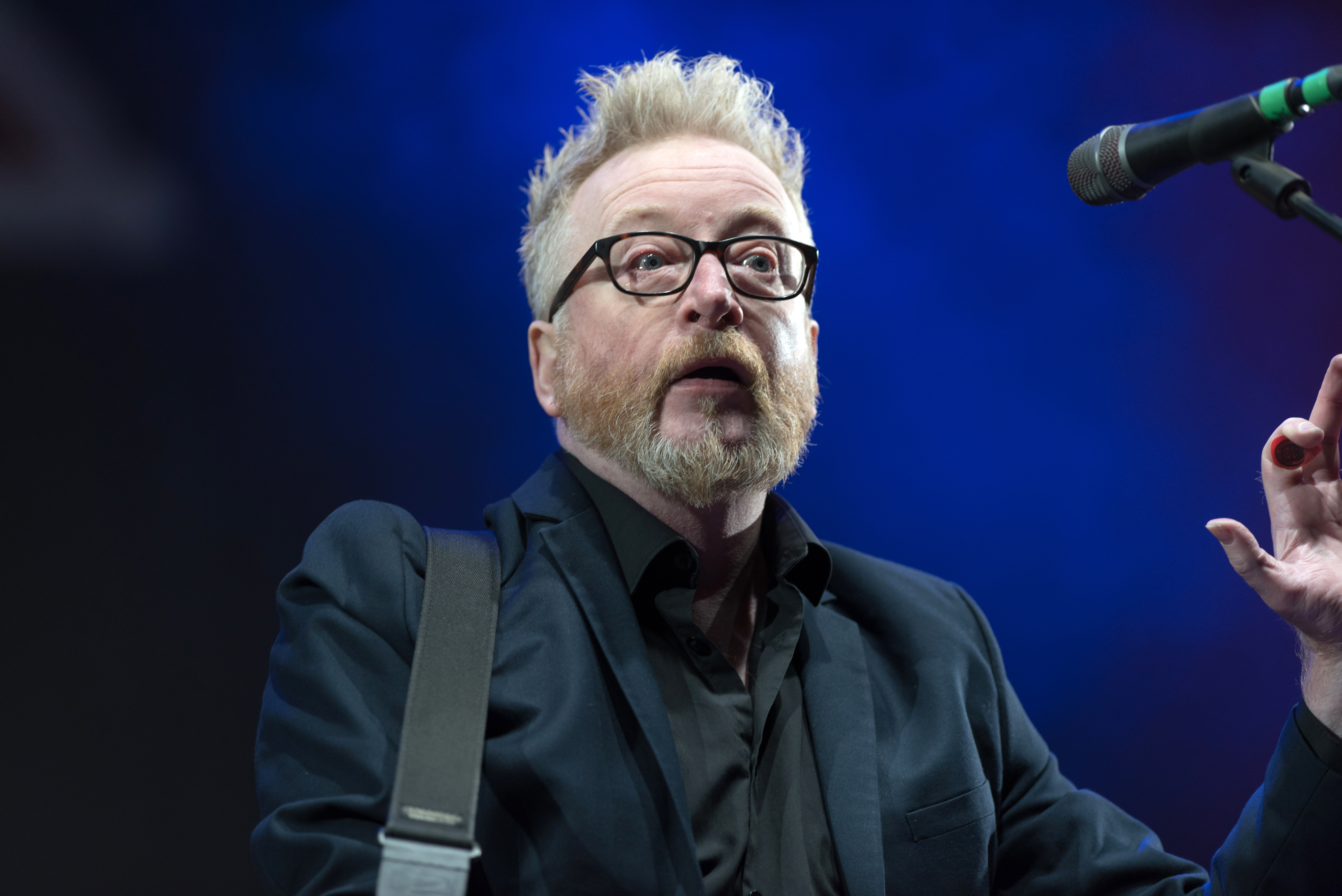
Dave King (* 1961)

- King, Dave (* 1970), amerikanischer Jazzmusiker (Schlagzeuger, Komposition)
- King, David (1930–1998), britischer Schauspieler
- King, David (* 1939), britischer Wissenschaftler und Politikberater
- King, David (* 1941), englischer Wissenschaftshistoriker
- King, David (1943–2016), britischer Designer und Fotohistoriker
- King, David (* 1994), britischer Hürdenläufer
- King, David S. (1917–2009), US-amerikanischer Politiker und Diplomat
- King, Dawn (* 1978), britische Dramatikerin
- King, Denis (* 1939), britischer Komponist und Schauspieler
- King, Dennis (1897–1971), britisch-amerikanischer Theater- und Filmschauspieler sowie Sänger
- King, Derek (* 1967), kanadischer Eishockeyspieler und -trainer
- King, Desmond (* 1994), US-amerikanischer American-Football-Spieler
- King, Dexter Scott (1961–2024), US-amerikanischer Bürgerrechtler
- King, Diana (* 1970), jamaikanische Sängerin
- King, Don (* 1931), US-amerikanischer BoxpromoterDon King (* 1931)

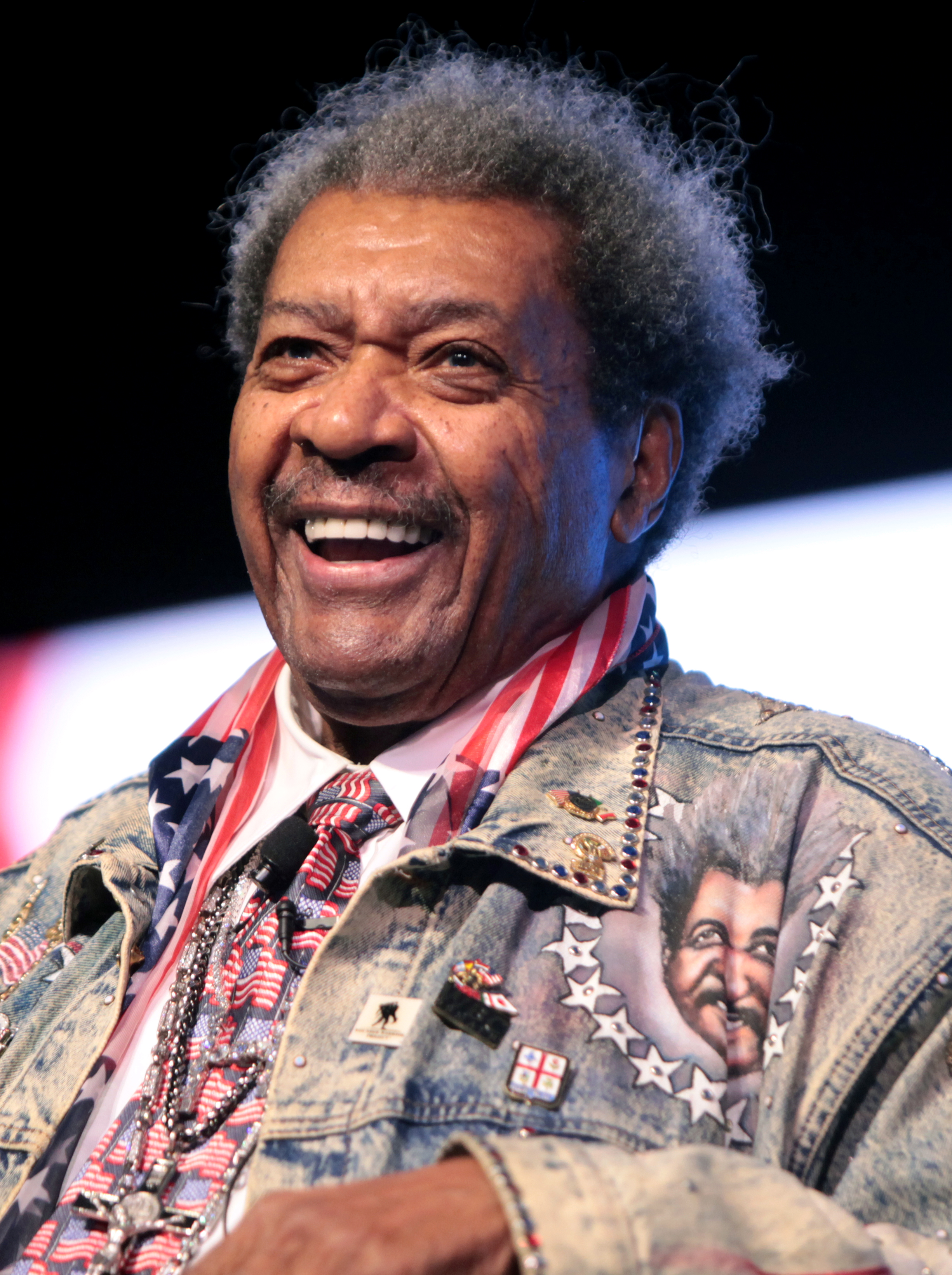
Don King (* 1931)

- King, Don (* 1954), US-amerikanischer Country-Musiker
- King, Dulcie (1933–2015), australische Badmintonspielerin
- King, Dwight (* 1989), kanadischer Eishockeyspieler

##### King, E
- King, Ed (1949–2018), US-amerikanischer Musiker und Songwriter
- King, Eddie (* 1886), englischer Fußballspieler
- King, Eddie (1914–1993), englischer Fußballspieler
- King, Edmund (* 1942), britischer Historiker
- King, Edward J. (1925–2006), US-amerikanischer Politiker und Gouverneur des Bundesstaates Massachusetts (1979–1983)
- King, Edward John (1867–1929), US-amerikanischer Politiker
- King, Edward Skinner (1861–1931), US-amerikanischer Astronom
- King, Edward, Viscount Kingsborough (1795–1837), britischer Adliger und früher Altamerikanist
- King, Elizabeth O. (1912–1966), amerikanische Bakteriologin
- King, Elle (* 1989), US-amerikanische Singer-Songwriterin
- King, Ellen (1909–1994), britische Schwimmerin
- King, Eluned (* 2002), britische Radsportlerin
- King, Elwyn Roy (1894–1941), australischer Pilot im Ersten Weltkrieg
- King, Emily (* 1985), US-amerikanische Sängerin und Songwriterin
- King, Emmit (1959–2021), US-amerikanischer Leichtathlet
- King, Emory (1931–2007), belizischer Historiker, Schriftsteller, Journalist
- King, Erik, US-amerikanischer SchauspielerErik King

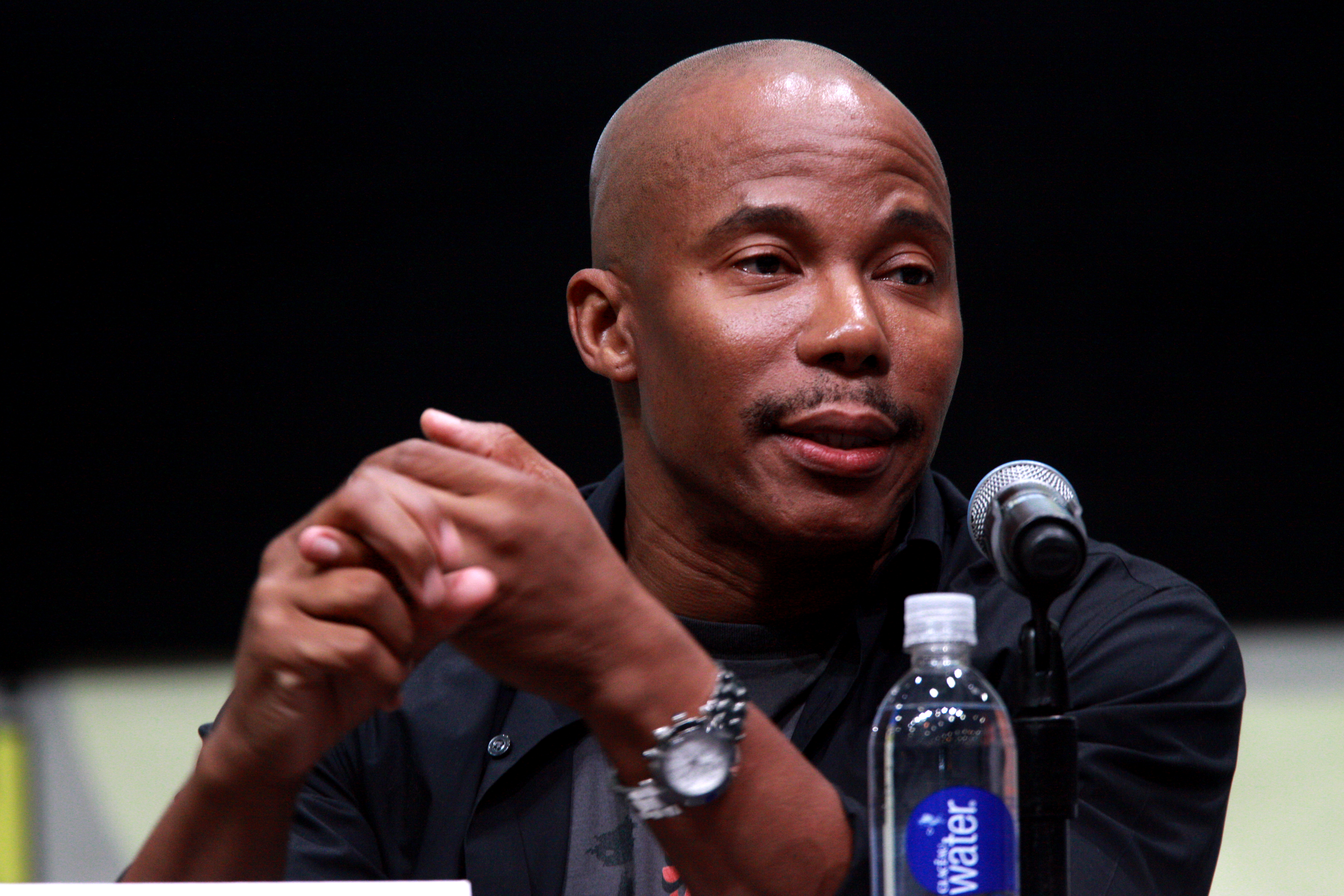
Erik King

- King, Ernest J. (1878–1956), US-amerikanischer Admiral
- King, Evan (* 1992), US-amerikanischer Tennisspieler
- King, Evelyn (* 1960), US-amerikanische Disco- und R&B-Sängerin
- King, Everett Edgar (1877–1968), US-amerikanischer Eisenbahningenieur

##### King, F
- King, F. Wayne (1936–2022), US-amerikanischer Herpetologe, Naturschützer, Hochschullehrer und Museumsdirektor
- King, Francis (1923–2011), britischer Schriftsteller und Literaturkritiker
- King, Frank (1894–1969), britischer Autorennfahrer
- King, Frank (1919–1998), britischer General
- King, Frank O. (1883–1969), US-amerikanischer Cartoonist, Comiczeichner und -autor
- King, Frankie (* 1972), US-amerikanischer Basketballspieler
- King, Freddie (1934–1976), US-amerikanischer Bluesmusiker

##### King, G
- King, Gaby (* 1945), deutsche Schlagersängerin
- King, Gamaliel (1795–1875), US-amerikanischer Architekt
- King, George Edwin (1839–1901), kanadischer Jurist und Politiker
- King, George Gelaga (1932–2016), sierra-leonischer Richter
- King, George Gordon (1807–1870), US-amerikanischer Politiker
- King, Georgia (* 1986), schottische SchauspielerinGeorgia King (* 1986)

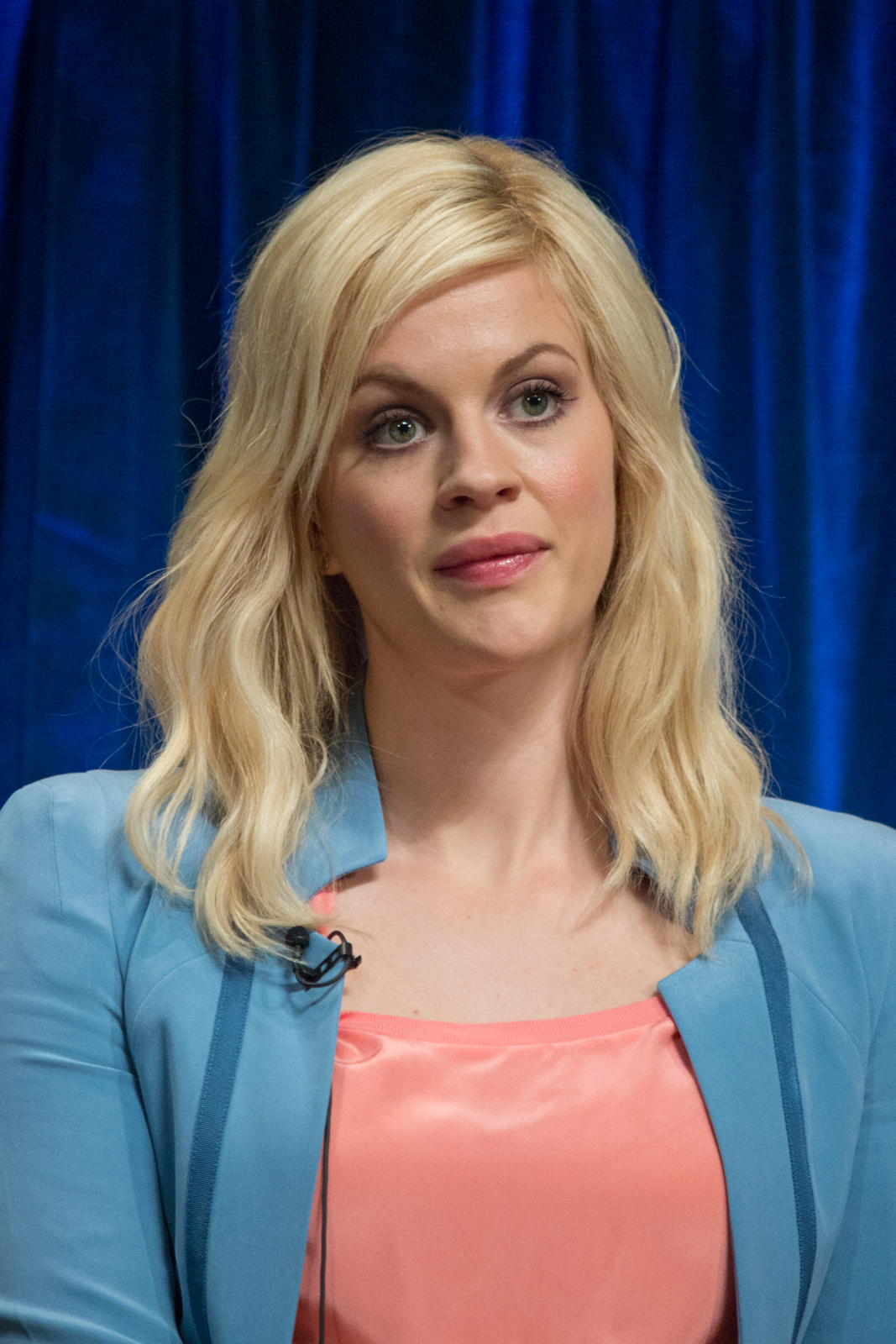
Georgia King (* 1986)

- King, Georgiana Goddard (1871–1939), US-amerikanische Hispanistin und Kunsthistorikerin
- King, Gerryck († 2011), US-amerikanischer Jazzmusiker (Schlagzeug)
- King, Gilbert (* 1962), US-amerikanischer Journalist, Fotograf und Buchautor
- King, Grace (1852–1932), US-amerikanische Autorin
- King, Graham (* 1961), britischer Filmproduzent
- King, Grahame (1915–2008), australischer Grafiker
- King, Gregory (1648–1712), englischer Genealoge, Statistiker und Graveur

##### King, H
- King, Haddon (1905–1990), australischer Geologe
- King, Harold (1887–1956), britischer Chemiker
- King, Helen (* 1957), britische Altertumswissenschaftlerin und emeritierte Professorin der Open University
- King, Helen Dean (1869–1955), US-amerikanische Biologin
- King, Helmut (* 1950), österreichischer Zeichner und Maler
- King, Henry (1790–1861), US-amerikanischer Politiker
- King, Henry (1886–1982), US-amerikanischer FilmregisseurHenry King (1886–1982)

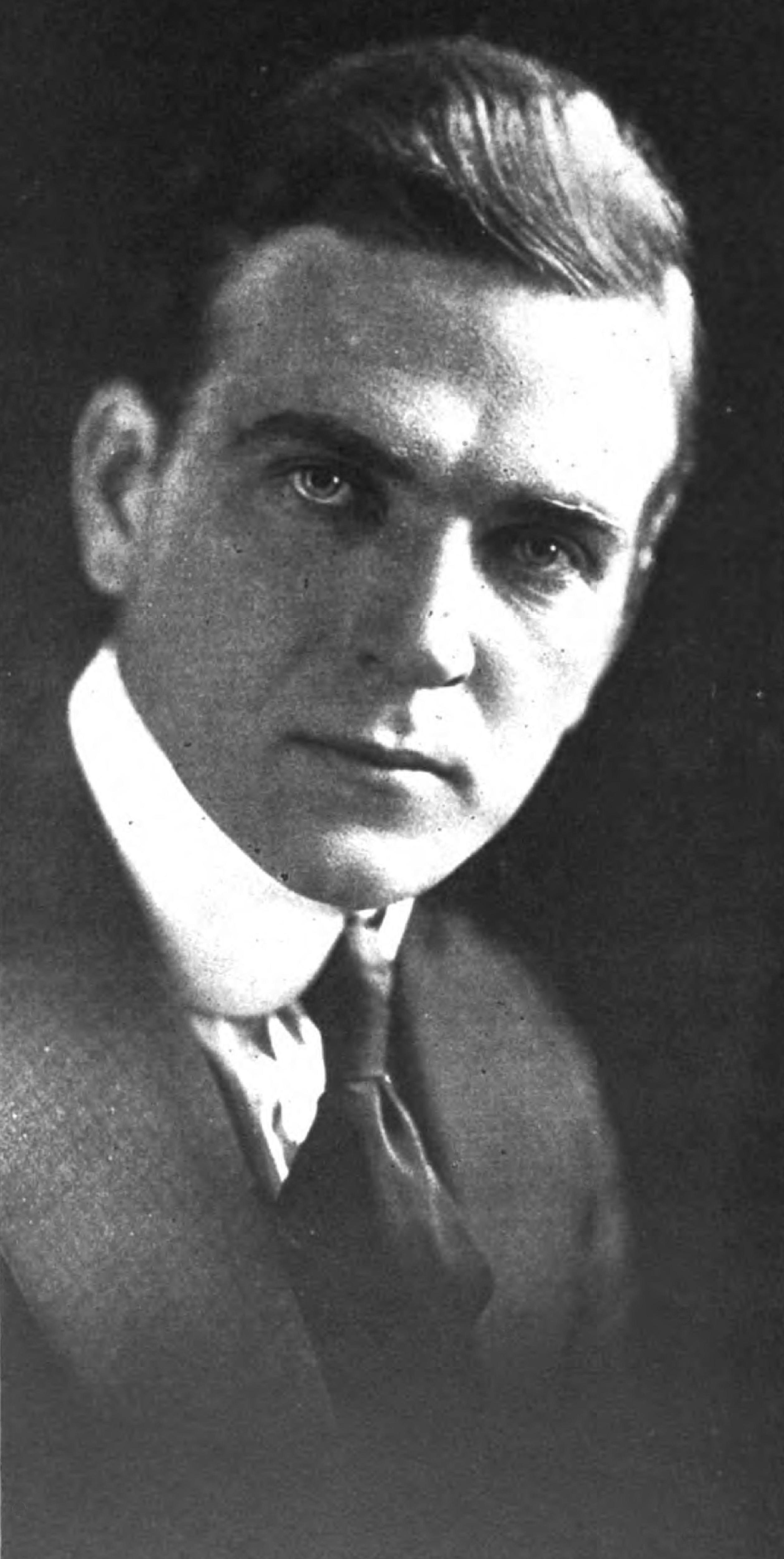
Henry King (1886–1982)

- King, Henry W. (1815–1857), US-amerikanischer Jurist und Politiker
- King, Herbert Thomas (1920–2001), deutscher Kommunalpolitiker
- King, Holly (* 1991), US-amerikanische Fußballspielerin
- King, Horace (1901–1986), britischer Politiker (Labour Party) und Sprecher des Unterhauses (House of Commons)
- King, Horatio (1811–1897), US-amerikanischer Politiker
- King, Hunter (* 1993), US-amerikanische Schauspielerin

##### King, I
- King, Ian (* 1956), britischer Manager
- King, Imogen (* 1996), britische Schauspielerin
- King, Imogene (1923–2007), US-amerikanische Pflegetheoretikerin und Professorin
- King, Inga Rhonda, vincentische Ökonomin und Diplomatin
- King, Inge (1915–2016), australische Bildhauerin deutscher Herkunft
- King, Isabella (* 1992), australische Radrennfahrerin
- King, Isis (* 1985), amerikanisches Model

##### King, J
- King, J. Floyd (1842–1915), US-amerikanischer Politiker
- King, J. Robert, amerikanischer Fantasy-Schriftsteller
- King, Jackie († 2016), US-amerikanischer Country-, Folk- und Jazzgitarrist sowie Autor und Musikpädagoge
- King, Jaime (* 1979), US-amerikanische SchauspielerinJaime King (* 1979)

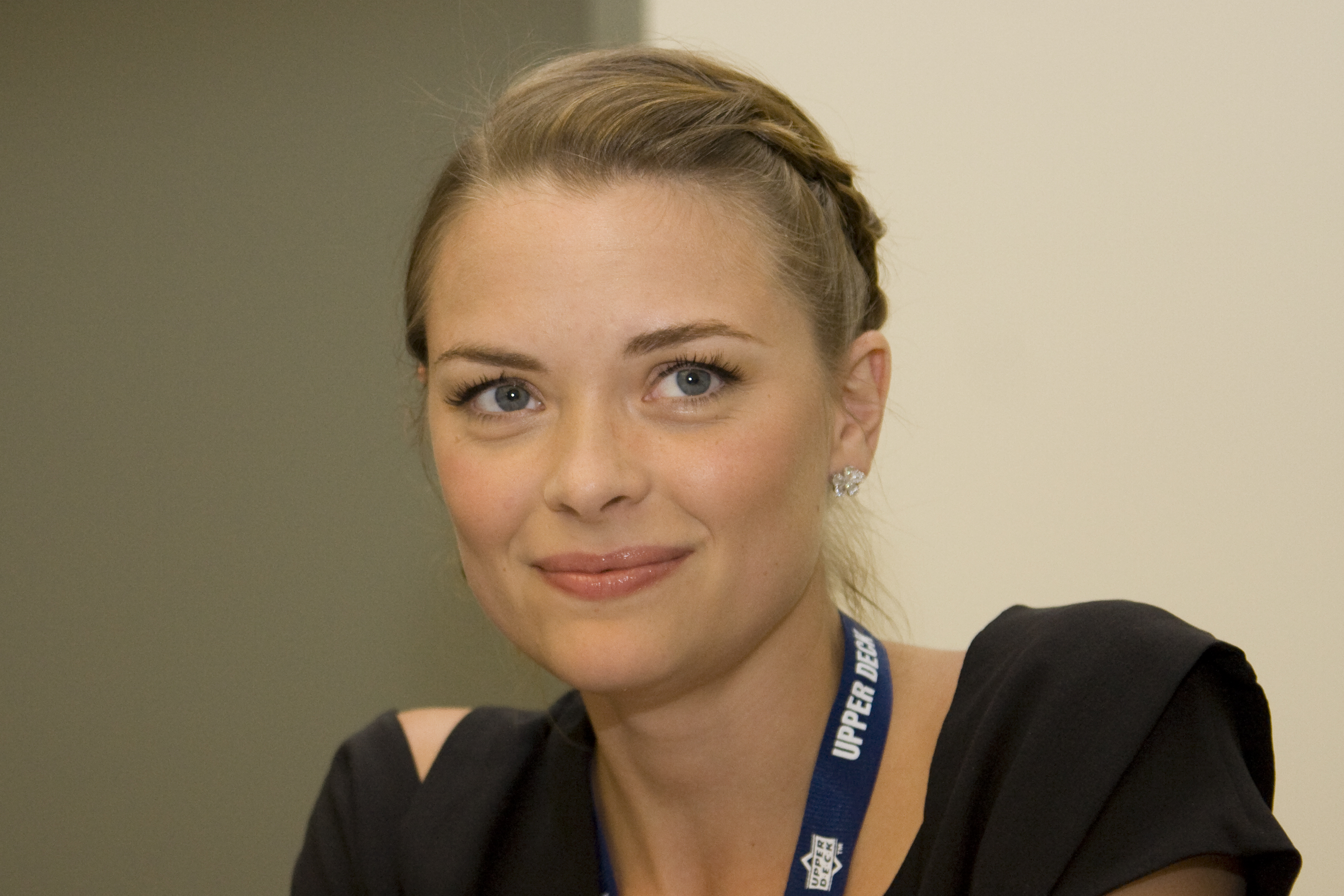
Jaime King (* 1979)

- King, James (1925–2005), US-amerikanischer Opernsänger
- King, James (* 1949), US-amerikanischer Hürdenläufer
- King, James G. (1791–1853), US-amerikanischer Politiker
- King, James Horace (1873–1955), kanadischer Politiker, Unterhausmitglied, Senator, Bundesminister
- King, Jamie Thomas (* 1981), britischer Schauspieler
- King, Jarrod (* 1974), neuseeländischer Badmintonspieler
- King, Jason (* 1981), kanadischer Eishockeyspieler, -trainer und -funktionär
- King, Jean (1925–2013), US-amerikanische Politikerin
- King, Jennifer (* 1984), US-amerikanische American-Football-Trainerin
- King, Jeremy (* 1963), amerikanischer Historiker
- King, Jessica (* 1992), englische Fußballspielerin
- King, Jessie Marion (1875–1949), schottische Illustratorin
- King, Joanne (* 1976), australische Triathletin
- King, Joe (1883–1951), US-amerikanischer Schauspieler
- King, Joel (* 2000), australischer Fußballspieler
- King, Joelle (* 1988), neuseeländische Squashspielerin
- King, Joey (* 1999), US-amerikanische SchauspielerinJoey King (* 1999)
- King, Johannes (* 1963), deutscher Koch

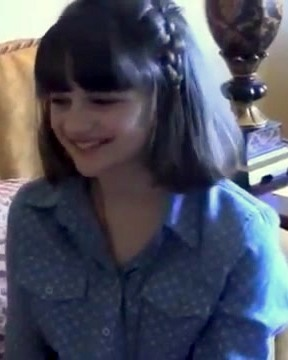
Joey King (* 1999)

- King, John (1775–1836), US-amerikanischer Politiker
- King, John († 1872), britischer Soldat und Entdeckungsreisender
- King, John (1865–1938), Soldat der US Navy, zweifacher Träger der Medal of Honor
- King, John (1909–1987), US-amerikanischer Sänger und Schauspieler
- King, John (* 1953), US-amerikanischer Komponist, Gitarrist und Bratschist
- King, John (* 1963), US-amerikanischer Journalist
- King, John (1975–2019), US-amerikanischer Mörder
- King, John A. (1921–2014), US-amerikanischer Zoologe und Verhaltensforscher
- King, John Alsop (1788–1867), US-amerikanischer Politiker und Gouverneur von New York (1857–1859)
- King, John junior (* 1975), US-amerikanischer Politiker und Bildungsminister
- King, John Leonard (1917–2005), britischer Wirtschaftsführer
- King, John McCandish (1927–2016), US-amerikanischer Erdölunternehmer
- King, John Pendleton (1799–1888), US-amerikanischer Politiker
- King, John W. (1916–1996), US-amerikanischer Politiker
- King, Jonas (1792–1869), amerikanischer Missionar, Übersetzer, Botschafter
- King, Jonathan (* 1944), britischer Sänger, Songwriter und MusikproduzentJonathan King (* 1944)

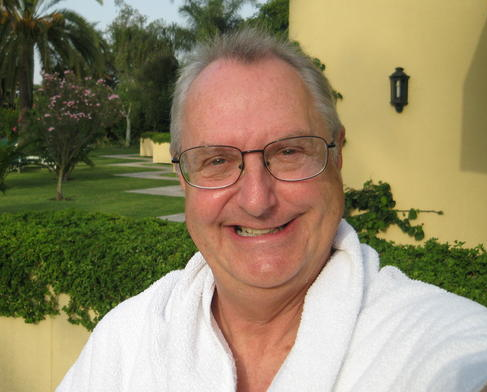
Jonathan King (* 1944)

- King, Jonny (* 1965), US-amerikanischer Jazzpianist, Autor und Anwalt
- King, Jordan (* 1994), britischer Automobilrennfahrer
- King, Josef Anton (1922–1945), österreichischer Widerstandskämpfer in der Zeit des Nationalsozialismus
- King, Josh (* 1985), US-amerikanischer Basketballtrainer
- King, Joshua (1798–1857), britischer Mathematiker
- King, Joshua (* 1992), norwegisch-gambischer Fußballspieler
- King, Joyce (1920–2001), australische Sprinterin
- King, Judith E. (1926–2010), britisch-australische Mammalogin
- King, Julia, britisch-venezolanische Architektin
- King, Julia, Baroness Brown of Cambridge (* 1954), britische Ingenieurin und Abgeordnete im House of Lords
- King, Julian (* 1962), britischer Diplomat und Politiker
- King, Julie (* 1989), US-amerikanische Fußballspielerin
- King, Jürgen (* 1963), deutscher Radsportler

##### King, K
- King, Ka-Dy (* 1966), US-amerikanischer Boxer im Halbschwergewicht
- King, Kaki (* 1979), US-amerikanische Musikerin
- King, Karl C. (1897–1974), US-amerikanischer Politiker
- King, Karl L. (1891–1971), US-amerikanischer Komponist, Kapellmeister und Musiker
- King, Karl-Heinz (1929–2018), deutscher Balletttänzer, Choreograf und Tanzpädagoge
- King, Karlie (* 1996), US-amerikanische Schauspielerin
- King, Kashief (* 1998), Sprinter aus Trinidad und Tobago
- King, Kerry (* 1964), US-amerikanischer Metal-GitarristKerry King (* 1964)

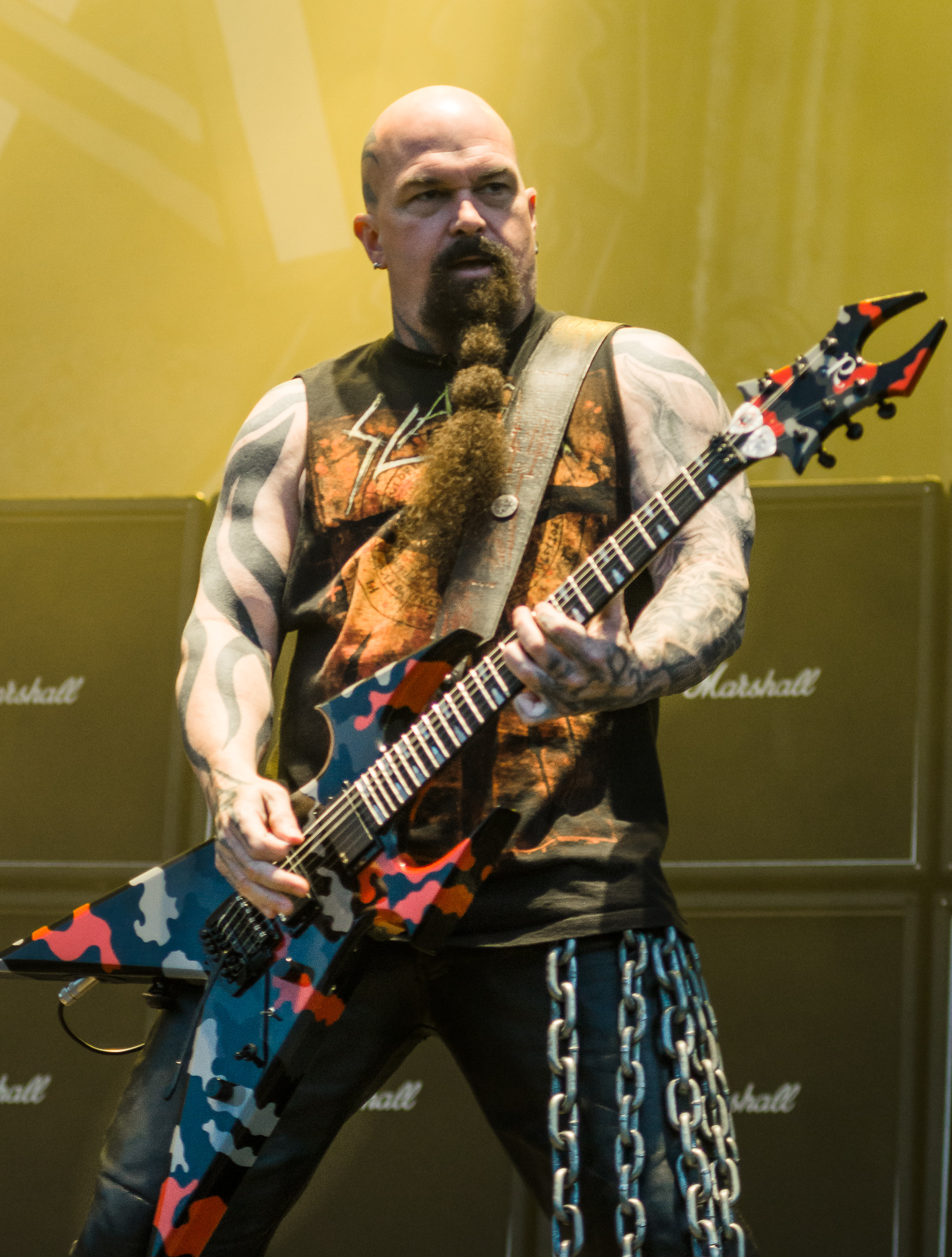
Kerry King (* 1964)

- King, Kevin (* 1991), US-amerikanischer Tennisspieler
- King, Kris (* 1966), kanadischer Eishockeyspieler
- King, Kyree (* 1994), US-amerikanischer Sprinter

##### King, L
- King, L. Carroll (1914–1999), US-amerikanischer Chemiker
- King, Larry (1933–2021), US-amerikanischer Journalist
- King, Laurie R. (* 1952), US-amerikanische Schriftstellerin
- King, Lawrence E. Jr. (* 1944), US-amerikanischer Bankier und Politiker
- King, Leamon (1936–2001), US-amerikanischer Sprinter
- King, Ledley (* 1980), englischer Fußballspieler
- King, Leon (* 2004), schottischer Fußballspieler
- King, Leslie (1950–2009), Bahnradsportler aus Trinidad und Tobago
- King, Lida Shaw (1868–1932), US-amerikanische Archäologin und Altphilologin
- King, Lilly (* 1997), US-amerikanische SchwimmerinLilly King (* 1997)

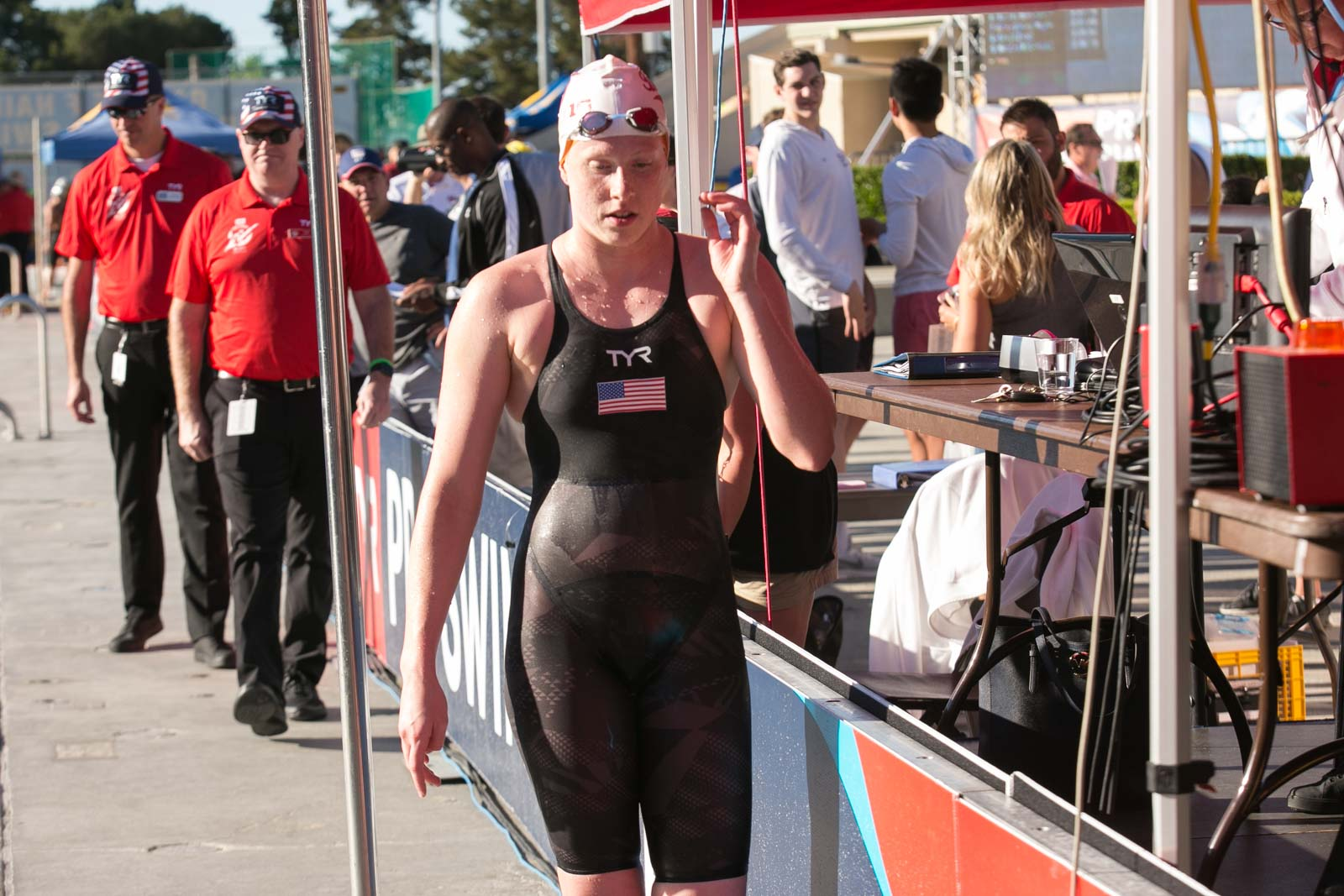
Lilly King (* 1997)

- King, Lily (* 1963), US-amerikanische Autorin und Hochschullehrerin
- King, Lionel, 3. Earl of Lovelace (1865–1929), britischer Adeliger und Mitglied des House of Lords
- King, Lorenz (* 1945), deutsch-schweizerischer Geograph
- King, Louis (1898–1962), US-amerikanischer Stummfilmschauspieler und Filmregisseur
- King, Luise (1939–2024), deutsche Architektin und Stadtplanerin

##### King, M
- King, Marcus (* 1996), US-amerikanischer Sänger und Gitarrist
- King, Margaret (1772–1835), irische Gastgeberin und Autorin
- King, Marilyn (* 1949), US-amerikanische Fünfkämpferin
- King, Mark (* 1958), britischer Musiker
- King, Mark (* 1974), englischer Snookerspieler
- King, Marlon (* 1980), jamaikanischer Fußballspieler
- King, Marna (1939–2019), US-amerikanische Theaterwissenschaftlerin, Hochschullehrerin und Publizistin
- King, Martha (1803–1897), neuseeländische Lehrerin und Malerin
- King, Martin Luther (1929–1968), US-amerikanischer Theologe und BürgerrechtlerMartin Luther King (1929–1968)

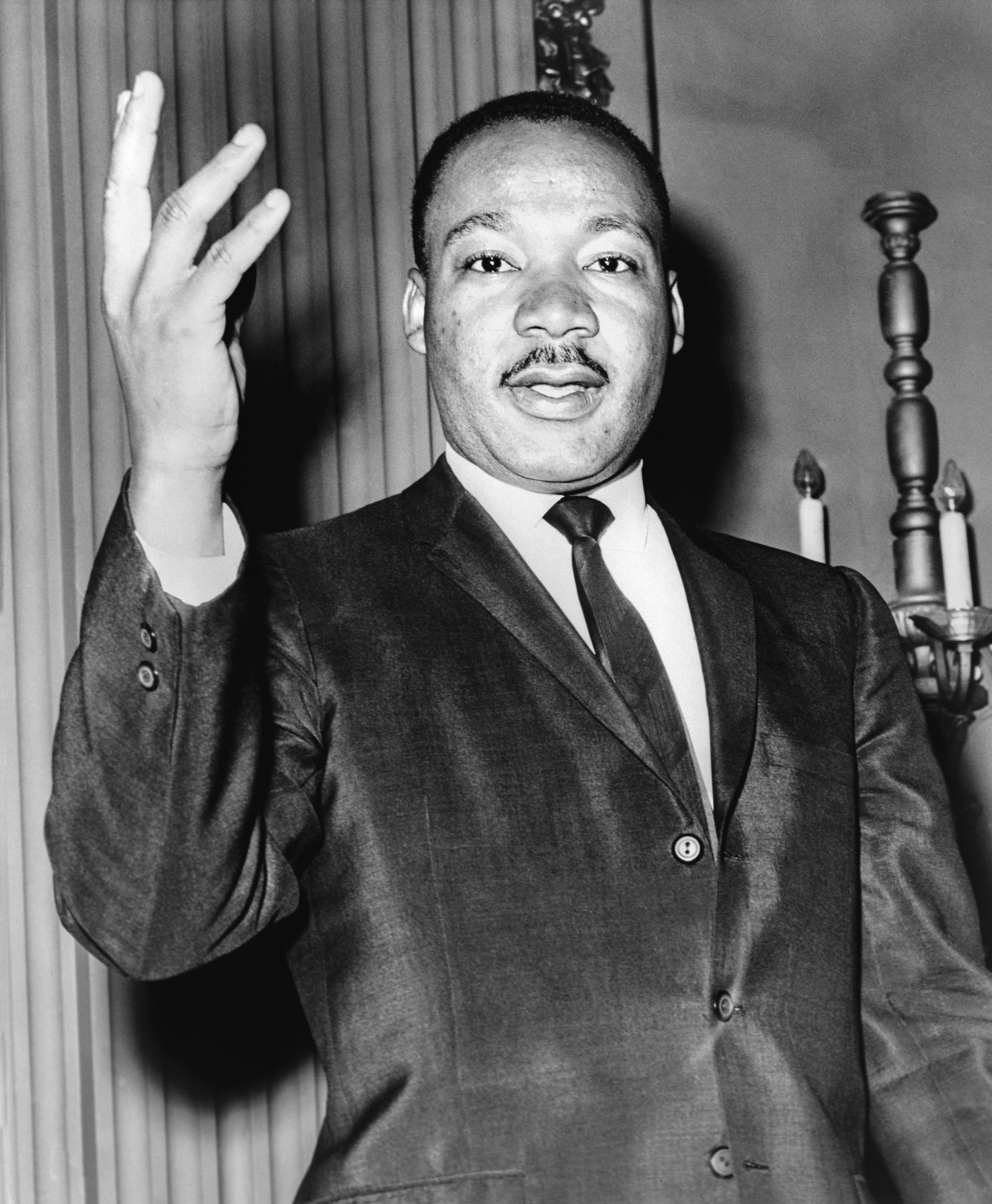
Martin Luther King (1929–1968)

- King, Martin Luther III (* 1957), amerikanischer Menschenrechtsaktivist
- King, Mary († 1644), englische Geschäftsfrau
- King, Mary (* 1961), britische Vielseitigkeitsreiterin und fünfmalige Olympiateilnehmerin
- King, Mary-Claire (* 1946), US-amerikanische Genetikerin
- King, Matt (* 1968), britischer Schauspieler und Komiker
- King, Matt (* 1988), australischer Radrennfahrer
- King, Matt (* 2002), US-amerikanischer Schwimmer
- King, Maurice (1936–2021), barbadischer Politiker
- King, Melvin (* 1985), liberianischer Fußballspieler
- King, Mervyn (* 1966), englischer Dartspieler
- King, Mervyn, Baron King of Lothbury (* 1948), britischer Gouverneur der Bank of England; Mitglied des House of Lords
- King, Michael (1945–2004), neuseeländischer Historiker
- King, Michael Patrick (* 1954), US-amerikanischer Drehbuchautor, Produzent und Regisseur
- King, Michael Weston (* 1961), englischer Sänger und Songschreiber
- King, Michelle (* 1958), US-amerikanische Drehbuchautorin und ProduzentinMichelle King (* 1958)

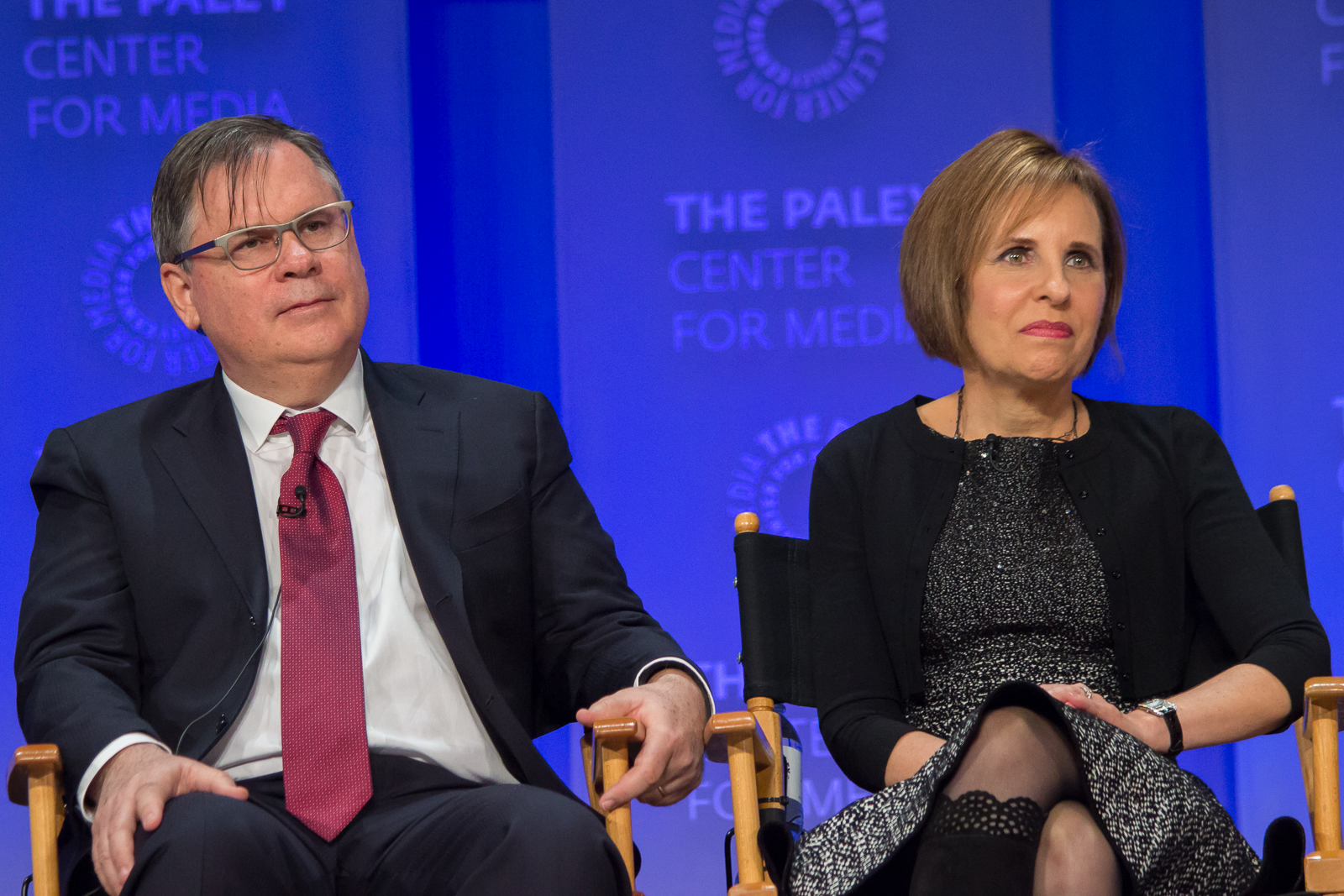
Michelle King (* 1958)

- King, Micki (* 1944), US-amerikanische Wasserspringerin
- King, Mojave (* 2002), neuseeländisch-australischer Basketballspieler
- King, Morgana (1930–2018), US-amerikanische Schauspielerin und Sängerin

##### King, N
- King, Nancy (1940–2025), amerikanische Jazz-Sängerin
- King, Natty (* 1977), jamaikanischer Reggae-Interpret
- King, Nika (* 1978), US-amerikanische Schauspielerin und Stand-Up-Komikerin
- King, Nora Lee (1909–1995), amerikanische Blues- und Jazzsängerin

##### King, O
- King, Oliver (* 1970), englischer Snookerspieler
- King, Oona, Baroness King of Bow (* 1967), britische Politikerin, Mitglied des House of Commons, Journalistin und Managerin
- King, Owen (* 1977), US-amerikanischer Autor

##### King, P
- King, Patrick (* 1970), deutscher Basketballspieler
- King, Paul, US-amerikanischer Schiedsrichter im American Football
- King, Paul (1926–1996), US-amerikanischer Drehbuchautor und Film- und Fernsehproduzent
- King, Paul (* 1960), englischer Sänger und Visual Jockey
- King, Paul (* 1978), britischer Drehbuchautor und Regisseur
- King, Pee Wee (1914–2000), US-amerikanischer Country-Sänger und Songwriter
- King, Peggy (* 1930), US-amerikanische Pop- und Jazzsängerin
- King, Perkins (1784–1857), US-amerikanischer Jurist und Politiker
- King, Perry (* 1948), US-amerikanischer SchauspielerPerry King (* 1948)

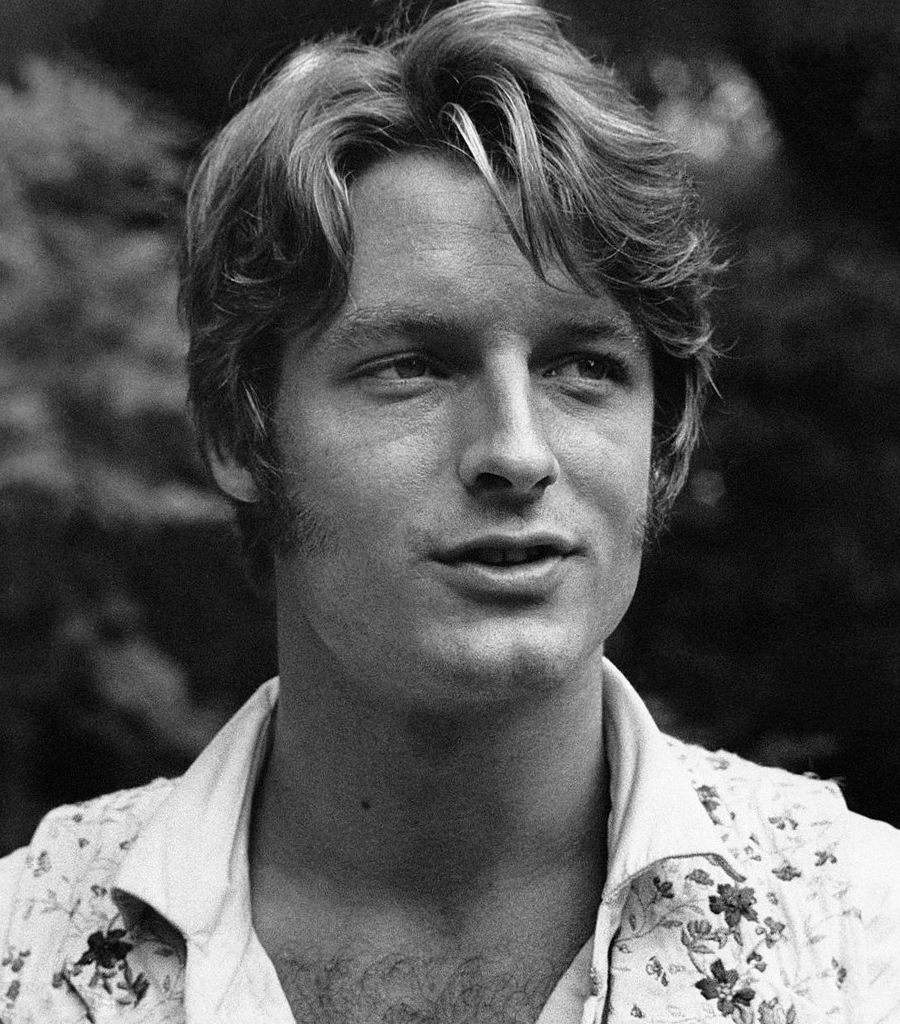
Perry King (* 1948)

- King, Pete (1929–2009), englischer Jazzmusiker und Clubmanager
- King, Pete (1958–1987), britischer Musiker
- King, Peter (1940–2020), britischer Altsaxophonist und Klarinettist des Modern Jazz
- King, Peter Overton (* 1955), US-amerikanischer Philosoph
- King, Peter Swords (* 1955), britischer Maskenbildner und Oscarpreisträger
- King, Peter T. (* 1944), US-amerikanischer Politiker
- King, Peter, 1. Baron King († 1734), britischer Anwalt, Politiker und Lordkanzler
- King, Peter, 4. Earl of Lovelace (1905–1964), britischer Adeliger und Mitglied des House of Lords
- King, Peter, 5. Earl of Lovelace (1951–2018), britischer Adeliger und Mitglied des House of Lords
- King, Philip Burke (1903–1987), US-amerikanischer Geologe
- King, Philip Gidley (1758–1808), Kapitän der Royal Navy und Kolonialverwalter in Australien
- King, Phillip (1934–2021), britischer Bildhauer
- King, Phillip (* 1981), hongkong-chinesisch-US-amerikanischer Tennisspieler
- King, Phillip Parker (1791–1856), britischer Marineoffizier
- King, Phyllis (1905–2006), britische Tennisspielerin
- King, Preston (1806–1865), US-amerikanischer Politiker

##### King, R
- King, R. Dennis (1942–2002), australischer Herpetologe kanadischer Herkunft
- King, Raymond A., US-amerikanischer Jazzmusiker (Piano)
- King, Reatha (* 1938), US-amerikanische Chemikerin und Hochschullehrerin
- King, Regina (* 1971), US-amerikanische und FilmregisseurinRegina King (* 1971)

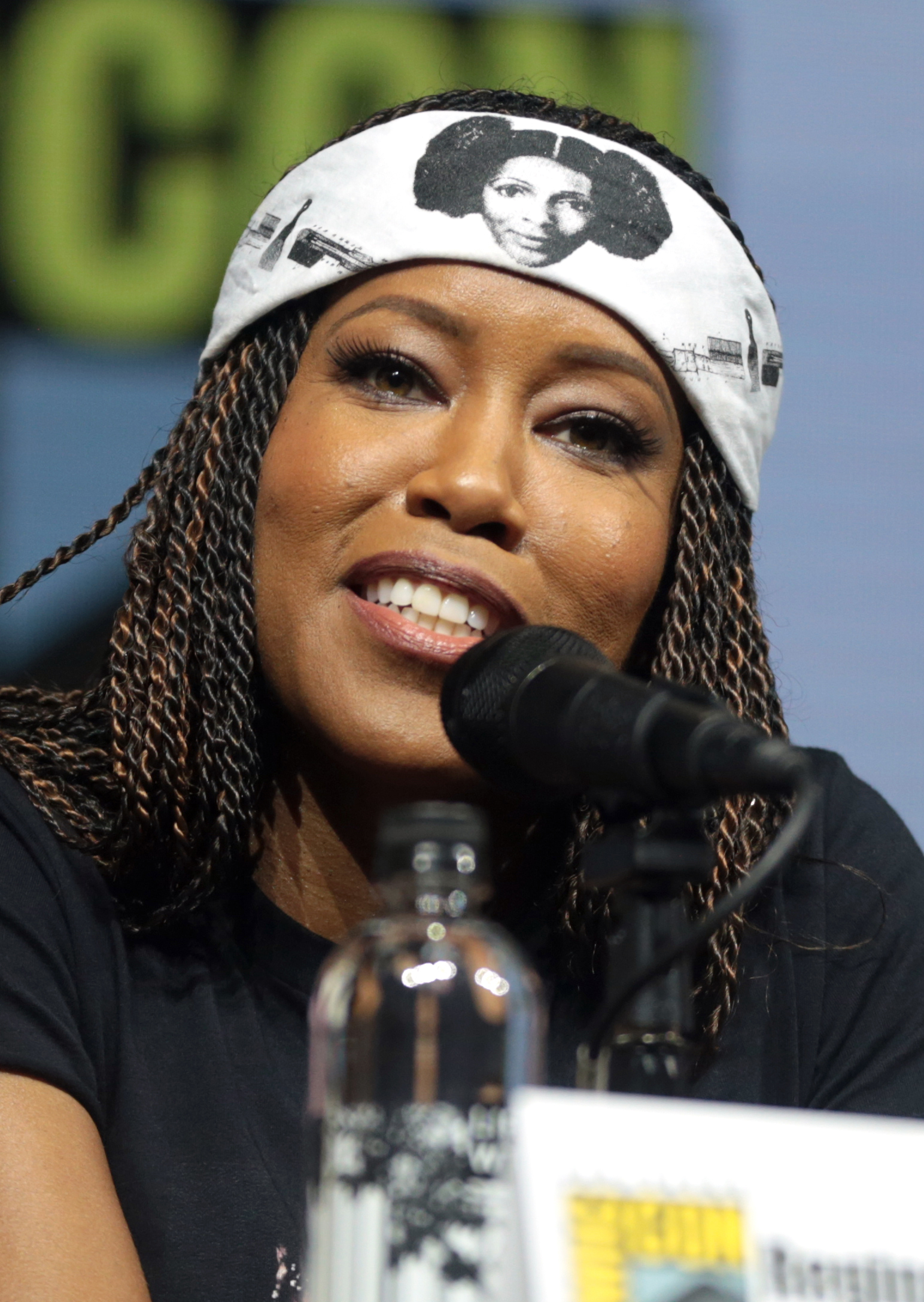
Regina King (* 1971)

- King, Reina (* 1975), US-amerikanische Schauspielerin
- King, Richard, US-amerikanischer Tontechniker
- King, Richard A. H. (* 1962), britischer Philosophiehistoriker und Sinologe
- King, Ricky (* 1946), deutscher Gitarrist
- King, Robbie (* 1993), australischer Dartspieler
- King, Robert (* 1951), US-amerikanischer Wirtschaftswissenschaftler und Hochschullehrer
- King, Robert (* 1996), dominikanischer Sprinter
- King, Robert A. (1862–1932), US-amerikanischer Songwriter und Komponist von Blas- und Orchestermusik
- King, Robert T. (1917–1970), US-amerikanischer Politiker, State Auditor von Vermont
- King, Rodney (1965–2012), afroamerikanischer US-Bürger, Opfer von PolizeigewaltRodney King (1965–2012)

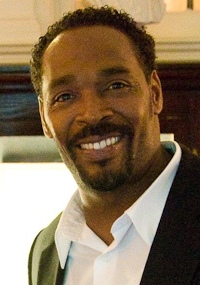
Rodney King (1965–2012)

- King, Ronold W. P. (1905–2006), US-amerikanischer Physiker
- King, Rosa (1939–2000), amerikanische Funk- und R&B-Musikerin (Tenorsaxophon, Gesang, Komposition)
- King, Rosamond S., gambische Literaturwissenschaftlerin und Schriftstellerin
- King, Rowena (* 1970), britische Schauspielerin
- King, Rufus (1755–1827), US-amerikanischer Jurist, Politiker und Diplomat
- King, Rufus H. (1820–1890), US-amerikanischer Jurist und Politiker
- King, Russell (* 1945), britischer Geograph

##### King, S
- King, Samuel (1748–1819), US-amerikanischer Porträtmaler, Miniaturist, Rahmenmacher, Instrumentenbauer und Lehrer
- King, Samuel Ward (1786–1851), US-amerikanischer Politiker
- King, Samuel Wilder (1886–1959), US-amerikanischer Politiker
- King, Sandy (* 1952), US-amerikanische Filmproduzentin
- King, Scott (* 1977), kanadischer Eishockeyspieler
- King, Shaka, US-amerikanischer Drehbuchautor, Filmregisseur und Filmproduzent
- King, Sherwood (1904–1981), US-amerikanischer Schriftsteller
- King, Simon (* 1962), britischer Moderator und Kameramann
- King, Ski (* 1967), US-amerikanischer Musiker
- King, Sonny, US-amerikanischer Schauspieler und Synchronsprecher
- King, Spencer Mathews (1917–1988), US-amerikanischer Diplomat
- King, Stacey (* 1967), US-amerikanischer Basketballspieler
- King, Stan (1900–1949), US-amerikanischer Jazzmusiker (Schlagzeug, Gesang und Kazoo)
- King, Stephen (* 1947), US-amerikanischer SchriftstellerStephen King (* 1947)

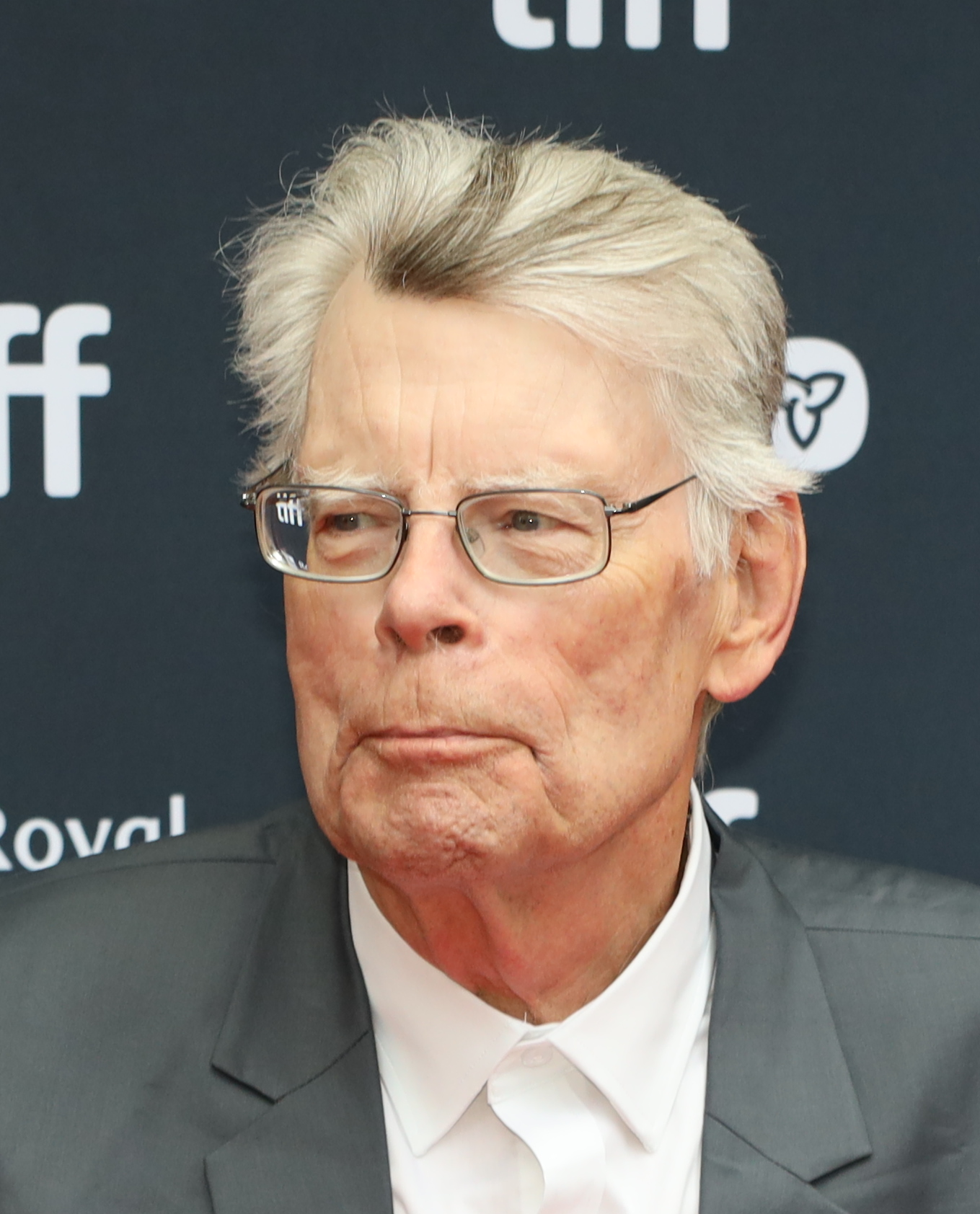
Stephen King (* 1947)

- King, Stephen D. (* 1963), britischer Ökonom
- King, Stephenson (* 1958), lucianischer Politiker
- King, Steve (* 1949), amerikanischer Politiker
- King, Steven, australischer Jockey
- King, Steven (* 1969), US-amerikanischer Eishockeyspieler und -trainer
- King, Sue (* 1950), australische Squashspielerin
- King, Susan Te Kahurangi (* 1951), neuseeländische Outsider-Art-Künstlerin, Malerin
- King, Suzanne (* 1964), US-amerikanische Skilangläuferin

##### King, T
- King, Tabitha (* 1949), US-amerikanische Autorin
- King, Tarsem, Baron King of West Bromwich (1937–2013), britischer Politiker und Manager
- King, Ted (* 1965), US-amerikanischer Schauspieler
- King, Ted (* 1983), US-amerikanischer Radrennfahrer
- King, Teddi (1929–1977), US-amerikanische Jazz- und Pop-Sängerin
- King, Thomas (1835–1888), englischer Boxer
- King, Thomas (* 1943), indianischer Autor
- King, Thomas Butler (1800–1864), US-amerikanischer Politiker
- King, Tom (* 1973), australischer Segler
- King, Tom, Baron King of Bridgwater (* 1933), britischer Politiker (Conservative Party), Mitglied des House of Commons
- King, Travis (* 2000), US-amerikanischer Soldat
- King, Turi (* 1969), kanadisch-britische Genetikerin, Archäologin und Hochschullehrerin

##### King, U
- King, Urald (* 1990), US-amerikanischer Basketballspieler

##### King, V
- King, Vania (* 1989), US-amerikanische Tennisspielerin
- King, Vera (* 1960), deutsche Soziologin und Sozialpsychologin
- King, Victor L. (1886–1958), US-amerikanischer Chemiker
- King, Vincent (1935–2000), britischer Science-Fiction-Autor

##### King, W
- King, Walter Woolf (1899–1984), US-amerikanischer Schauspieler und Sänger
- King, Warren (* 1955), australischer Snookerspieler
- King, Wayne (1901–1985), US-amerikanischer Saxophonist und Bigband-Leiter
- King, Werner (* 1961), deutscher Radsportler und mehrfacher Weltmeister im Radball
- King, William (1768–1852), US-amerikanischer Politiker
- King, William (1809–1886), britischer Geologe und Paläoanthropologe
- King, William (* 1959), britischer (schottischer) Autor
- King, William H. (1863–1949), US-amerikanischer Politiker der Demokratischen Partei
- King, William Lyon Mackenzie (1874–1950), kanadischer Premierminister, Parteichef der Liberalen
- King, William R. (1786–1853), US-amerikanischer Politiker, 13. Vizepräsident der USA
- King, William S. (1828–1900), US-amerikanischer Politiker
- King, Wright (1923–2018), US-amerikanischer Schauspieler

##### King, Y
- King, Yaani (* 1981), US-amerikanische Schauspielerin
- King, Yolanda (1955–2007), US-amerikanische Bürgerrechtlerin und SchauspielerinYolanda King (1955–2007)

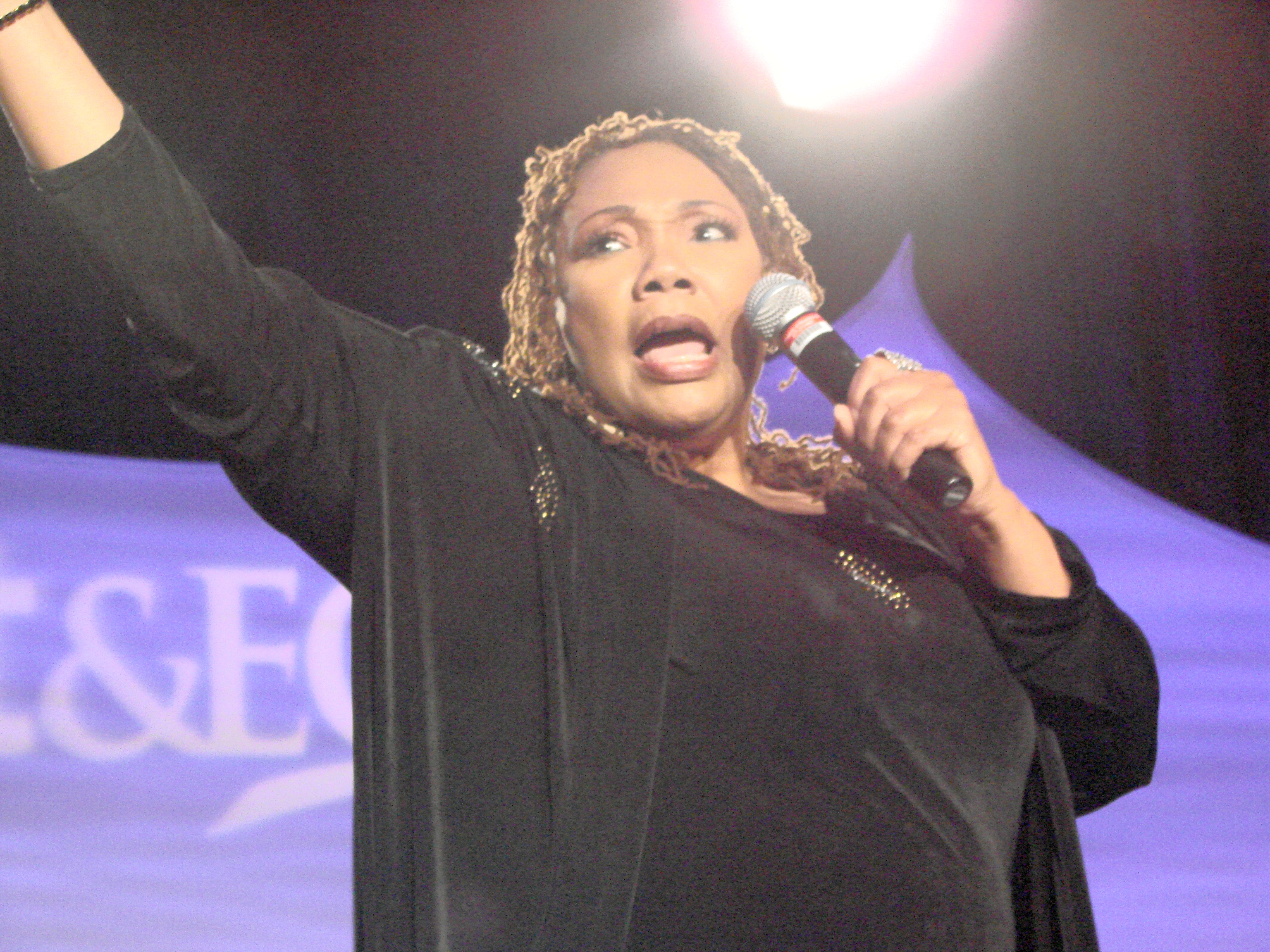
Yolanda King (1955–2007)

##### King, Z
- King, Zach (* 1990), US-amerikanischer Künstler und Schauspieler
- King, Zalman (1942–2012), US-amerikanischer Schauspieler, Regisseur, Drehbuchautor und Filmproduzent

#### King-

##### King-A
- King-Akerele, Olubanke (* 1946), liberianische Politikerin

##### King-D
- King-Dye, Courtney (* 1977), amerikanische Dressurreiterin

##### King-H
- King-Hall, Stephen, Baron King-Hall (1893–1966), britischer Marineoffizier, Schriftsteller und Politiker
- King-Harman, Charles (1851–1939), britischer Kolonialverwalter
- King-Hele, Desmond (1927–2019), britischer Physiker, Geophysiker und Wissenschaftshistoriker
- King-Hinds, Kimberlyn, US-amerikanische Politikerin (Republikaner)

##### King-M
- King-Milbanke, Ralph, 2. Earl of Lovelace (1839–1906), britischer Peer und Politiker

##### King-N
- King-Noel, Byron, Viscount Ockham (1836–1862), britischer Peer
- King-Noel, William, 1. Earl of Lovelace (1805–1893), britischer Peer und Wissenschaftler

##### King-S
- King-Smith, Dick (1922–2011), britischer Kinderbuchautor

##### King-T
- King-Turner, Daniel (* 1984), neuseeländischer Tennisspieler

#### Kinga
- Kinga von Polen (1224–1292), polnische HerzoginKinga von Polen (1224–1292)

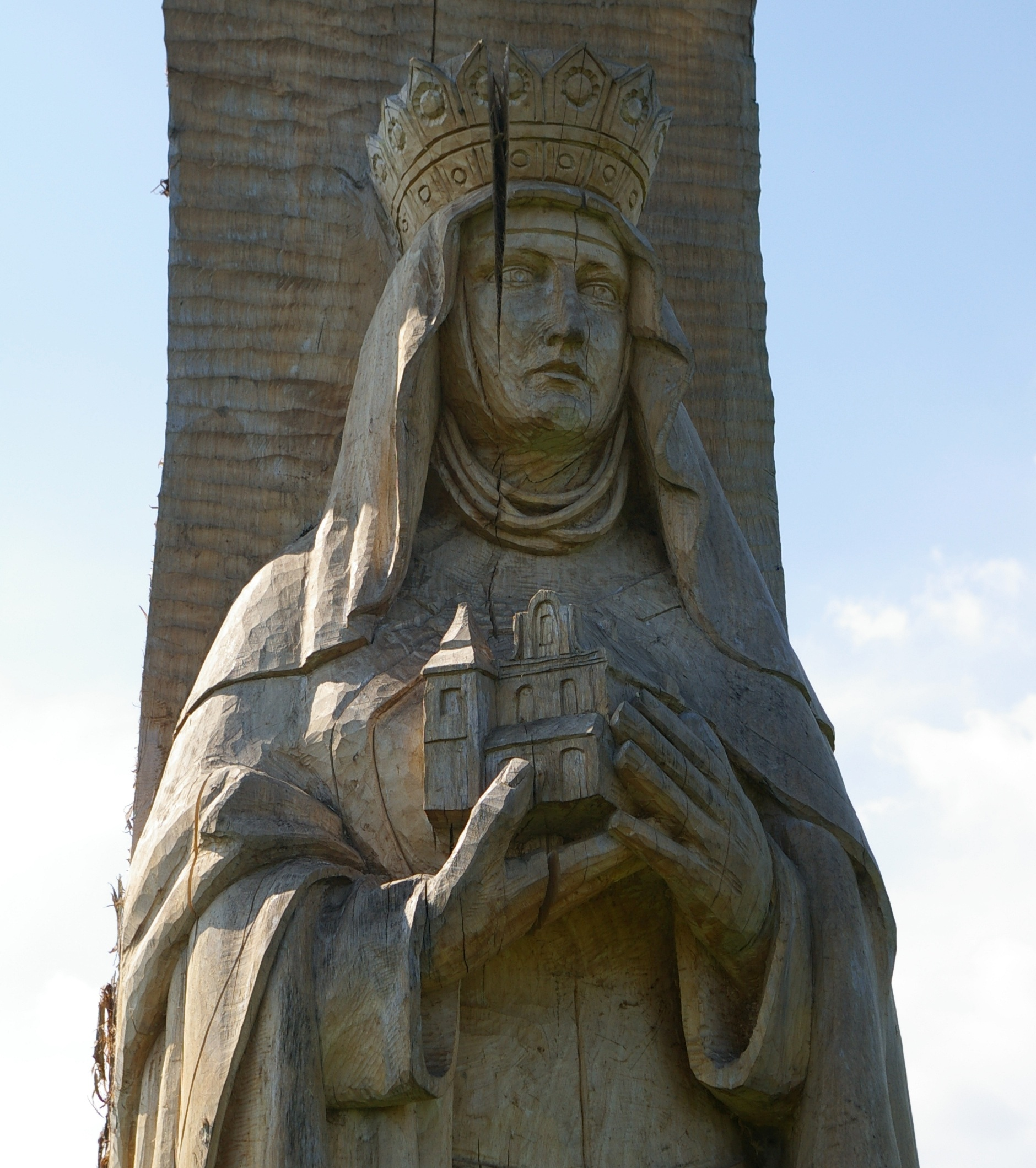
Kinga von Polen (1224–1292)

- Kinga, Yukari (* 1984), japanische Fußballspielerin

#### Kingd
- Kingdom, Roger (* 1962), US-amerikanischer Leichtathlet
- Kingdome 19 (* 1966), deutscher Fotograf
- Kingdon, Elizabeth (1928–2021), US-amerikanische Opernsängerin (Sopran)
- Kingdon, Jessica, US-amerikanische Filmproduzentin und -regisseurin
- Kingdon, John (* 1940), US-amerikanischer Politikwissenschaftler
- Kingdon, Jonathan (* 1935), britischer Zoologe, wissenschaftlicher Autor und Künstler
- Kingdon-Ward, Frank (1885–1958), Pflanzensammler im Himalaya

#### Kinge
- Kingelez, Bodys Isek (1948–2015), kongolesischer Bildhauer aus der Republik Kongo
- Kingenheimer, Wilhelm (1830–1857), deutscher Historienmaler
- Kingery, Myrom, US-amerikanischer Schauspieler und Synchronsprecher
- Kingery, W. David (1926–2000), US-amerikanischer Materialwissenschaftler

#### Kingh
- Kinghorn, Blair (* 1997), schottischer Rugby-Union-SpielerBlair Kinghorn (* 1997)

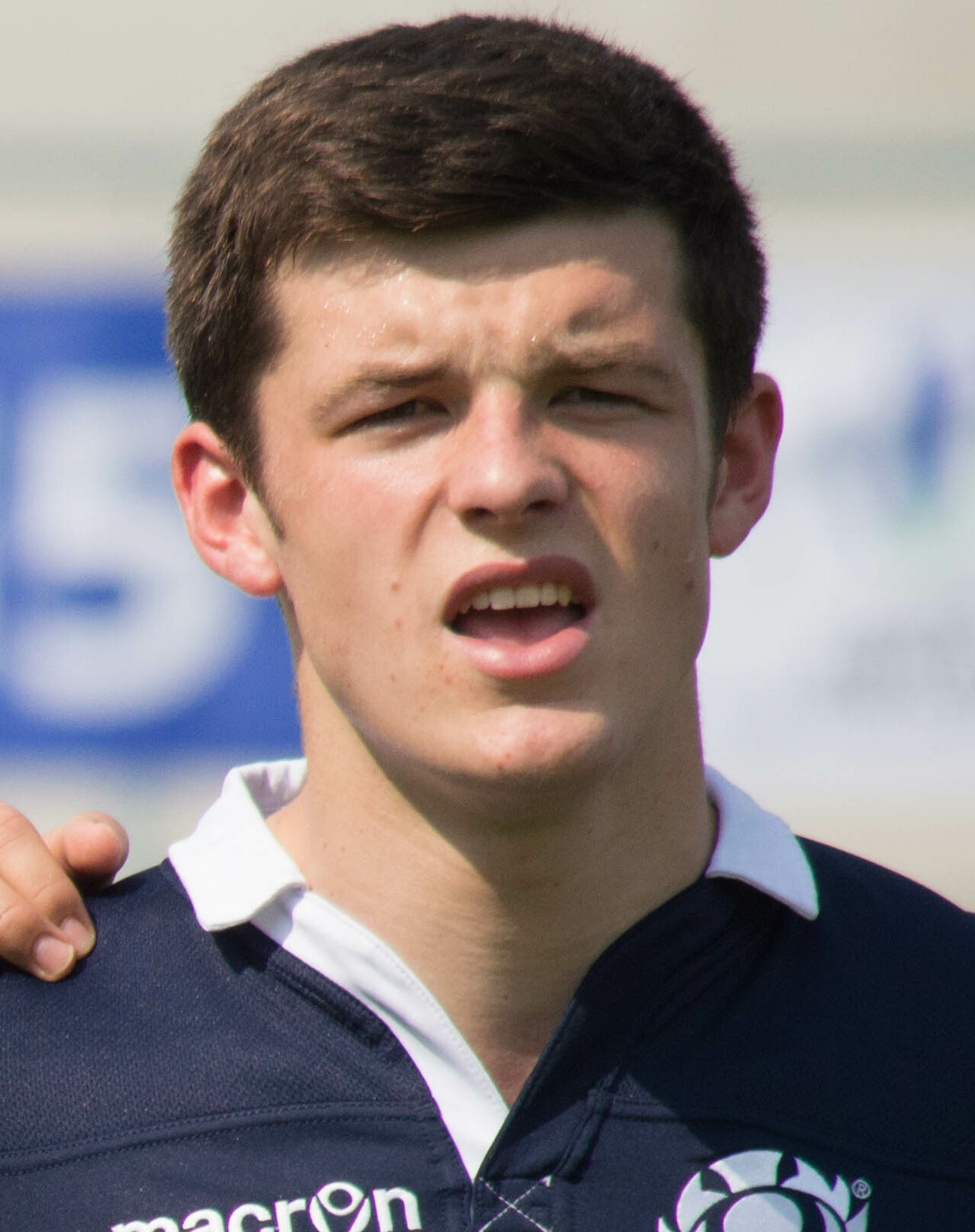
Blair Kinghorn (* 1997)

- Kinghorn, Sally (* 1952), britische Schauspielerin und Synchronsprecherin
- Kinghorn, Samantha (* 1996), britische Leichtathletin
- Kinghorst, Wilhelm (1877–1947), deutscher Schulleiter, Buchautor und Diepholzer Heimatforscher

#### Kingi
- Kingissepp, Viktor (1888–1922), estnischer KP-Führer

#### Kingj
- Kingji, Arben (* 1970), albanischer Generalmajor

#### Kingk
- Kingkitsarat († 1713), König des Königreichs Luang Phrabang

#### Kingl
- Kinglake, Alexander William (1809–1891), englischer Politiker, Mitglied des House of Commons und Historiker
- Kingley, Endiorass (* 2002), österreichischer Leichtathlet

#### Kingm
- Kingma, Maya (* 1995), niederländische Triathletin
- Kingma, Nienke (* 1982), niederländische Ruderin
- Kingma, Vivian (* 1994), niederländischer Cricketspieler
- Kingma, Wepke (* 1955), niederländischer Diplomat
- Kingman, Allen F. (1893–1988), US-amerikanischer Offizier, Brigadegeneral der US-Army
- Kingman, Dan Christie (1852–1916), US-amerikanischer Offizier, Brigadegeneral der US-Army
- Kingman, Eduardo (1913–1997), ecuadorianischer Maler und Grafiker
- Kingman, John (* 1939), britischer Mathematiker
- Kingmanee, Thongkam (* 1941), thailändische Badmintonspielerin

#### Kingo
- Kingo, Kert (* 1968), estnische Politikerin, Ministerin
- Kingo, Thomas (1634–1703), dänischer Kirchenlieddichter und lutherischer Geistlicher, Bischof von Fünen
- Kingombe, Ndjadi (* 1976), dänischer Basketballspieler
- King’oo Wambua, Norman (* 1952), kenianischer Geistlicher, römisch-katholischer Bischof von Machakos

#### Kingp
- Kingpetch, Pone (1935–1982), thailändischer Boxer

#### Kingr
- Kingreen, Thorsten (* 1965), deutscher Rechtswissenschaftler

#### Kings
- Kings Elliot (* 1994), Schweizer Sängerin und Songwriterin
- Kings, Guido (* 1965), deutscher Mathematiker
- Kingsattler, Johannes (1486–1534), Rektor der Universität Tübingen
- Kingsbery, Alan (* 1954), US-amerikanischer Radrennfahrer
- Kingsbury Wollstonecraft, Anne (1781–1828), US-amerikanische Botanikerin, Schriftstellerin und Illustratorin
- Kingsbury, Aubrey (* 1991), US-amerikanische Fußballtorhüterin
- Kingsbury, Benedict (* 1961), neuseeländischer Jurist und Professor an der New York University
- Kingsbury, Benjamin, englischer Geistlicher und Autor
- Kingsbury, Bruce (1918–1942), australischer Soldat
- Kingsbury, Clarence (1882–1949), britischer Radrennfahrer
- Kingsbury, Donald (* 1929), US-amerikanisch-kanadischer Science-Fiction-Autor
- Kingsbury, Frederick (1927–2011), US-amerikanischer Ruderer
- Kingsbury, Gina (* 1981), kanadische Eishockeyspielerin, -trainerin und funktionärin
- Kingsbury, Howard (1904–1991), US-amerikanischer Ruderer und Olympiasieger sowie Pädagoge
- Kingsbury, Kliff (* 1979), US-amerikanischer American-Football-Spieler und -Trainer
- Kingsbury, Leoni (1909–1970), englische Badmintonspielerin
- Kingsbury, Mikaël (* 1992), kanadischer Freestyle-Skisportler
- Kingsbury, Noel (* 1958), britischer Gartenarchitekt und Gartenautor
- Kingsbury, Thelma (1911–1979), US-amerikanisch-englische Badmintonspielerin
- Kingsbury, William W. (1828–1892), US-amerikanischer Politiker
- Kingsbury-Smith, Joseph (1908–1999), US-amerikanischer Journalist
- Kingscote, Algernon (1888–1964), britischer Tennisspieler
- Kingscott, Geoffrey (1936–2011), britischer Übersetzer, Autor, Journalist, Redakteur und Politiker
- Kingsford Smith, Charles (1897–1935), australischer Militärpilot im Ersten Weltkrieg und Flugpionier
- Kingsford, Anna (1846–1888), britische Ärztin, Frauenrechtlerin, Autorin und Theosophin
- Kingsford, Florence Kate (1872–1949), britische Kalligrafin, Illustratorin und Vertreterin der modernen Buchmalerei
- Kingsford, Walter (1881–1958), britischer Schauspieler
- Kingsford, William (1819–1898), kanadischer Landvermesser, Journalist und Literat
- Kingslake, Rudolf (1903–2003), britischer Physiker, Hochschullehrer und Optiker
- Kingsland, Ambrose (1804–1878), US-amerikanischer Politiker
- Kingsland, Mark (* 1970), australischer Radrennfahrer
- Kingsley Swampillai, Joseph (* 1936), sri-lankischer Geistlicher und emeritierter Bischof von Trincomalee
- Kingsley, Ben (* 1943), britischer SchauspielerBen Kingsley (* 1943)

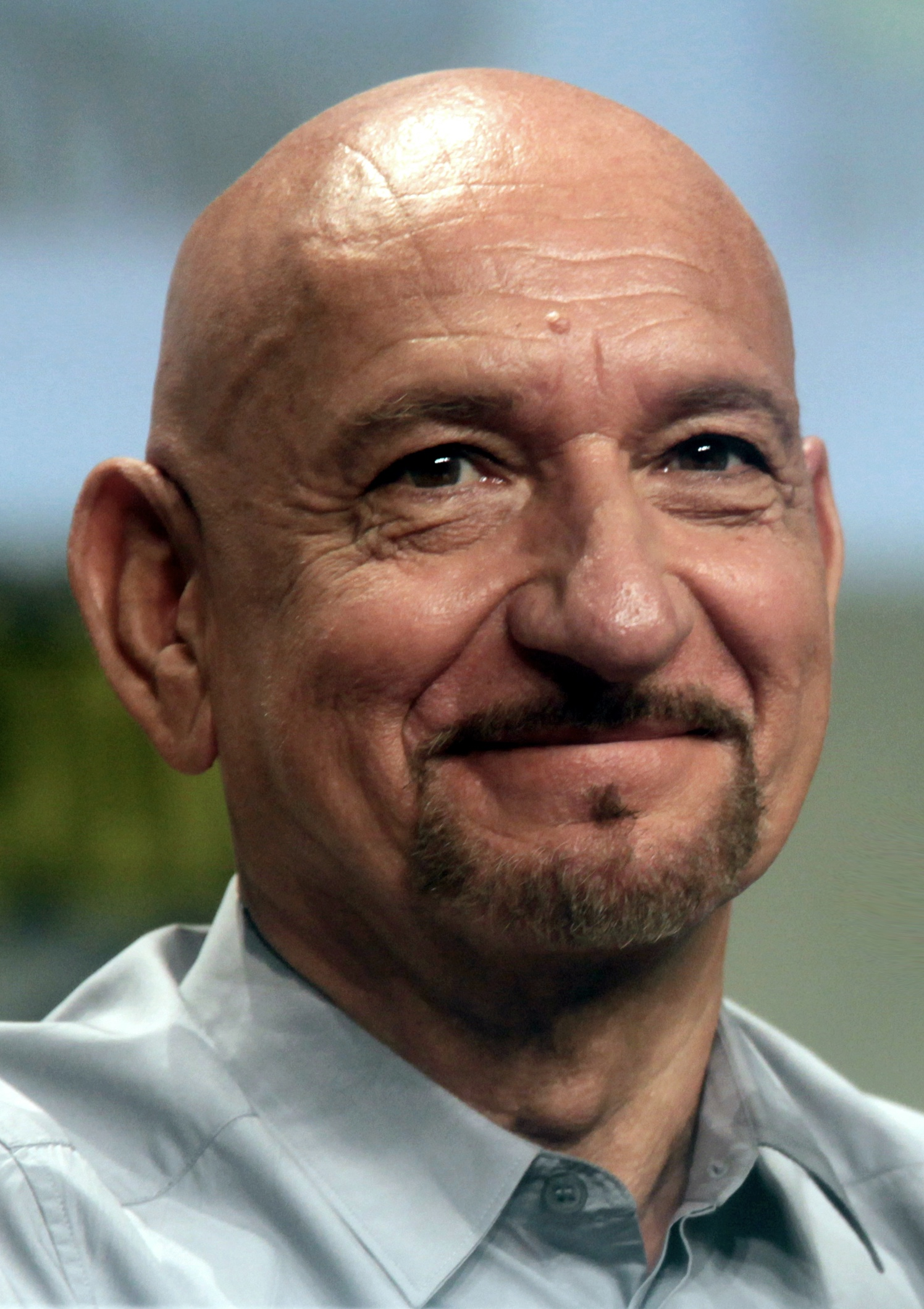
Ben Kingsley (* 1943)

- Kingsley, Brigitte (* 1976), kanadische Schauspielerin, Filmproduzentin und Drehbuchautorin
- Kingsley, Cannon (* 2001), US-amerikanischer Tennisspieler
- Kingsley, Charles (1819–1875), englischer anglikanischer Geistlicher, Theologe und Schriftsteller
- Kingsley, Dorothy (1909–1997), US-amerikanische Drehbuchautorin
- Kingsley, Emily Perl (* 1940), US-amerikanische Schriftstellerin
- Kingsley, Gershon (1922–2019), deutsch-amerikanischer Komponist
- Kingsley, Henry (1830–1876), englischer Schriftsteller
- Kingsley, Mary (1862–1900), britische Forschungsreisende, Ethnologin, Reiseschriftstellerin und Vortragsreisende
- Kingsley, Omar (* 1840), US-amerikanischer Kunstreiter
- Kingsley, Peter (* 1953), britischer Philosophiehistoriker und Mystiker
- Kingsley, Raveena (* 1998), US-amerikanische Tennisspielerin
- Kingsley, Sidney (1906–1995), amerikanischer Dramatiker und Drehbuchautor
- Kingsley, Stephen (* 1994), schottischer Fußballspieler
- Kingsman, Liz, australische Stand-Up-Comedian und SchauspielerinLiz Kingsman

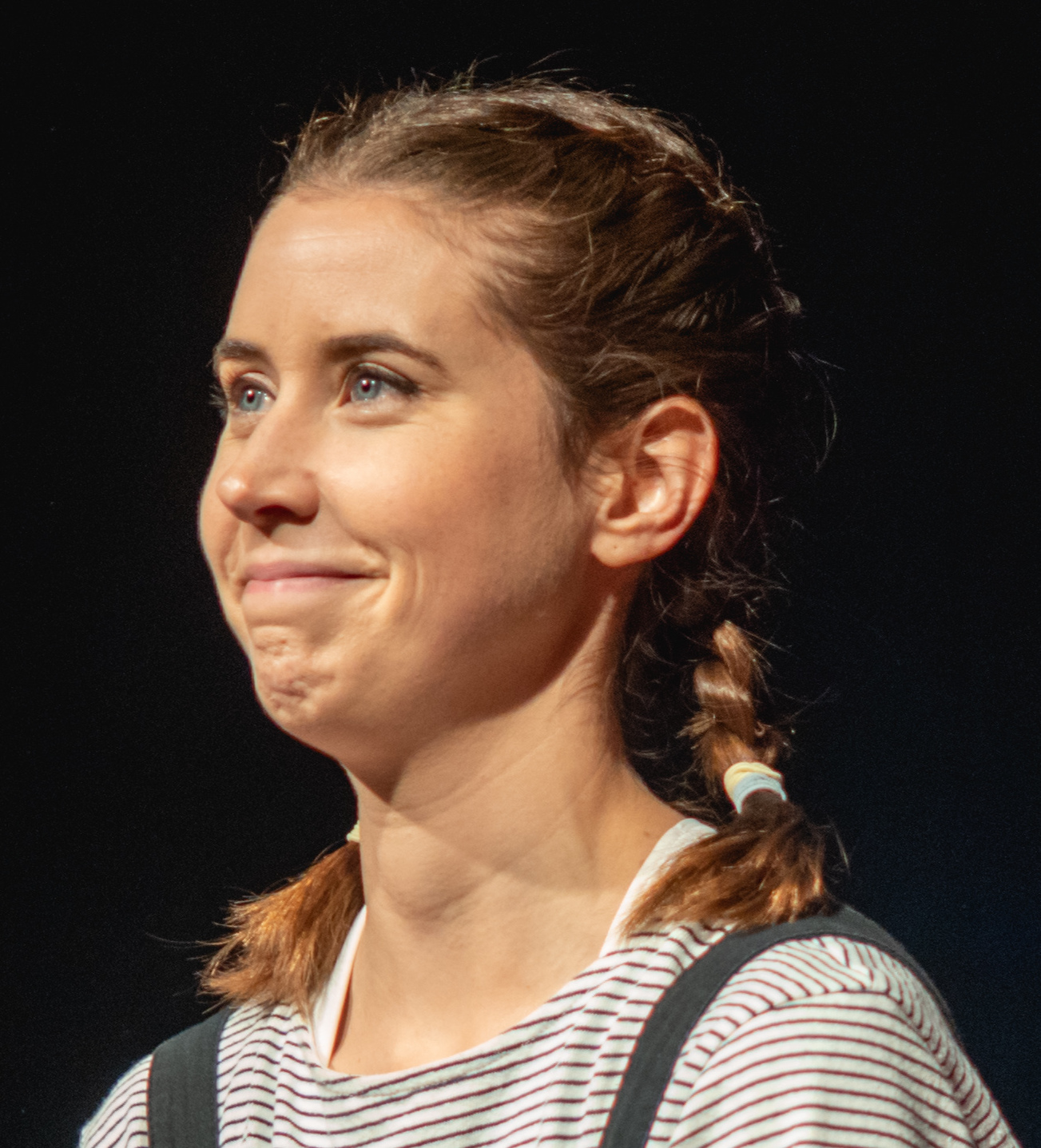
Liz Kingsman

- Kingsman, Paul (* 1967), neuseeländischer Schwimmer
- Kingsmill, Denise, Baroness Kingsmill (* 1947), britische Politikerin, Journalistin und Managerin
- Kingsolver, Barbara (* 1955), US-amerikanische Schriftstellerin
- Kingson, Richard (* 1978), ghanaisch-türkischer Fußballtorhüter
- Kingston, Alex (* 1963), britische SchauspielerinAlex Kingston (* 1963)

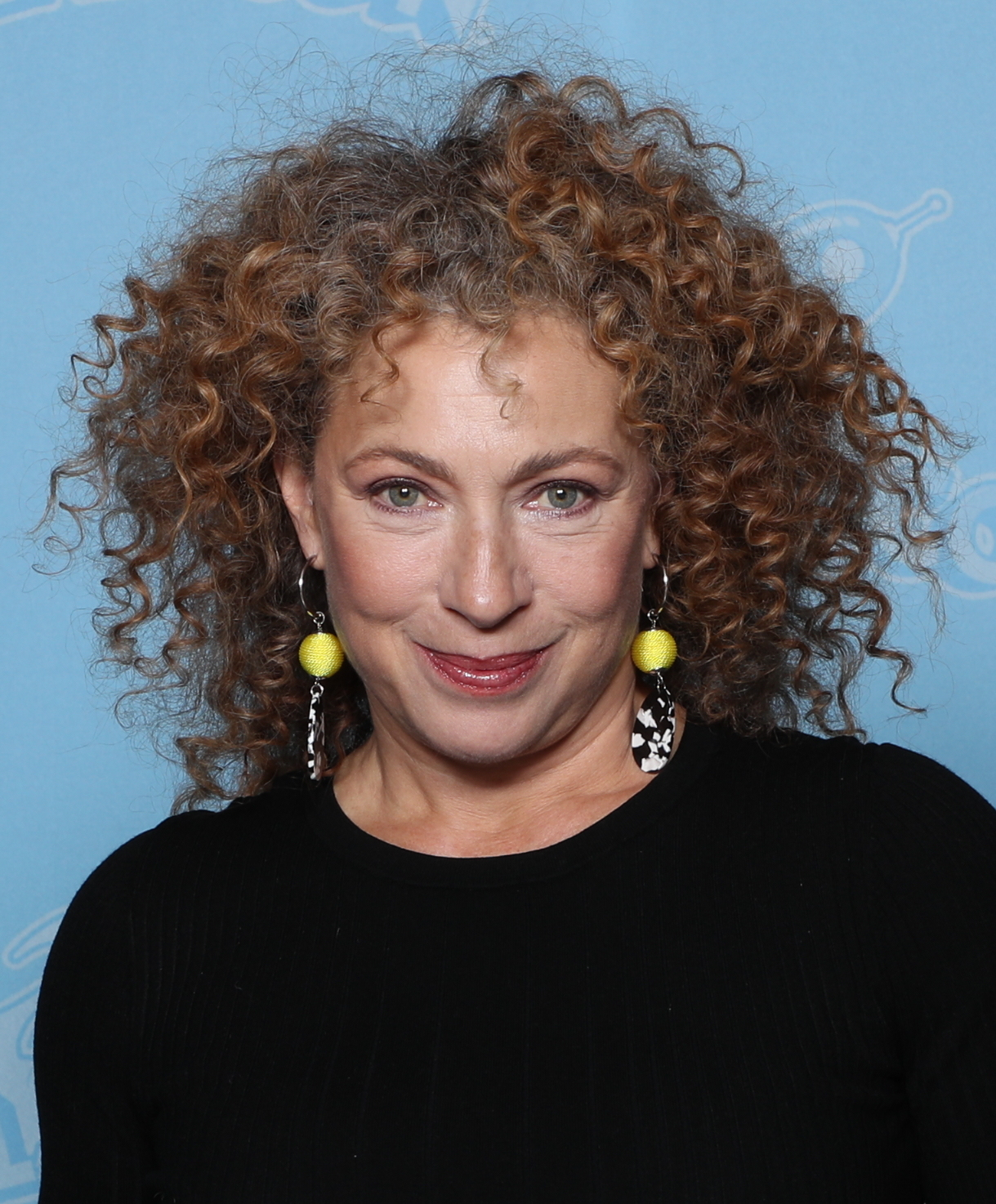
Alex Kingston (* 1963)

- Kingston, Charles (1850–1908), australischer Politiker, Mitglied des Repräsentantenhauses und Premierminister von South Australia
- Kingston, Danny (* 1973), britischer Judoka
- Kingston, Eddie (* 1981), US-amerikanischer Wrestler
- Kingston, George (* 1939), kanadischer Eishockeytrainer
- Kingston, George Strickland (1807–1880), australischer Politiker, Sprecher des South Australian House of Assembly
- Kingston, Jack (* 1955), US-amerikanischer Politiker
- Kingston, Kofi (* 1981), ghanaischer Wrestler
- Kingston, Laryea (* 1980), ghanaischer Fußballspieler
- Kingston, Maxine Hong (* 1940), amerikanische Schriftstellerin
- Kingston, Natalie (1905–1991), US-amerikanische Schauspielerin und Tänzerin
- Kingston, Robert C. (1928–2007), US-amerikanischer General, erster Kommandeur des US Central Command
- Kingston, Russ, US-amerikanischer Schauspieler, Filmeditor und Kameramann
- Kingston, Sean (* 1990), US-amerikanischer Sänger
- Kingston, Suzanne (* 1977), irische Juristin
- Kingston, William Henry Giles (1814–1880), englischer Schriftsteller

#### Kingw
- Kingwell, Dylan (* 2004), kanadischer Kinderdarsteller

### Kinh
- Kinhöfer, Thorsten (* 1968), deutscher Fußballschiedsrichter

### Kini
- Kini, Lonkou Olivier (* 1943), burkinischer Diplomat
- K’inich Ahkal Mo’ Nahb III. (* 678), Herrscher der Maya-Stadt Palenque (721–nach 736)
- K’inich Janaab Pakal I. (603–683), Herrscher der Maya-Stadt Palenque (615–683)
- K'inich Janaab Pakal II., Herrscher der Maya-Stadt Palenque (um 742)
- K’inich Kan Bahlam II. (635–702), Herrscher der Maya-Stadt Palenque (684–702)
- K'inich Kan Bahlam III., Herrscher der Maya-Stadt Palenque (um 751)
- K’inich K’an Joy Chitam II. (* 644), Herrscher der Maya-Stadt Palenque (702–etwa 711)
- K'inich K'uk' Bahlam II., Herrscher der Maya-Stadt Palenque (764–nach 783)
- Kinigadner, Heinz (* 1960), österreichischer Motocross-FahrerHeinz Kinigadner (* 1960)

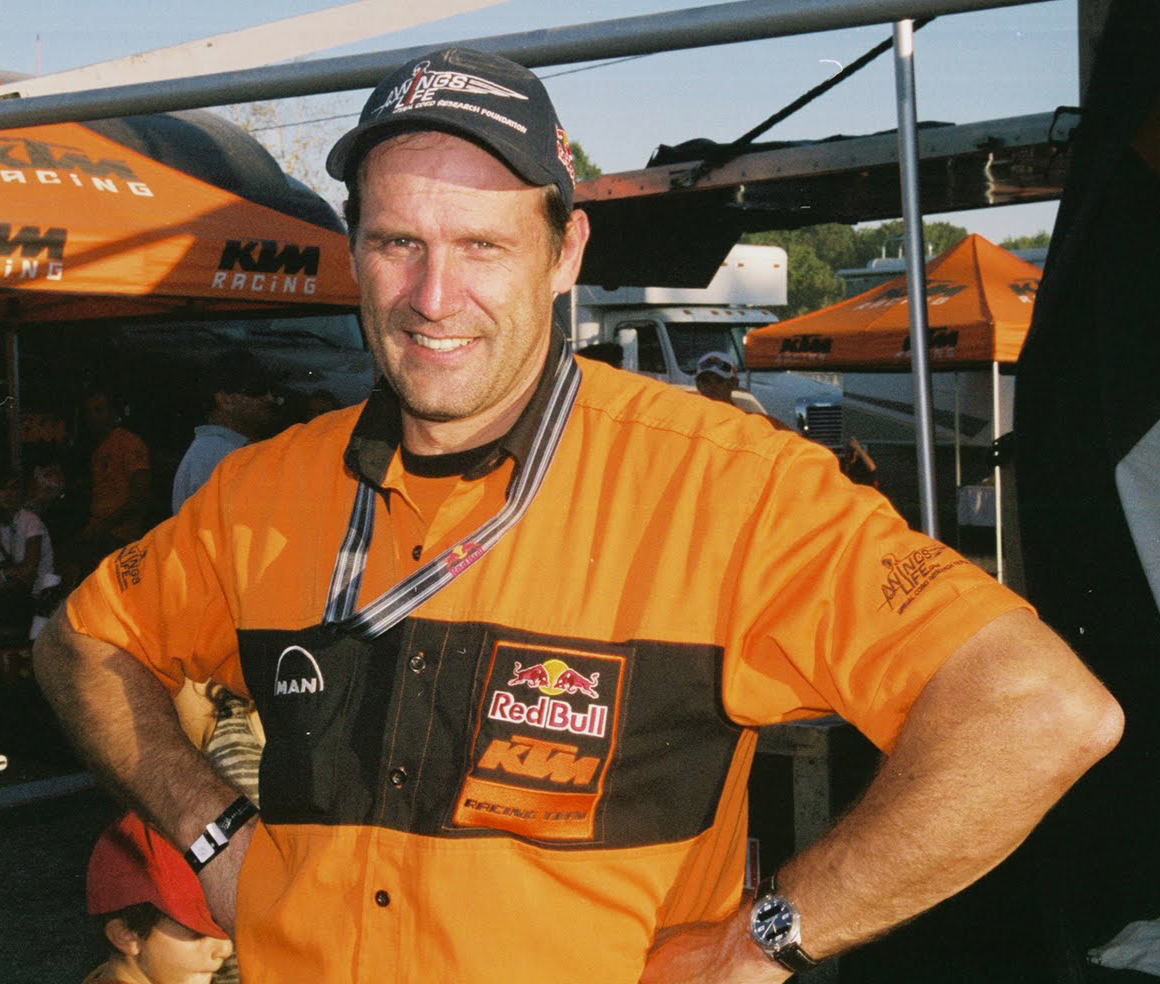
Heinz Kinigadner (* 1960)

- Kinigi, Sylvie (* 1953), burundische Politikerin, Premierministerin von Burundi
- Kininger, Josefine (1895–1983), österreichische Leichtathletik-Pionierin in Innsbruck
- Kininger, Vinzenz Georg (1767–1851), österreichischer Porträt- und Miniaturmaler, Kupferstecher und Lithograph
- Kiniorski, Włodzimierz (* 1952), polnischer Jazzmusiker (Saxophone, Ney, Perkussion, Gesang) und Komponist
- Kinison, Sam (1953–1992), US-amerikanischer Komiker und SchauspielerSam Kinison (1953–1992)

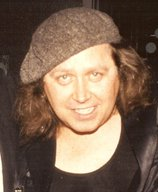
Sam Kinison (1953–1992)

- Kinitz, Horst (* 1936), deutscher Politiker
- Kinizsi, Pál († 1494), ungarischer Feldherr

### Kinj
- Kinjakin, Sergei (* 1961), sowjetischer Ruderer
- Kinjapina, Nina Stepanowna (1920–2003), sowjetisch-russische Historikerin und Hochschullehrerin
- Kinjō, Christopher Tatsuki (* 1993), japanischer Fußballspieler
- Kinjo, Hiroshi (1919–2013), japanischer Karateka
- Kinjō, Justin Toshiki (* 1997), japanisch-US-amerikanischer Fußballspieler

### Kink
- Kink, Franz (1790–1862), österreichischer Pionier in der Zementerzeugung
- Kink, Georg (* 1949), deutscher Eishockeytrainer
- Kink, George (* 1982), deutscher Eishockeyspieler
- Kink, Josef (* 1953), deutscher Eishockeyspieler
- Kink, Julia (* 2004), deutsche Biathletin
- Kink, Julius Ritter von (1848–1909), österreichischer Unternehmer und Politiker
- Kink, Marcus (* 1985), deutscher Eishockeyspieler
- Kink, Martin von (1800–1877), österreichischer Bautechniker
- Kink, Rudolf (1822–1864), österreichischer Verwaltungsbeamter und Historiker
- Kink, Tarmo (* 1985), estnischer Fußballspieler
- Kinkade, David (* 1983), US-amerikanischer Schlagzeuger
- Kinkade, Richard P. (1939–2020), US-amerikanischer Romanist
- Kinkade, Thomas (1958–2012), US-amerikanischer MalerThomas Kinkade (1958–2012)

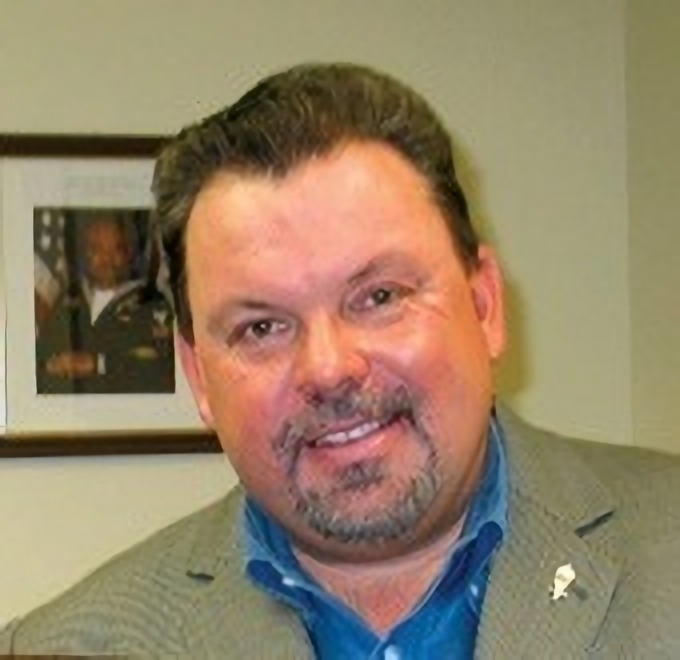
Thomas Kinkade (1958–2012)

- Kinkaid, Keith (* 1989), US-amerikanischer Eishockeytorwart
- Kinkaid, Moses P. (1856–1922), US-amerikanischer Politiker
- Kinkaid, Thomas C. (1888–1972), Admiral der US Navy
- Kinkead, Eugene F. (1876–1960), US-amerikanischer Politiker
- Kinkead, John Henry (1826–1904), US-amerikanischer Politiker
- Kinkead, Maeve (* 1946), US-amerikanische Schauspielerin
- Kinkel, Frank (* 1973), deutscher Fußballspieler
- Kinkel, Gottfried (1815–1882), deutscher Theologe, Schriftsteller und Politiker
- Kinkel, Gottfried (1844–1891), deutscher Klassischer Philologe
- Kinkel, Gottfried (1871–1932), deutscher Politiker (SPD, USPD), MdL Württemberg
- Kinkel, Hans (1909–1991), deutscher Dichterarzt
- Kinkel, Johann († 1503), Ratsherr der Hansestadt Lübeck
- Kinkel, Johanna (1810–1858), deutsche Komponistin und Schriftstellerin
- Kinkel, Juliane (1892–1986), deutsche Widerstandskämpferin gegen den Nationalsozialismus
- Kinkel, Kaya (* 1987), deutsche Politikerin (Bündnis 90/Die Grünen), MdL
- Kinkel, Klaus (1936–2019), deutscher Politiker (FDP), MdB und JuristKlaus Kinkel (1936–2019)

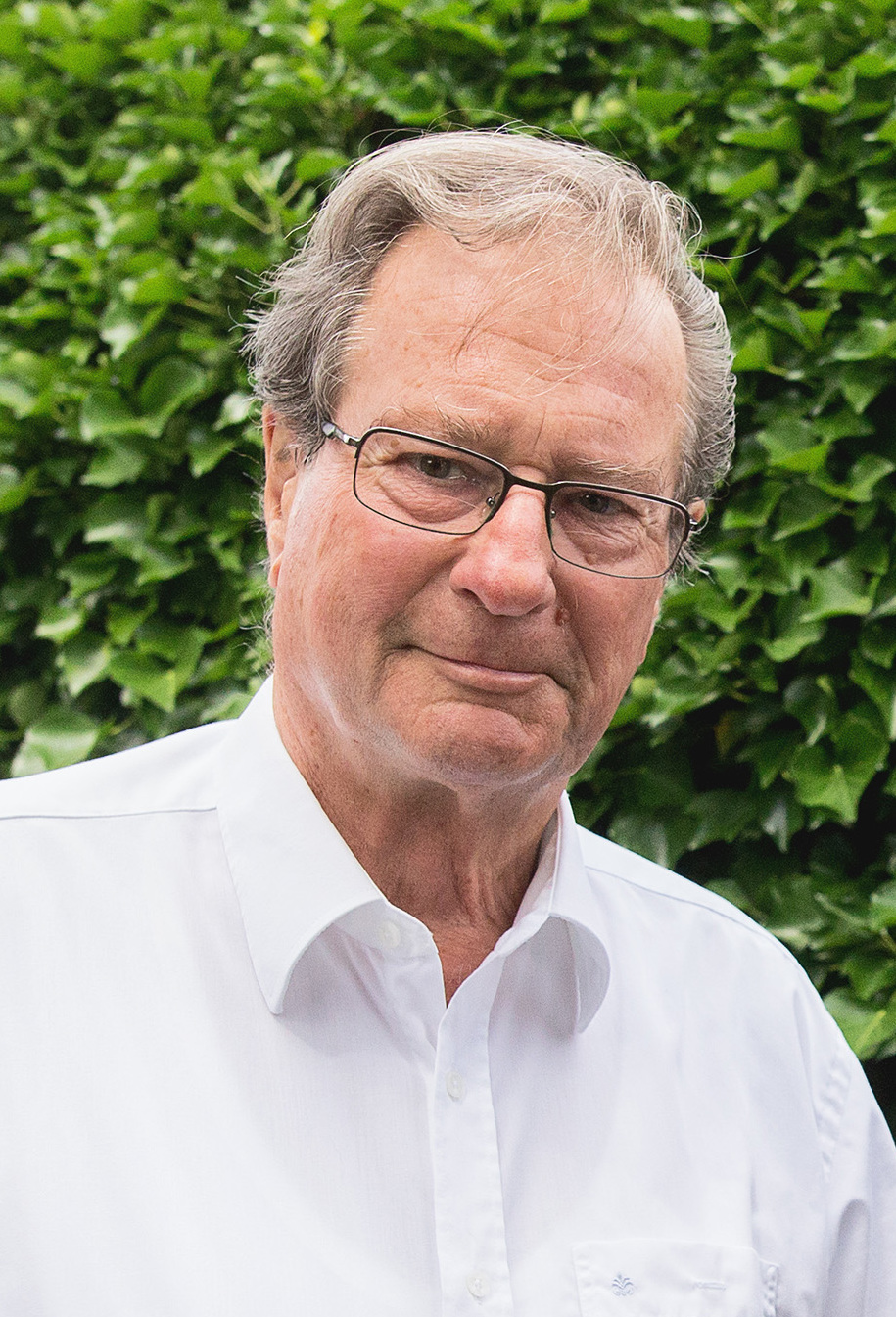
Klaus Kinkel (1936–2019)

- Kinkel, Ludwig (1826–1905), deutscher Bürgermeister und Mitglied des Provinziallandtages der Provinz Hessen-Nassau
- Kinkel, Martin (* 1964), deutscher Fernsehregisseur
- Kinkel, Michael (* 1950), deutscher Schauspieler
- Kinkel, Tanja (* 1969), deutsche Schriftstellerin
- Kinkeldey, Hans, deutscher Braumeister
- Kinkeldey, Horst (1956–2021), deutscher Fußballspieler
- Kinkele, Friedrich A. (1949–2012), deutscher Unternehmer
- Kinkele, Hermann (1892–1956), Bürgermeister, Katholik und Pazifist
- Kinkelin, Georg Friedrich (1836–1913), deutscher Geologe und Paläontologe
- Kinkelin, Hermann (1832–1913), Schweizer Mathematiker und Politiker
- Kinkelin, Wilhelm (1896–1990), deutscher Arzt und Nationalsozialist, SS-Brigadeführer
- Kinkladse, Giorgi (* 1973), georgischer FußballspielerGiorgi Kinkladse (* 1973)

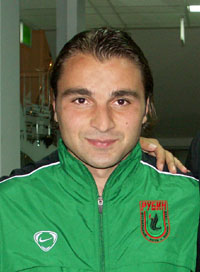
Giorgi Kinkladse (* 1973)

### Kinl
- Kinlaw, Javon (* 1997), trinidadischer American-Football-Spieler
- Kinley, Myron (1896–1978), US-amerikanischer Feuerwehrmann
- Kınlı, Osman Berk (* 1995), türkischer Fußballspieler
- Kinloch, Francis (1755–1826), US-amerikanischer Politiker
- Kinloch, Joe (* 1864), schottischer Fußballspieler

### Kinm
- Kinman, Seth (1815–1888), kalifornischer Jäger
- Kinmont, Ben (* 1963), US-amerikanischer Konzeptkünstler
- Kinmont, Jill (1936–2012), US-amerikanische Skirennläuferin
- Kinmont, Kathleen (* 1965), US-amerikanische Schauspielerin

### Kinn
- Kinn, Gustav (1895–1978), schwedischer Marathonläufer
- Kinna, Ruth, britische Politikwissenschaftlerin
- Kinnaird, Arthur, 10. Lord Kinnaird (1814–1887), britischer Politiker und Bankier
- Kinnaird, Arthur, 11. Lord Kinnaird (1847–1923), britischer Peer, Bankier und Fußballer
- Kinnaird, Eleanor (* 1931), US-amerikanische Politikerin der Demokratischen Partei
- Kinnaird, Mary Jane (1816–1888), englische Philanthropin und Mitbegründerin der Young Women’s Christian Association
- Kinnaman, Joel (* 1979), schwedischer SchauspielerJoel Kinnaman (* 1979)

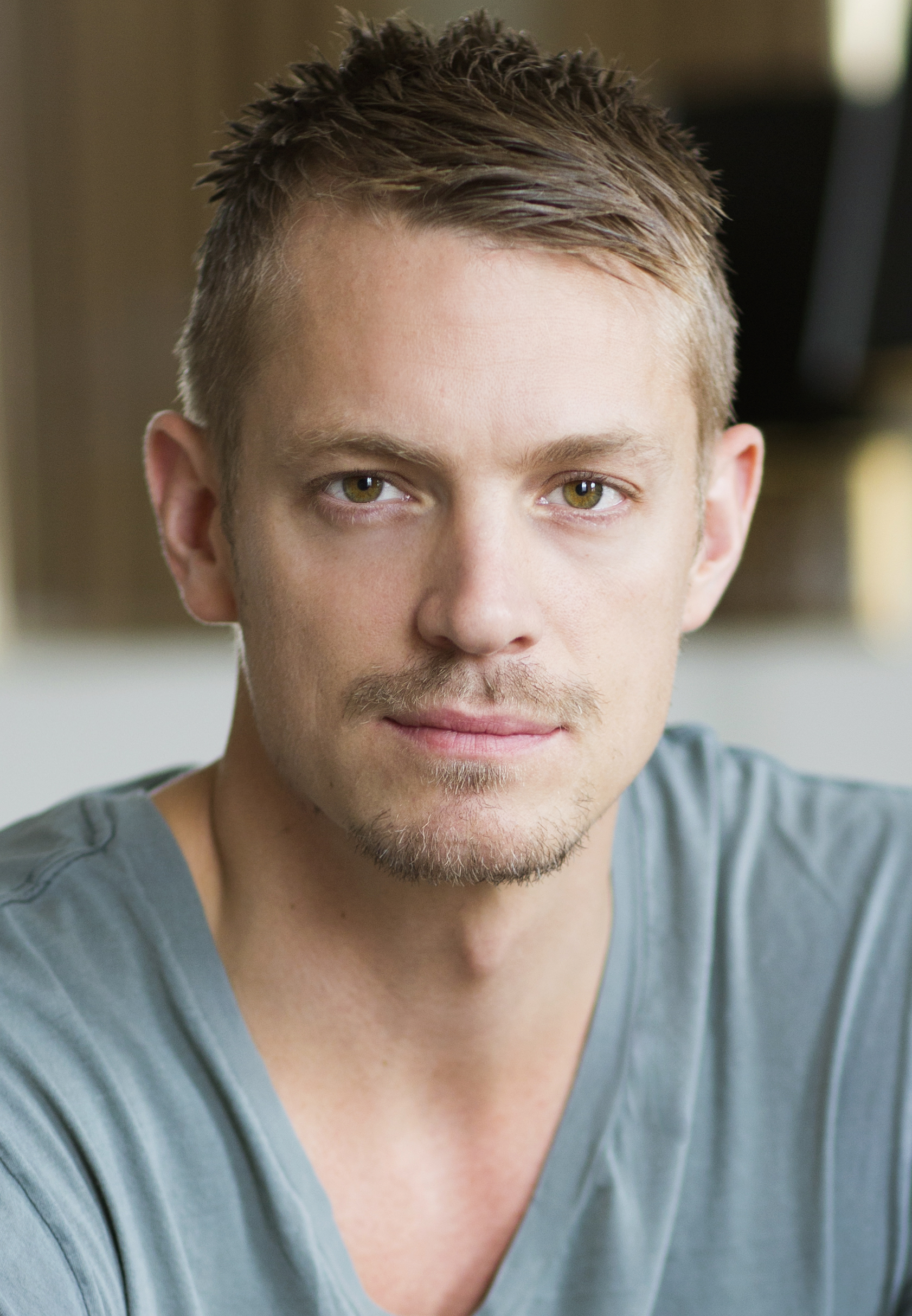
Joel Kinnaman (* 1979)

- Kinnaman, Melanie (* 1953), US-amerikanische Tänzerin und Schauspielerin
- Kinnan Rawlings, Marjorie (1896–1953), amerikanische Autorin und Pulitzer-Preisträgerin
- Kinnard, George L. (1803–1836), US-amerikanischer Politiker
- Kinnard, Harry W. O. (1915–2009), US-amerikanischer Offizier, Generalleutnant der US-Army
- Kinnari, Arve (* 1943), finnischer Biathlet
- Kinne, Hans-Jürgen (* 1955), deutscher Fußballspieler
- Kinne, Hugo (1882–1948), deutscher Jurist und Rechtsanwalt, Oberbürgermeister von Frankfurt (Oder) (1925–1933)
- Kinne, Otto (1923–2015), deutscher Meeresbiologe und Hochschullehrer
- Kinne, Peter (* 1955), deutscher Sachbuchautor
- Kinne, Thomas (* 1961), deutsche FernsehpersönlichkeitThomas Kinne (* 1961)

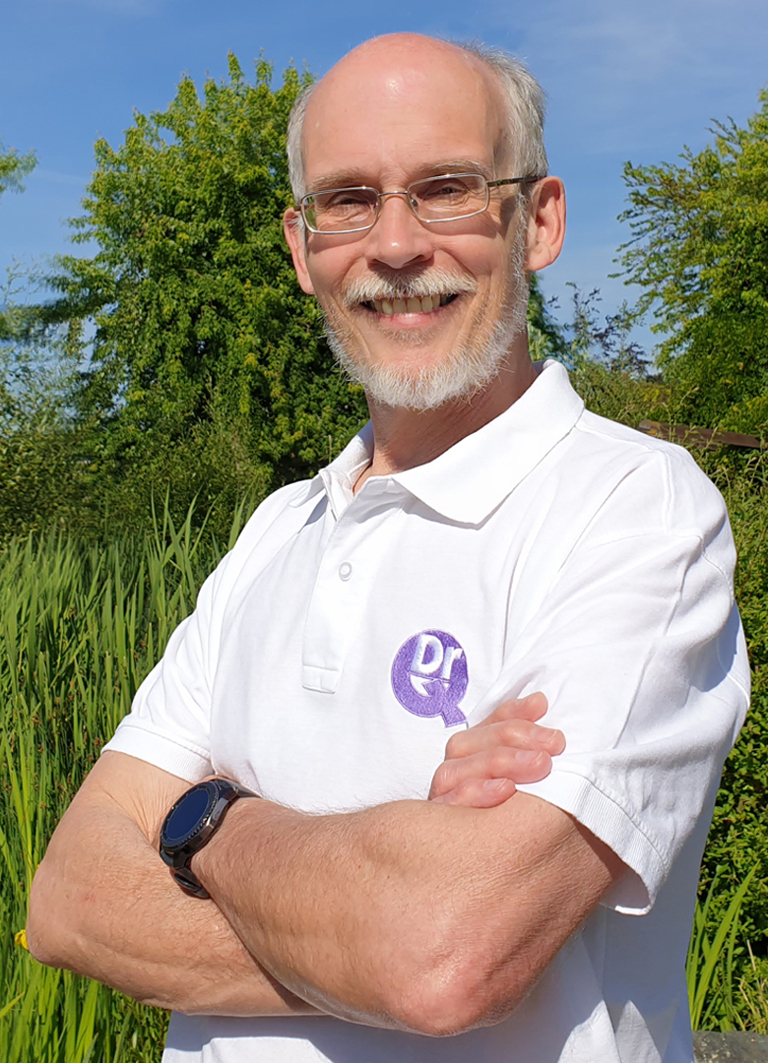
Thomas Kinne (* 1961)

- Kinne, W. B. (1874–1929), US-amerikanischer Politiker
- Kinnear, Dominic (* 1967), US-amerikanischer Fußballspieler und -trainer
- Kinnear, Geordie (* 1973), kanadischer Eishockeyspieler und -trainer
- Kinnear, Greg (* 1963), US-amerikanischer Schauspieler
- Kinnear, Joe (1946–2024), irischer Fußballspieler und -trainer
- Kinnear, Judith (* 1939), australische Genetikerin und Hochschullehrerin
- Kinnear, Kent (* 1966), US-amerikanischer Tennisspieler
- Kinnear, Lynn (1960–2024), britische Landschaftsarchitektin
- Kinnear, Norman Boyd (1882–1957), britischer Zoologe und Ornithologe
- Kinnear, Rory (* 1978), britischer Schauspieler
- Kinnear, Roy (1934–1988), britischer Schauspieler
- Kinnear, William (1880–1974), britischer Ruderer
- Kinnebrock, Susanne (* 1966), deutsche Kommunikationswissenschaftlerin
- Kinnegim, Irene (* 1975), niederländische Triathletin
- Kinneging, Andreas (* 1962), niederländischer Philosoph
- Kinneir, John Macdonald (1782–1830), britischer Diplomat
- Kinnell, Galway (1927–2014), US-amerikanischer Dichter und Literaturprofessur
- Kinnell, Murray (1889–1954), britischer Schauspieler
- Kinnen, Frantz (1905–1979), luxemburgischer bildender Künstler
- Kinner, Julius (1837–1894), österreichischer Buchbinder und Gastwirt
- Kinner, Klaus (* 1946), deutscher Historiker
- Kinner, Samuel, deutscher Kirchenlieddichter
- Kinnersley, Ebenezer (1711–1778), US-amerikanischer Forscher; Mitentdecker der Elektrizität
- Kinnert, Diana (* 1991), deutsche Politikerin (CDU), Unternehmerin und PublizistinDiana Kinnert (* 1991)

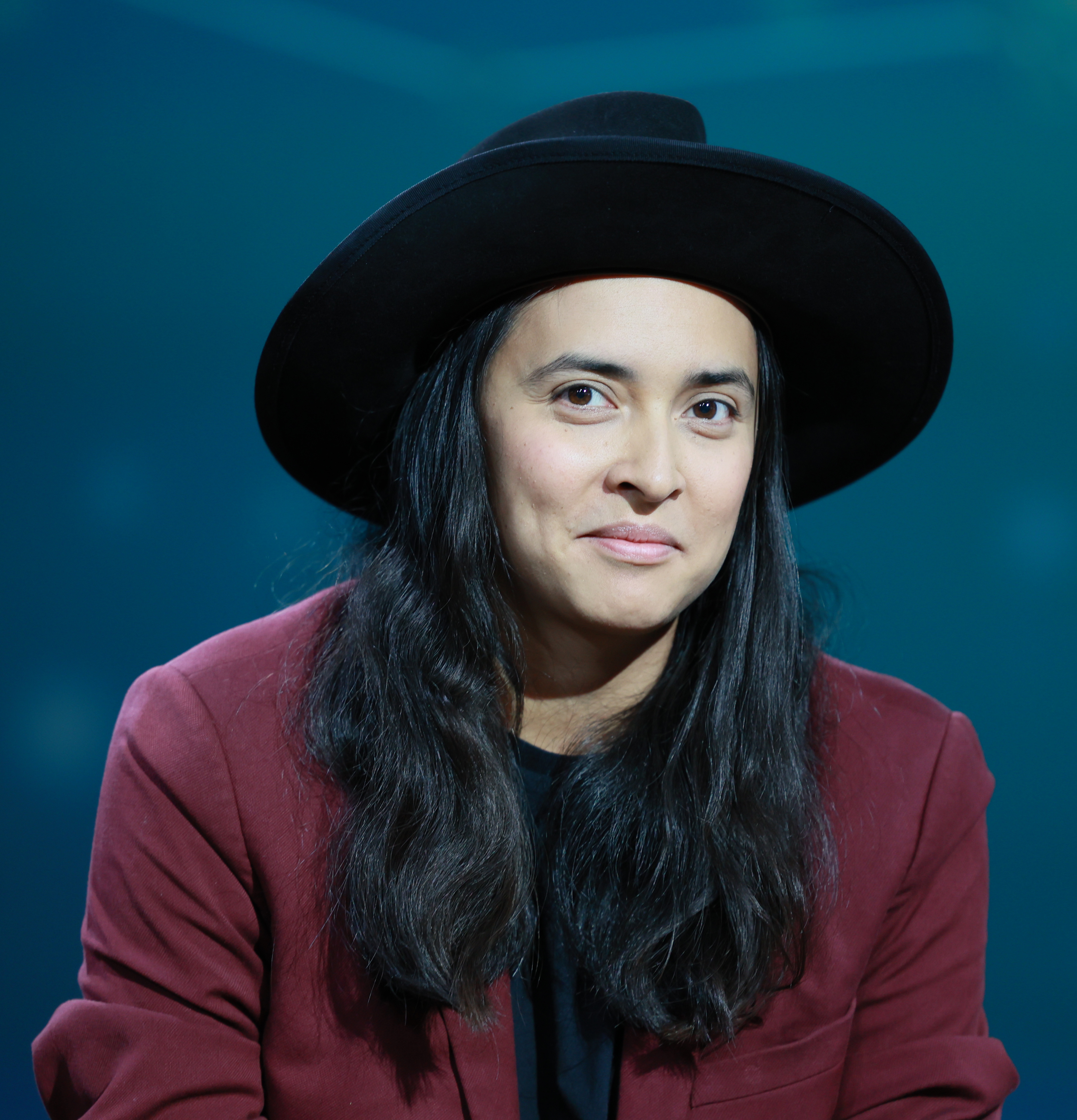
Diana Kinnert (* 1991)

- Kinnerus, Johan (1705–1759), schwedischer Maler
- Kinnesson, Ulf (* 1959), schwedischer Badmintonspieler
- Kinney, Andre Jamal (* 1989), US-amerikanischer Schauspieler mit afrikanischer Herkunft
- Kinney, Chandler (* 2000), US-amerikanische Schauspielerin, Kinderdarstellerin und Tänzerin
- Kinney, Charles (1850–1918), US-amerikanischer Drucker, Händler und Politiker
- Kinney, Dick (1916–1985), US-amerikanischer Trickfilm- und Comic-Autor
- Kinney, Emily (* 1985), US-amerikanische Schauspielerin und Sängerin
- Kinney, Fern (* 1949), US-amerikanische R&B- und Popsängerin
- Kinney, Jeff (* 1971), US-amerikanischer Spieleentwickler und Kinderbuchautor
- Kinney, John F. (1816–1902), US-amerikanischer Jurist und Politiker
- Kinney, John Francis (1937–2019), US-amerikanischer Geistlicher, römisch-katholischer Bischof von Saint Cloud
- Kinney, Kathy (* 1954), US-amerikanische Schauspielerin
- Kinney, Nigel (* 1985), US-amerikanischer Biathlet
- Kinney, Sean (* 1966), US-amerikanischer Schlagzeuger
- Kinney, Sheldon (1918–2004), US-amerikanischer Konteradmiral der US Navy
- Kinney, Taylor (* 1981), US-amerikanischer Schauspieler und ModelTaylor Kinney (* 1981)

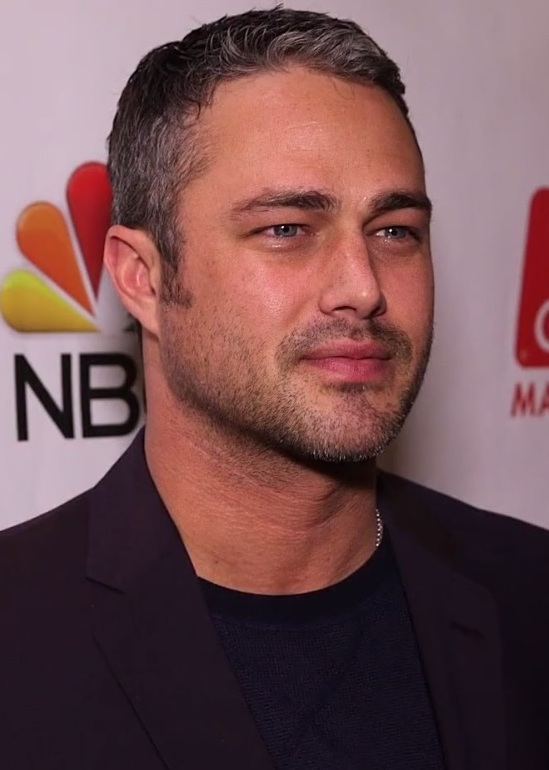
Taylor Kinney (* 1981)

- Kinney, Terry (* 1954), US-amerikanischer Schauspieler
- Kinney, Thomas (1868–1912), US-amerikanischer Gangsterboss
- Kinney, William (1781–1843), US-amerikanischer Politiker
- Kinney, William R. (1863–1928), US-amerikanischer Politiker
- Kinnick, Nile (1918–1943), US-amerikanischer Footballspieler
- Kinnigkeit, Friedrich (1920–1998), deutscher Politiker (SPD), MdL
- Kinninmonth, John, schottischer Geistlicher
- Kinnock, Glenys, Baroness Kinnock of Holyhead (1944–2023), britische Politikerin (Labour Party), MdEP
- Kinnock, Neil (* 1942), britischer PolitikerNeil Kinnock (* 1942)

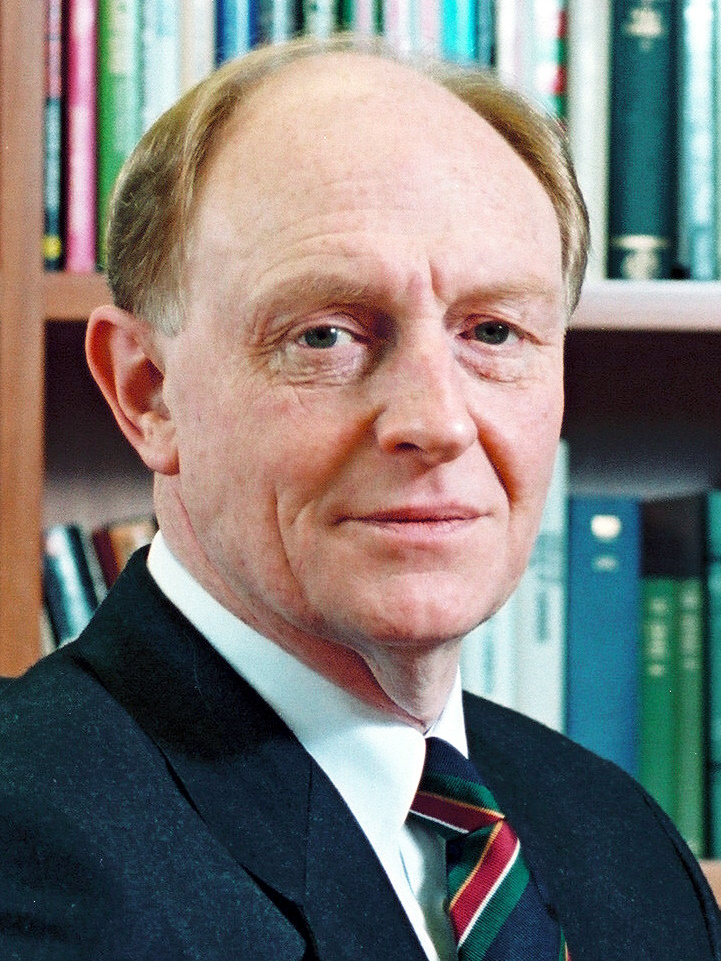
Neil Kinnock (* 1942)

- Kinnock, Stephen (* 1970), britischer Politiker (Labour Party)
- Kinnon, Jimmy (1911–1985), US-amerikanischer Gründer von Narcotics Anonymous
- Kinnunen, Armas (1900–1964), finnischer Mittelstrecken-, Langstrecken- und Hindernisläufer
- Kinnunen, Heikki (* 1946), finnischer Schauspieler
- Kinnunen, Jarkko (* 1984), finnischer Leichtathlet
- Kinnunen, Jorma (1941–2019), finnischer Speerwerfer
- Kinnunen, Jouni (* 1983), finnischer Biathlet
- Kinnunen, Kimmo (* 1968), finnischer Leichtathlet
- Kinnunen, Laila (1939–2000), finnische Sängerin
- Kinnunen, Leo (1943–2017), finnischer AutorennfahrerLeo Kinnunen (1943–2017)

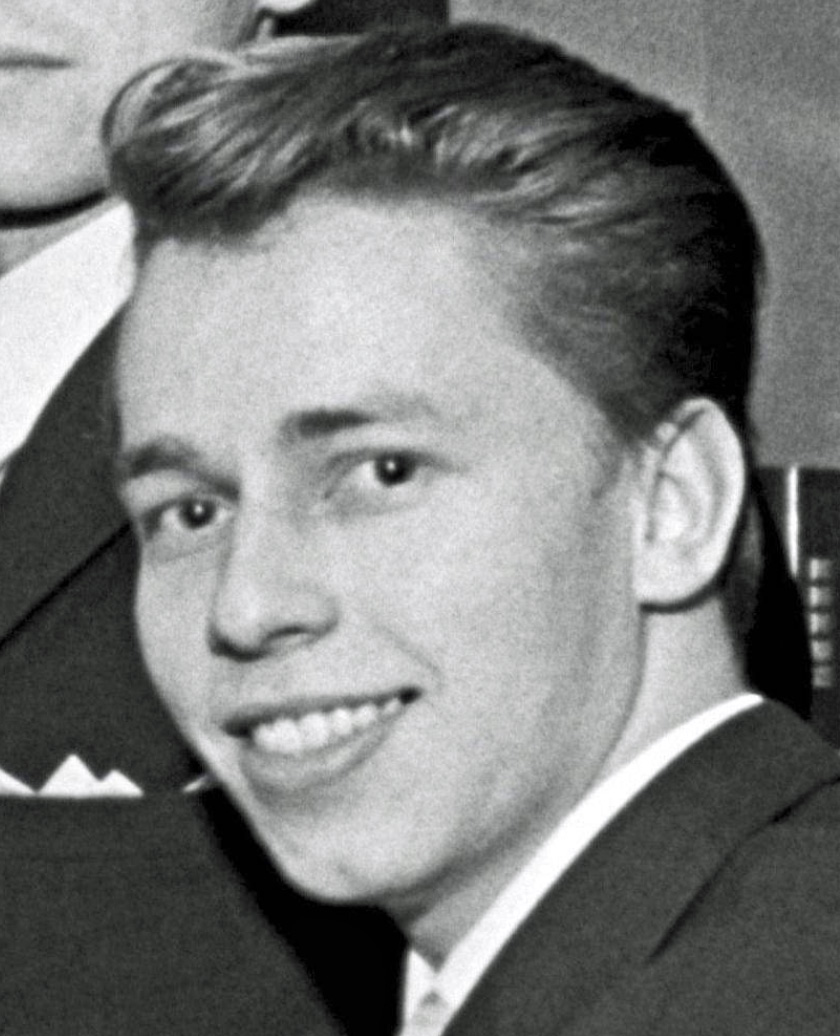
Leo Kinnunen (1943–2017)

- Kinnunen, Nastassja (* 1985), finnisch-belarussische Biathletin und Skilangläuferin
- Kinnunen, Santeri (* 1969), finnischer Schauspieler
- Kinnvall, Jan-Olov (* 1960), schwedischer Fußballspieler

### Kino
- Kino, Eusebio Francisco (1645–1711), Südtiroler Jesuitenmissionar, Kartograph und Astronom in Lateinamerika
- Kino, Kitty (* 1948), österreichische Regisseurin, Drehbuchautorin, Autorin und Fotografin
- Kinokuniya, Bunzaemon (1660–1734), japanischer Unternehmer
- Kinold, Joseph Wenzel (1871–1952), deutscher Apostolischer Administrator des Bistums Sapporo
- Kinold, Klaus (1939–2021), deutscher Architekturfotograf
- Kinon, Ferdinand (1867–1919), deutscher Glas- und Spiegelfabrikant
- Kinono, Phillip (* 1997), marshallischer Schwimmer
- Kinoshi, Cassie (* 1993), britische Jazzmusikerin (Saxophon, Komposition)
- Kinoshita, Alicia (* 1967), japanische Seglerin
- Kinoshita, Chōshōshi (1569–1649), japanischer Samurai und Waka-Dichter
- Kinoshita, Hayu (* 2006), japanische Tennisspielerin
- Kinoshita, Iwao (1894–1980), japanischer Shintō-Priester, Übersetzer und Kojiki-Forscher
- Kinoshita, Jun’an (1621–1699), japanischer Philosoph
- Kinoshita, Junji (1914–2006), japanischer Schriftsteller
- Kinoshita, Keisuke (1912–1998), japanischer Filmregisseur, Drehbuchautor und Filmproduzent
- Kinoshita, Kōsuke (* 1994), japanischer Fußballspieler
- Kinoshita, Masaki (* 1989), japanischer Fußballspieler
- Kinoshita, Miho (* 1976), japanische Fußballspielerin
- Kinoshita, Mokutarō (1885–1945), japanischer Schriftsteller und Arzt
- Kinoshita, Naoe (1869–1937), japanischer Schriftsteller und Journalist
- Kinoshita, Rigen (1886–1925), japanischer Lyriker
- Kinoshita, Sakura, japanische Autorin und Zeichnerin, Mangaka
- Kinoshita, Shinnosuke (* 2004), japanischer Fußballspieler
- Kinoshita, Suchan (* 1960), japanische Künstlerin
- Kinoshita, Takaaki (* 1993), japanischer Fußballspieler
- Kinoshita, Takafumi (1779–1821), japanischer Waka-Poet
- Kinoshita, Tōichirō (1925–2023), japanischer Physiker
- Kinoshita, Yoshiaki (* 1990), japanischer Fußballspieler
- Kinoshita, Yūka (* 1985), japanische YouTuberin und Wettesserin
- Kinouchi, Yoshi (1892–1970), japanischer Bildhauer
- Kinow, Iwan (1893–1967), bulgarischer Politiker und Generaloberst

### Kinr
- Kinrade, Geoff (* 1985), kanadischer Eishockeyspieler

### Kins
- Kinsbergen, Andries (1926–2016), belgischer Jurist und Politiker
- Kinsbergen, Jan (* 1967), Schweizer Architekt
- Kinsbergen, Jan Hendrik van (1735–1819), niederländischer Admiral
- Kinsch, Nicolas (1904–1973), luxemburgischer Priester, Erzbischof von Kisangani
- Kinscherf, Valentin (1793–1857), deutscher Politiker, MdL Großherzogtum Hessen
- Kinseher, Luise (* 1969), deutsche Kabarettistin und SchauspielerinLuise Kinseher (* 1969)

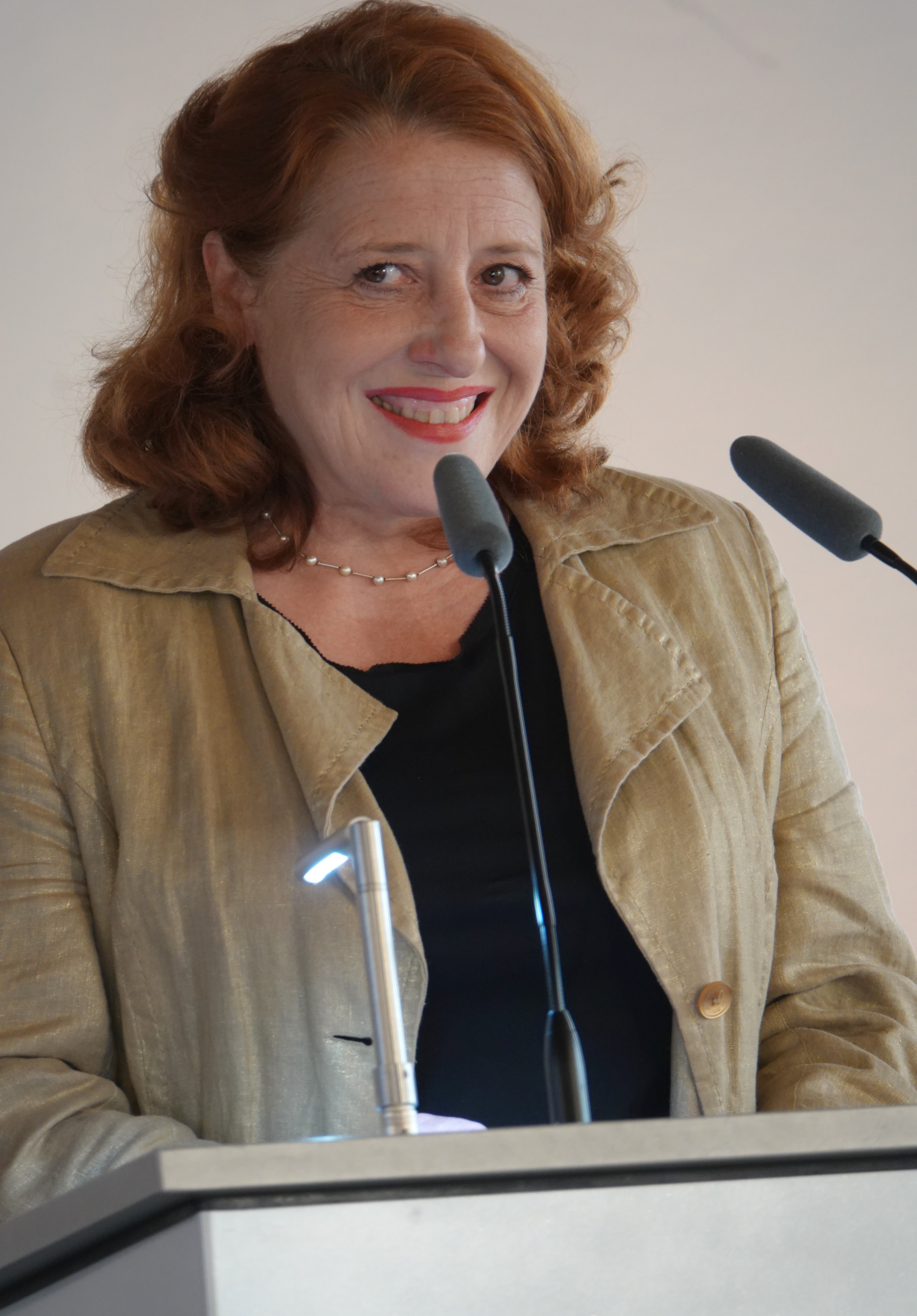
Luise Kinseher (* 1969)

- Kinsella, John (1932–2021), irischer Komponist
- Kinsella, John (* 1952), US-amerikanischer Schwimmer
- Kinsella, Lauren (* 1983), irische Jazz- und Improvisationsmusikerin (Gesang, Komposition)
- Kinsella, Lewis (* 1994), englischer Fußballspieler
- Kinsella, Mark (* 1972), irischer Fußballspieler und -trainer
- Kinsella, Mike (* 1977), US-amerikanischer Emo- und Indierock-Musiker
- Kinsella, Nate (* 1980), US-amerikanischer Emo-Musiker
- Kinsella, Sophie (* 1969), britische Autorin
- Kinsella, Thomas (1832–1884), US-amerikanischer Politiker
- Kinsella, Thomas (1928–2021), irischer Schriftsteller, Dichter, Übersetzer und Verleger
- Kinsella, Tim (* 1974), US-amerikanischer Emo- und Indierock-Musiker
- Kinsey, Alfred Charles (1894–1956), US-amerikanischer Sexualforscher und Hochschullehrer
- Kinsey, Angela (* 1971), US-amerikanische Schauspielerin
- Kinsey, Big Daddy (1927–2001), US-amerikanischer Bluesgitarrist, Mundharmonikaspieler und Sänger
- Kinsey, Charles (1773–1849), US-amerikanischer Politiker
- Kinsey, Daniel (1902–1970), US-amerikanischer Leichtathlet
- Kinsey, Erika (* 1988), schwedische Hochspringerin
- Kinsey, James (1731–1803), britisch-amerikanischer Jurist und Politiker
- Kinsey, Lance (* 1954), kanadischer Schauspieler und DrehbuchautorLance Kinsey (* 1954)

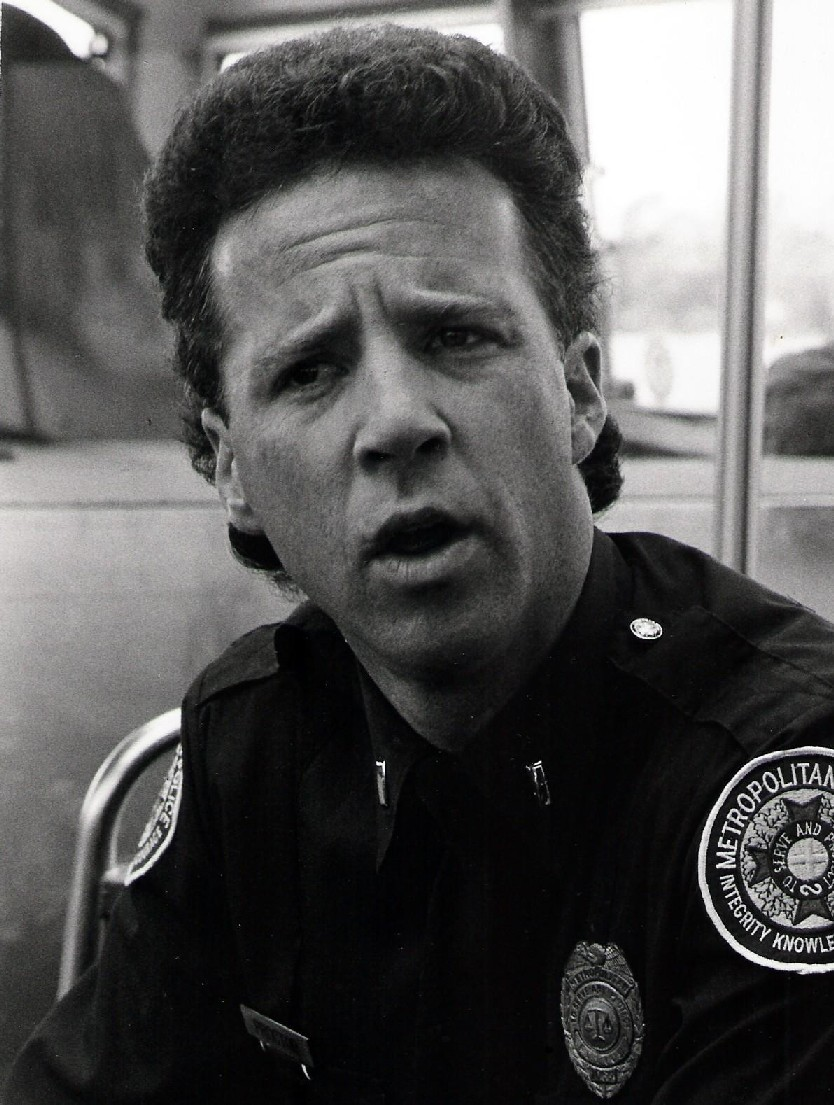
Lance Kinsey (* 1954)

- Kinsey, Sam, US-amerikanischer Schauspieler
- Kinsey, Tony (1927–2025), britischer Jazz-Schlagzeuger, Bandleader und Komponist
- Kinsey, V. Everett (1909–1978), US-amerikanischer Augen-Forscher und Biologe
- Kinsey, William Medcalf (1846–1931), US-amerikanischer Politiker
- Kinshofer, Christa (* 1961), deutsche Skirennläuferin
- Kinshofer, Toni (1934–1964), deutscher Bergsteiger und Wegbereiter
- Kinsinger, Etienne (* 1996), deutscher Ringer
- Kinskey, Leonid (1903–1998), russisch-US-amerikanischer Film- und Fernsehschauspieler
- Kinski und Tettau, Franz Friedrich von (1789–1845), preußischer Generalleutnant und Kommandant der Festung Jülich
- Kinski, Klaus (1926–1991), deutscher SchauspielerKlaus Kinski (1926–1991)

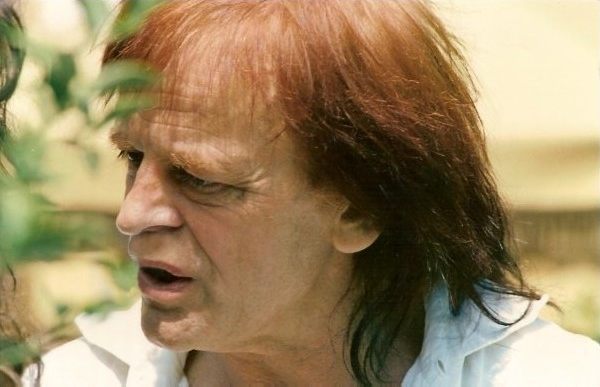
Klaus Kinski (1926–1991)

- Kinski, Michael (* 1962), deutscher Japanologe
- Kinski, Nastassja (* 1961), deutsche Schauspielerin
- Kinski, Nikolai (* 1976), US-amerikanischer Schauspieler
- Kinski, Pola (* 1952), deutsche Schauspielerin
- Kinski-Jones, Kenya (* 1993), US-amerikanisches Model
- Kinskofer, Lieselotte (* 1959), deutsche Autorin
- Kinsky von Wchinitz und Tettau, Ferdinand Bonaventura (1834–1904), böhmischer Adliger
- Kinsky von Wchinitz und Tettau, Franziska (1813–1881), durch Heirat Fürstin von Liechtenstein
- Kinsky von Wchinitz und Tettau, Philipp (1741–1827), österreichischer General und Kammerherr, böhmischer Adliger
- Kinsky von Wchinitz und Tettau, Rudolf (1802–1836), böhmischer Adliger und Regierungspräsident von Oberösterreich
- Kinsky von Wchinitz und Tettau, Wilhelm (1574–1634), böhmischer Staatsmann und Diplomat
- Kinsky, Andreas (* 1967), österreichischer Politiker (ÖVP), Landtagsabgeordneter in der Steiermark
- Kinský, Antonín (* 1975), tschechischer Fußballtorhüter
- Kinský, Antonín (* 2003), tschechischer Fußballspieler
- Kinsky, Arv (* 2005), deutscher Handballspieler
- Kinsky, Christian von (1822–1894), Reichsratsabgeordneter und Landmarschall von Niederösterreich
- Kinsky, Esther (* 1956), deutsche Autorin und ÜbersetzerinEsther Kinsky (* 1956)

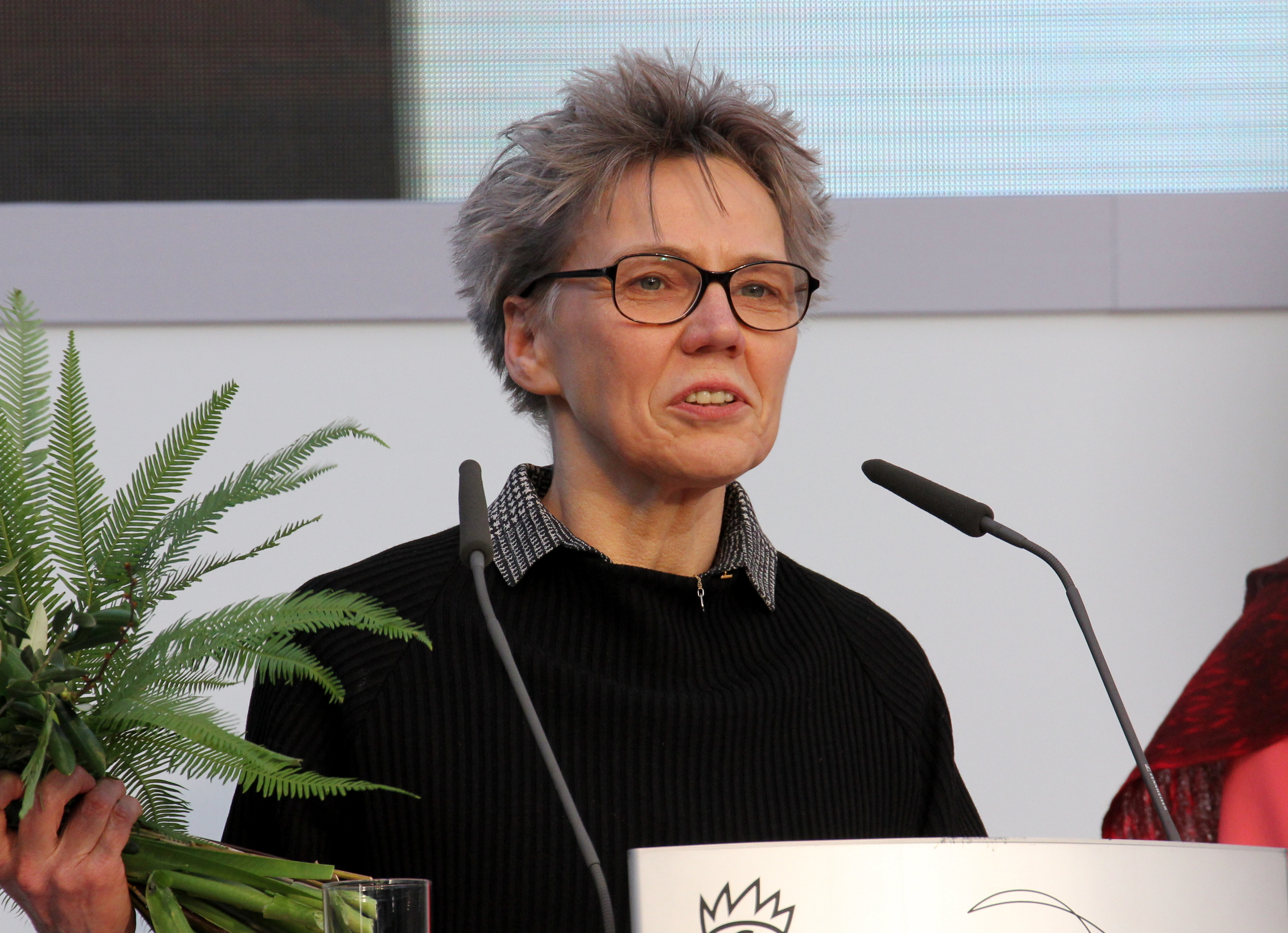
Esther Kinsky (* 1956)

- Kinsky, Eva (1945–2000), österreichische Schauspielerin und Synchronsprecherin
- Kinsky, Ferdinand Graf (1934–2020), deutscher Politikwissenschaftler
- Kinsky, Ferdinand von (1781–1812), böhmischer Adeliger und österreichischer Offizier
- Kinský, František Oldřich (1936–2009), tschechischer Adliger
- Kinsky, Franz de Paula III. Reichsfürst (1726–1792), Adeliger und kaiserlicher Feldmarschall der österreichischen Armee
- Kinsky, Franz Ferdinand (1678–1741), Diplomat und Staatsmann, Oberstkanzler in Böhmen und Stammvater der gräflichen Linie der Kinskys
- Kinsky, Franz Joseph (1739–1805), österreichischer Feldzeugmeister und Direktor der Theresianischen Militärakademie
- Kinsky, Franz Ulrich (1634–1699), böhmisch-österreichischer Diplomat und Staatsmann
- Kinsky, Georg (1882–1951), deutscher Musikwissenschaftler
- Kinsky, Hans (1937–2004), österreichischer Politiker (ÖVP), Landtagsabgeordneter der Steiermark
- Kinsky, Joseph von (1736–1804), kaiserlicher österreichischer Feldmarschall
- Kinsky, Karl (1766–1831), böhmischer Adliger, k. k. Kämmerer, Generalmajor
- Kinsky, Karl-Maria (1955–2021), österreichischer Schauspieler, Kabarettist, Autor und Sänger
- Kinsky, Margie (* 1958), italienische Schauspielerin und KabarettistinMargie Kinsky (* 1958)

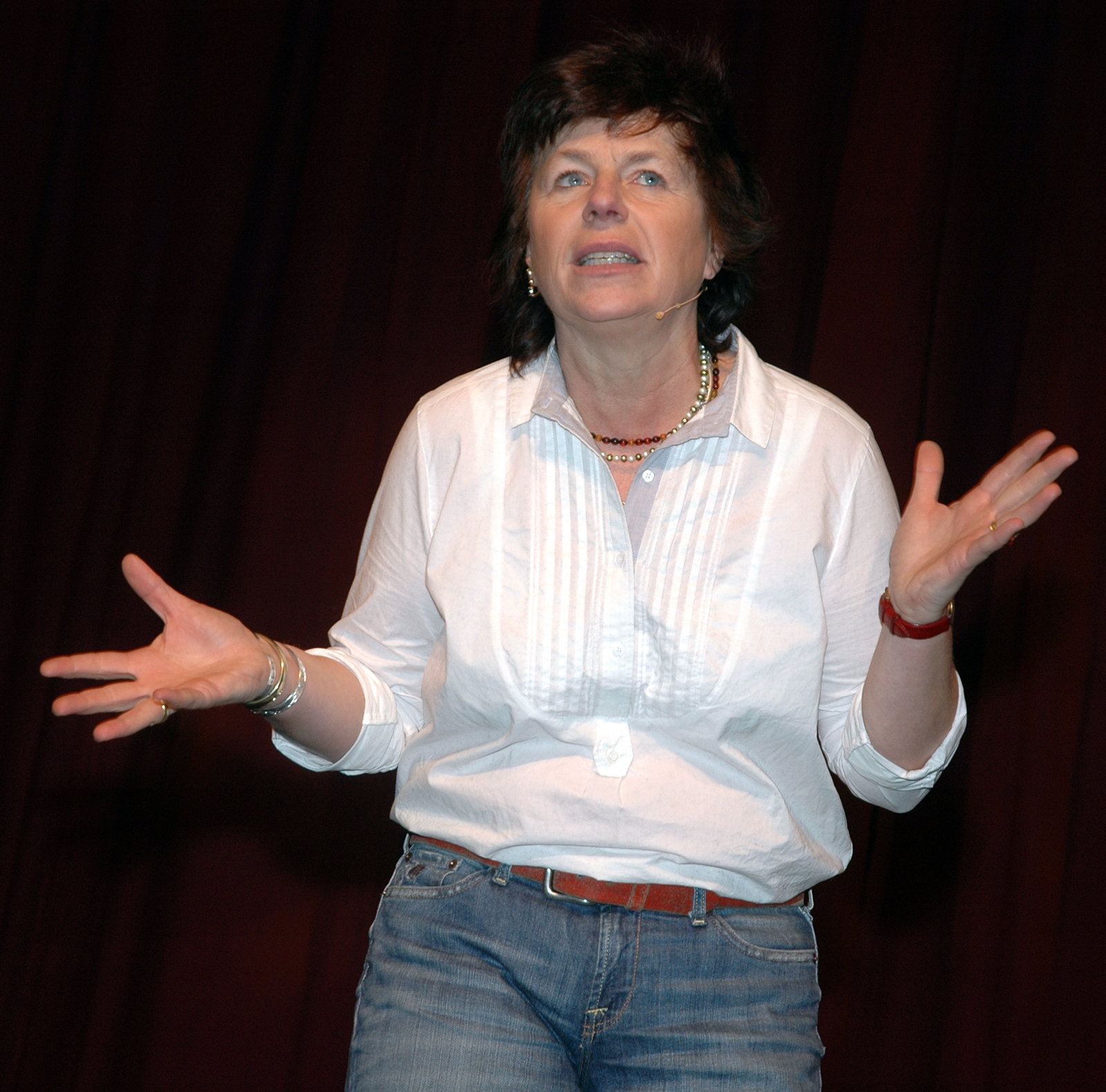
Margie Kinsky (* 1958)

- Kinsky, Nora (1888–1923), österreichische Adlige, Rot-Kreuz-Mitarbeiterin im Ersten Weltkrieg
- Kinsky, Octavian Joseph Graf (1813–1896), böhmischer Adliger
- Kinsky, Philipp Joseph (1700–1749), Diplomat und Staatsmann
- Kinsky, Roberto (1910–1977), argentinischer Dirigent
- Kinsky, Stephan Wilhelm (1679–1749), österreichischer Diplomat
- Kinsky, Ulrich († 1687), kursächsischer Generalwachtmeister
- Kinsky, Wenzel Norbert Octavian Graf (1642–1719), böhmischer Beamter
- Kinsky-Weinfurter, Gottfried (* 1958), österreichischer Komponist und Autor
- Kinsler, Jonathan (1929–2025), US-amerikanischer Schauspieler und Sänger
- Kinsley, Craig (1954–2016), amerikanischer Psychologe
- Kinsley, Martin (1754–1835), US-amerikanischer Politiker
- Kinsley, Nelson (1863–1945), US-amerikanischer Landschaftsmaler
- Kinsman, Brent (* 1997), US-amerikanischer Schauspieler
- Kinsman, Jeremy K.B. (* 1942), kanadischer Botschafter
- Kinsman, Shane (* 1997), US-amerikanischer Schauspieler
- Kinsolving, Lee (1938–1974), US-amerikanischer Schauspieler
- Kinsombi, Christian (* 1999), deutsch-kongolesischer Fußballspieler
- Kinsombi, David (* 1995), deutsch-kongolesischer FußballspielerDavid Kinsombi (* 1995)

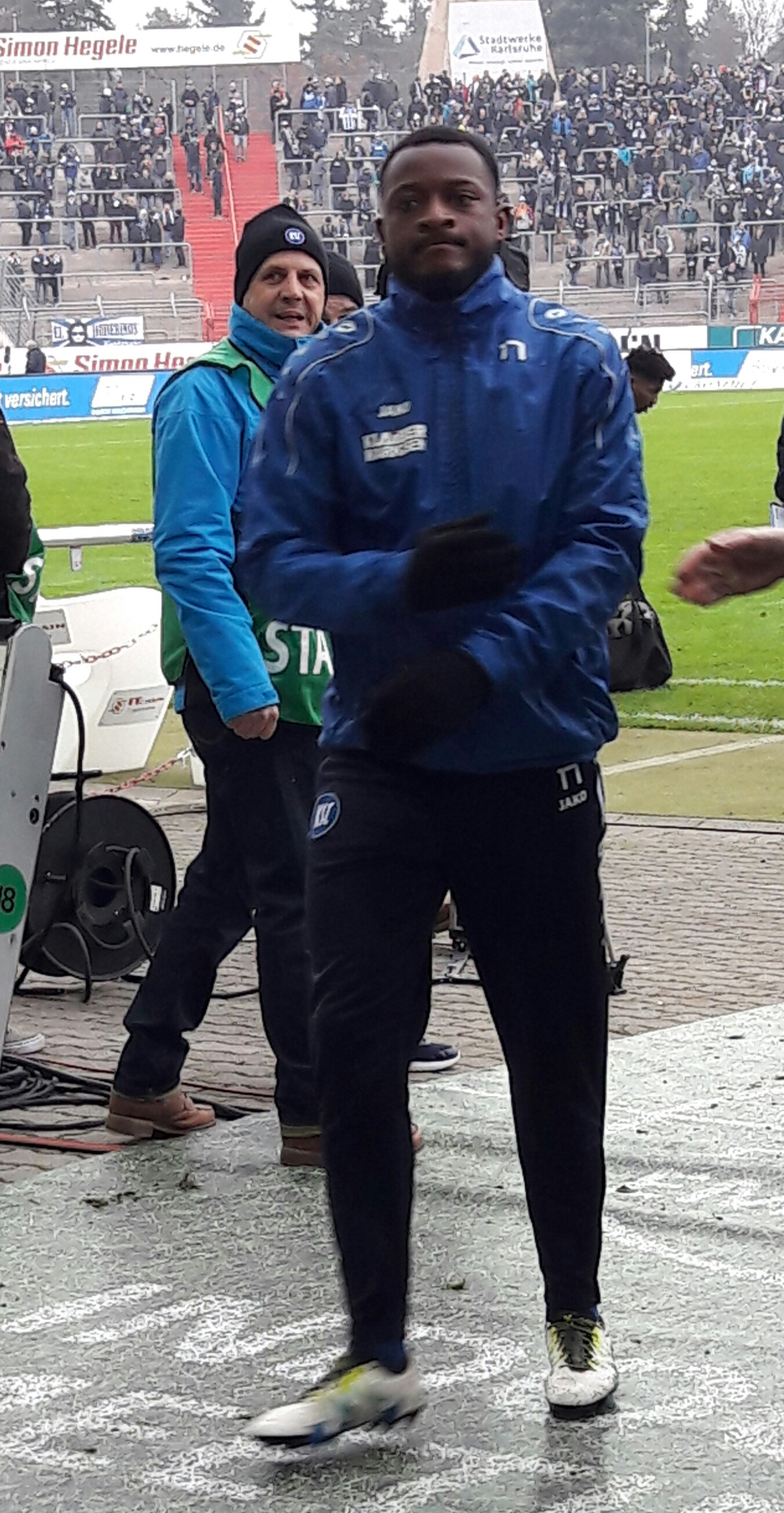
David Kinsombi (* 1995)

- Kinson, François-Josèphe (1771–1839), flämischer Maler
- Kinšt, Vladimír (* 1965), tschechoslowakischer Radrennfahrer
- Kinstner, Margarita (* 1976), österreichische Schriftstellerin
- Kinszki, Imre (1901–1945), ungarischer Fotograf, Opfer des Holocaust

### Kint
- Kint, Cor (1920–2002), niederländische Schwimmerin
- Kint, Marcel (1914–2002), belgischer Radsportler
- Kint, Tõnis (1896–1991), estnischer Politiker, Ministerpräsident der Estnischen Exilregierung (1970–1990)
- Kıntaş, Onur (* 1992), türkischer Fußballspieler
- Kinteh, Abubacarr Sedi (* 2006), gambischer Fußballspieler
- Kinteh, Landing, gambischer Jurist und Polizist
- Kinteh, Masaneh (* 1968), gambischer General und Diplomat
- Kinter, Maurus (1842–1928), österreichischer Archivar
- Kintgen, Peter (1884–1957), deutscher Lehrer und Kölner Mundartdichter
- Kintner, Jill (* 1981), US-amerikanische Radrennfahrerin
- Kintner, Paul (1946–2010), US-amerikanischer Geophysiker
- Kintop, Erwin (* 1995), deutscher Sänger
- Kintopf, Roger (* 1998), deutscher Jazzmusiker (Kontrabass, Komposition)
- Kintpuash († 1873), Häuptling der Modoc-Indianer
- Kintrup, Hans-Jürgen (1945–2013), deutscher Maler
- Kintsch, Walter (1932–2023), Psychologe und Hochschullehrer
- Kintscher, Horst (1925–1990), deutscher Hörfunkmoderator, Hörspielregisseur und Abteilungsleiter Unterhaltung beim RIAS Berlin
- Kintziger, Kim (* 1987), luxemburgischer Fußballspieler
- Kintzinger, Ernst (1901–1977), deutscher Politiker (parteilos), MdL
- Kintzinger, Martin (* 1959), deutscher Historiker
- Kintzlé, Fritz (1852–1908), luxemburgischer Eisenhüttenmann und Manager der deutschen Stahlindustrie

### Kinu
- Kinugasa, Hayao (1915–2007), japanischer Offizier des Kaiserlichen Heeres und der Selbstverteidigungskräfte
- Kinugasa, Sachio (1947–2018), japanischer Baseballspieler
- Kinugasa, Teinosuke (1896–1982), japanischer Filmregisseur
- Kinutani, Kōji (1943–2025), japanischer Maler im Yōga-StilKōji Kinutani (1943–2025)

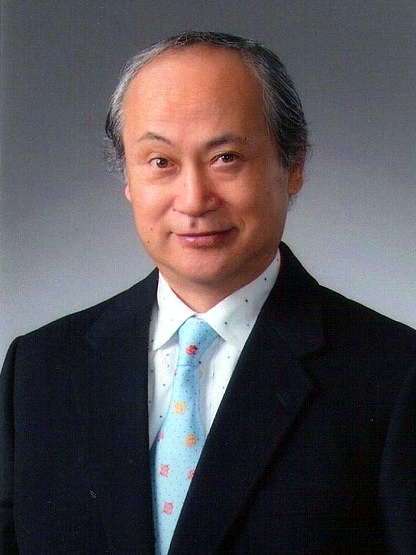
Kōji Kinutani (1943–2025)

### Kiny
- Kinyaiya, Beatus (* 1957), tansanischer Geistlicher, Erzbischof von Dodoma
- Kinyamal, Wyclife (* 1997), kenianischer Mittelstreckenläufer
- Kinyanjui, Nephat Ngotho (* 1977), kenianischer Marathonläufer
- Kinyanjui, Wanjiru (* 1958), kenianische Schriftstellerin, Drehbuchautorin und Regisseurin
- Kinyoun, Joseph J. (1860–1919), US-amerikanischer Mediziner
- Kinyua, Patrick (* 1982), kenianischer Badmintonspieler

### Kinz
- Kinz, Ferdinand (1872–1935), österreichischer Politiker; Landtagsabgeordneter zum Vorarlberger Landtag, Reichsratsabgeordneter
- Kinz, Franziska (1897–1980), österreichische Schauspielerin
- Kinz, Hubert (* 1960), österreichischer Politiker (FPÖ), Landtagsabgeordneter
- Kinza, Sandra (* 1969), deutsche Eishockeyspielerin
- Kinze, Wolfram (1942–2024), deutscher Neurologe und Psychiater
- Kinzel, Alfred (1912–2004), deutscher Polizist, Präsident des Deutschen Schachbundes
- Kinzel, Anton (* 1921), österreichischer Schachspieler und Senatspräsident des Obersten Gerichtshofs
- Kinzel, Eberhard (1897–1945), deutscher General der InfanterieEberhard Kinzel (1897–1945)

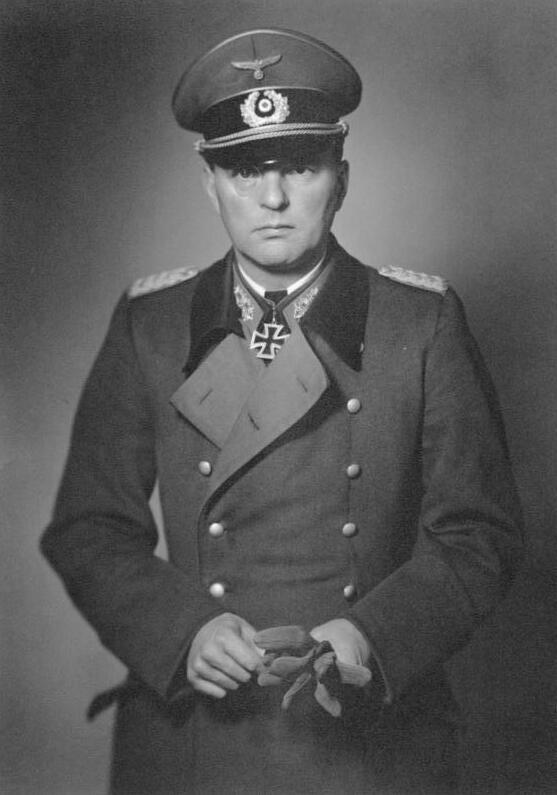
Eberhard Kinzel (1897–1945)

- Kinzel, Gisela (* 1961), deutsche Leichtathletin und Olympiateilnehmerin
- Kinzel, Helmut (1925–2002), österreichischer Öko- und Pflanzenphysiologe
- Kinzel, Josef (1852–1925), österreichischer Landschaftsmaler und Genremaler
- Kinzel, Moritz (* 1976), deutscher Bauforscher
- Kinzel, Till (* 1968), deutscher Historiker und Literaturwissenschaftler
- Kinzel, Timo (* 1984), deutscher Synchron- und Hörspielsprecher
- Kinzel, Ulrich (* 1956), deutscher Germanist
- Kinzel, Virgil (1910–1998), Abt des Klosters Rohr
- Kinzel, Walther (1880–1964), deutscher Vizeadmiral der Kriegsmarine
- Kinzelbach, Alfred (1841–1908), württembergischer Oberamtmann
- Kinzelbach, Donata (* 1955), deutsche Verlegerin
- Kinzelbach, Gottlob Friedrich (1801–1875), württembergischer Oberamtmann
- Kinzelbach, Katrin (* 1977), deutsche Politikwissenschaftlerin
- Kinzelbach, Ragnar (* 1941), deutscher Biologe und Ökologe
- Kinzer, Daria (* 1988), deutsche Schlagersängerin und Musicaldarstellerin
- Kinzer, Hugo (1874–1929), deutscher Architekt und kommunaler Baubeamter
- Kinzer, J. Roland (1874–1955), US-amerikanischer Politiker
- Kinzer, Joseph W. (* 1939), US-amerikanischer Offizier, Generalleutnant der US-Army
- Kinzer, Pit (* 1951), deutscher Künstler
- Kinzer, Stephen (* 1951), US-amerikanischer Journalist und Autor
- Kinzig, Jörg (* 1962), deutscher Kriminologe und Strafrechtswissenschaftler
- Kinzig, Wolfram (* 1960), deutscher Kirchenhistoriker
- Kinzing, Peter (1745–1816), deutscher Uhrmacher und Mechaniker
- Kinzinger, Adam (* 1978), US-amerikanischer Politiker (Republikanische Partei)Adam Kinzinger (* 1978)

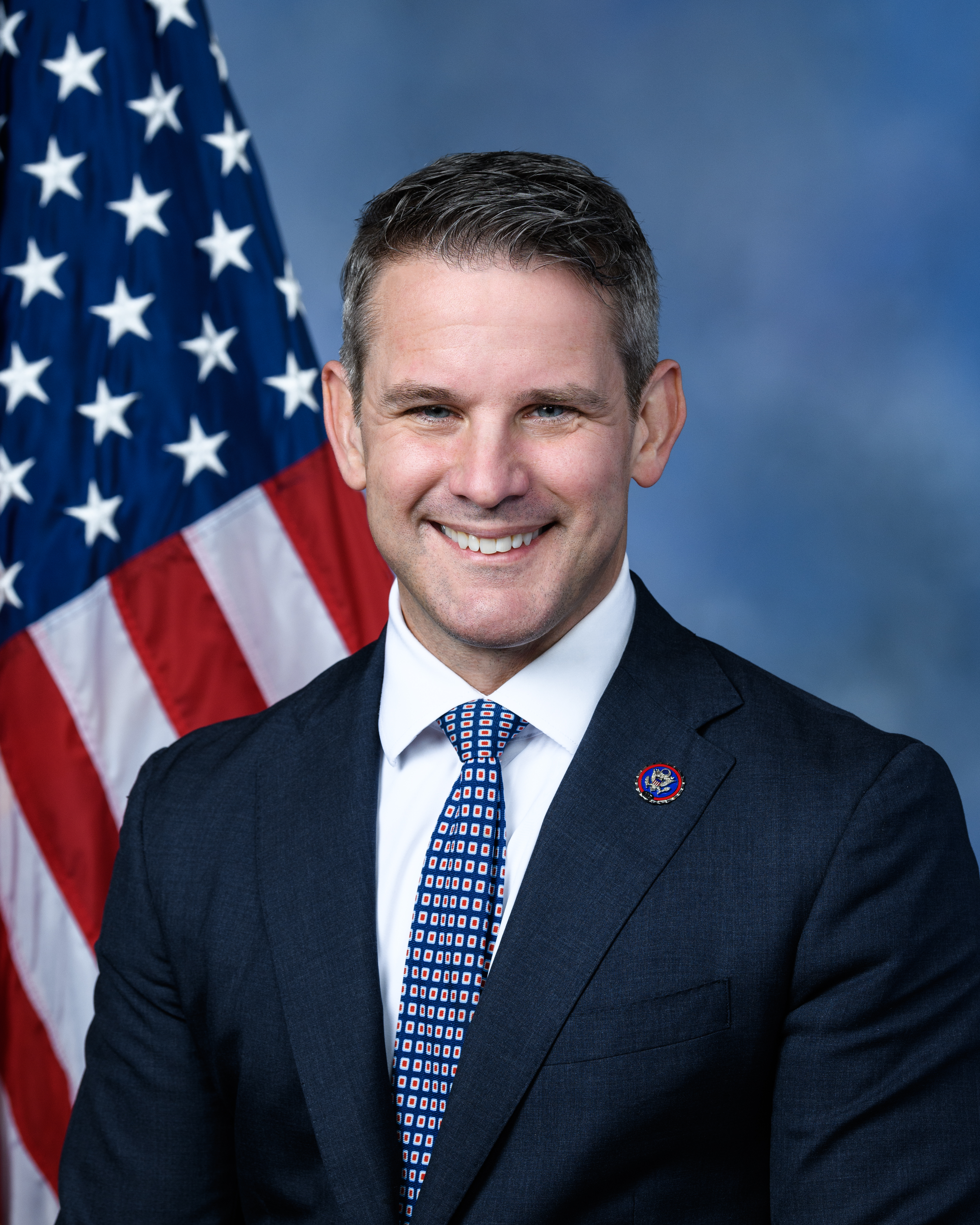
Adam Kinzinger (* 1978)

- Kinzinger, Edmund Daniel (1888–1963), deutsch-US-amerikanischer Maler und Hochschullehrer
- Kinzinger, Tonya (* 1968), US-amerikanische Schauspielerin
- Kinzl, Franz (1895–1978), österreichischer Militärkapellmeister, Pädagoge und Komponist
- Kinzl, Hans (1898–1979), österreichischer Geograph und Hochschullehrer
- Kinzl, Karl (1878–1949), österreichischer Landwirt und Politiker (CS), Landtagsabgeordneter
- Kinzl, Karl (1916–1977), österreichischer Landwirt und Politiker (ÖVP), Landtagsabgeordneter, Abgeordneter zum Nationalrat
- Kinzl, Konrad (1940–2022), kanadischer Althistoriker österreichischer Herkunft
- Kinzl, Rolf (1878–1938), österreichischer Fußball- und Tennisspieler
- Kinzler, Haimo (* 1960), deutscher Comiczeichner
- Kinzner, Wolfgang (* 1985), deutscher Crosslauf-Sommerbiathlet
- Kinzuraschwili, Tamara (* 1970), georgische Journalistin